# Arhitectura Secession în Timișoara
În urma ridicării caracterului de fortificație al Timișoarei în 1892, s-a permis construirea de imobile pe fosta esplanadă. Dezvoltarea orașului s-a făcut pe baza unui plan general de dezvoltare, direcțiile prioritare fiind legarea de cartierul Cetate a fostelor suburbii, în special a cartierelor istorice Fabric, Iosefin și Elisabetin. S-a cerut ca de-a lungul căilor de legătură să se construiască fronturi stradale continui și clădiri monumentale cu două sau trei etaje.
Perioada a coincis cu apariția stilului Art Nouveau. Arhitecții, formați la Viena sau la Budapesta, erau la curent cu tendințele, astfel că au realizat multe opere arhitectonice în stilul Secession, curentul Secesiunea vieneză cu influențe maghiare. Aceștia lucrau atât la Budapesta, ca Lipót Baumhorn, cât și în Timișoara, ca László Székely, Eduard Reiter, Martin Gemeinhardt și Henrik Telkes.
Clădirile erau nu doar monumentale, ci, conform stilului Secession, bogat ornamentate, ornamentele fiind inpirate de floră, faună, mitologie sau personaje antopomorfe. Actual, după o lungă perioadă de neglijare, o parte dintre aceste clădiri au fost reabilitate, recăpătându-și strălucirea de la începuturi.

## Contextul istoric
Curentul Secession a apărut spre sfârșitul secolului al XIX-lea ca o reacție împotriva artei academice, grupând diferiți artiști care doreau eliberarea de canoanele clasice. După modelul Secesiunii müncheneze din 1892, în 1897 la Viena a apărut Secesiunea vieneză. Influența sa s-a manifestat și asupra universităților din Budapesta. Tinerii din Austro-Ungaria care studiau arhitectura la Viena și Budapesta au avut ocazia să ia contact cu acest curent și după 1900 i-au aplicat ideile în realizările lor. Toți acești studenți la arhitectură care ulterior au profesat în Timișoara proveneau din pătura de mijloc a societății, care și-a permis finanțarea studiilor lor.
Între 1890–1914 a avut loc o dezvoltare economică intensă a Banatului. În special Timișoara a beneficiat de un context istoric extrem de favorabil. Prin decizia împăratului Franz Joseph, la 23 aprilie 1892 s-a ridicat caracterul de fortificație al Timișoarei, ceea ce a permis autorizarea construcțiilor pe fosta esplanadă (care fusese Zona Non Aedificandi) și demolarea zidurilor fortificațiilor. Demolarea fortificațiilor, începută în 1902, a eliberat alți 138 460 m2, care au fost preluați în proprietate de administrația orașului de la administrația militară printr-un contract din 15 iunie 1905. Din demolare au fost recuperate c. 26 de milioane de cărămizi, care au servit ca materiale de construcții pentru clădirile ridicate ulterior. Spațiile eliberate și materialele de construcții recuperate au creat condițiile necesare dezvoltării urbanistice a orașului.
Între 1893–1895 s-a elaborat „Planul General de Dezvoltare a Orașului”, plan actualizat repetat până în 1911. Prioritatea planului era legarea cartierului din cetate de cartierele considerate suburbii, în special cartierele Fabric și Iosefin, pe traseele actualei Piețe a Victoriei și a bulevardelor Hunyadi út (actual bd. 16 Decembrie 1989) și Andrássy út (actual bd. 3 August 1919). Pentru clădirile ridicate acolo a fost impus un regim de construcții care cerea front stradal continuu și închis, parter plus două sau trei etaje și caracter monumental. În afară de acestea, s-a preconizat dezvoltarea bulevardelor Nagykörút (actual bd. Constantin Diaconovici Loga) și Püspök út (actual bd. Mihai Viteazul).
În 1902 șeful biroului tehnic al primăriei Timișoarei, inginerul Emil Szilárd, a propus înființarea în schema primăriei a poziției de arhitect al orașului, propunere susținută de primarul Karoly Telbisz. Pe post a fost angajat László Székely.

## Caracteristici ale stilului
Clădirile au fost construite în diverse stiluri, majoritatea fiind în stil Art Nouveau, cu diferitele sale curente: Jugendstil, secesiunea vieneză. Acestea se caracterizează prin clădiri cu acoperișuri înalte și volume impozante. Colțurile sunt prevăzute cu turnuri și edicule. Fațadele sunt bogat ornamentate. Modelul maghiar combina acestea cu elemente ale arhitecturii populare maghiare: compoziția asimetrică a clădirii, policromia și efectul spațial romantic.

## Arhitecți
O seamă de arhitecți care au proiectat clădiri în stilul Secession în Timișoara au fost Lipót Baumhorn, Martin Gemeinhardt, Eduard Reiter, László Székely și Henrik Telkes. Episodic, au mai proiectat în stil Secession Ignác Alpár (Palatul Poștelor), Károly Bonn (Palatul Alexandru Pisică), Gábor Fodor (Palatul Jakab Fischer), Jenő Klein (Palatul Ágoston Gálgon), Josef Kremer sen. (Palatul Mirbach), Márcell Komor și Dezső Jakab (Palatul Miksa Steiner), Oskar Reinhart (Casa Mühle), Emil Tőry (Palatul Cazinoului Ținutului de Sud) ș.a.
Lipót Baumhorn
Cu studii la Politehnica din Viena și specializări în diferite orașe din Europa, între clădirile din Timișoara proiectate de Lipót Baumhorn în stil Secession se pot enumera Palatul Comunității Evreiești, Colegiul Național Pedagogic „Carmen Silva”, Palatul Apelor, Palatul István Nemes.
Eduard (Ede) Reiter
Eduard Reiter a fost arhitectul oficial al Episcopiei Romano-Catolice din Timișoara, pentru care a proiectat o serie de clădiri, dar în stil Secession este doar Casa Capitlului de Cenad. Alte clădiri proiectate de el în acest stil sunt, Corpul administrativ al fostei Fabrici de pălării (poziția 24), Palatul Franz Anheuer, Palatul Miksa Steiner din Fabric.
Martin (Márton) Gemeinhardt
Dintre clădirile proiectate de Martin Gemeinhardt se pot enumera Palatul Franz Marschall, Casele Hartlauer și Nicolin din Piața Plevnei, Palatul Jakab Csendes, Palatul Casei de Economii Timișorene, Palatele Gemeinhardt și Károly Weisz de pe bd. Gen. Dragalina, palatul Albert Schott, Palatul Adolf Hanecker, imobile de raport pe spl. Tudor Vladimirescu 22–24. Stilul său de decorare Secession a fost mai pur ca al celorlalți colegi de generație.
László Székely
În calitate de arhitect șef al Timișoarei între anii 1903–1918, László Székely a proiectat circa 60 de clădiri. Deși a abordat mai multe stiluri, peste jumătate din clădirile proiectate de el sunt în stil Secession. Câteva dintre cele mai mari proiecte ale sale sunt Complexul Liceului Piarist, Abatorul Comunal (poziția 67), Palatul Dauerbach, Palatul Băncii Generale Maghiare de Credit, Palatul Neptun și Palatul Ștefania.
Henrik Telkes
Henrik Telkes și-a făcut studiile de arhitectură la Budapesta. După ce a lucrat cinci ani (1905–1910) în primăria Timișoarei și-a deschis un birou propriu,  unde a proiectat o serie de case de raport (cu apartamente de închiriat), cum ar fi în 1910 Palatul Nägele, în 1911 Casele Csermák, palatele Miksa Brück, Katalin Panits, Ágoston Gálgon și Miksa Róna, în 1912 Palatul Löffler, iar în 1913 Palatul Baron Béla Gudenus de Gad.

## Clădiri
Marea majoritate a clădirilor realizate în stil Secession sunt protejate prin includerea lor în lista monumentelor istorice, individual sau în grup, prin situri sau ansambluri urbane. În fiecare cartier istoric al Timișoarei există câte un sit urban: o parte din cartierul Cetate face parte din Situl urban Cartierul „Cetatea Timișoara”, una din cartierul Fabric face parte din Situl urban „Fabric” (I) și o parte din cartierul Iosefin face parte din Situl urban „Vechiul Cartier Iosefin”. De asemenea, clădiri Secession se găsesc în Ansamblul urban interbelic „Corso”, Ansamblul urban „Fabric” (II), Ansamblul urban „Str. Badea Cârțan”, Ansamblul urban „Bd. Mihai Viteazul”, Ansamblul urban „Splaiul Nicolae Titulescu” precum și în ansamblurile urbane I, III, IV, V, VI și IX. Există numeroase alte case, și chiar și unele palate în stil Secession necuprinse în lista monumentelor istorice, ca urmare protecția lor este redusă sau inexistentă.

### Palate, clădiri mari și grupări tematice
În terminologia din epocă erau denumite „palate” clădirile cu două sau trei etaje.

#### Palatul Alexandru Pisică
Deși a fost construit abia în 1912, Palatul Alexandru Pisică (Piszika Sándor, poziția 4) aparține stilului Secession floral (de la început) al lui Ödön Lechner. Proiectul este atribuit lui Károly Bonn. Este situat pe str. Johann Nepomuk Preyer nr. 2, la intersecția cu bd. Iuliu Maniu. Face parte din monumentul istoric Ansamblul urban V.
Palatul are atice ondulate și este foarte ornamentat cu motive florale. Un ornament caracteristic stilului Secession maghiar sunt plăcile de ceramică roșie glazurată. Deasupra colțului său rotunjit se înalță un turn acoperit cu tablă, bogat ornamentat și el.
Aticele ondulate se întâlnesc și la Palatul Ludwig Besch și Karl Piffl construit în 1912 pe bd. 16 Decembrie 1989, nr. 11 (poziția 20) care face parte din monumentul istoric Situl urban „Vechiul Cartier Iosefin”.

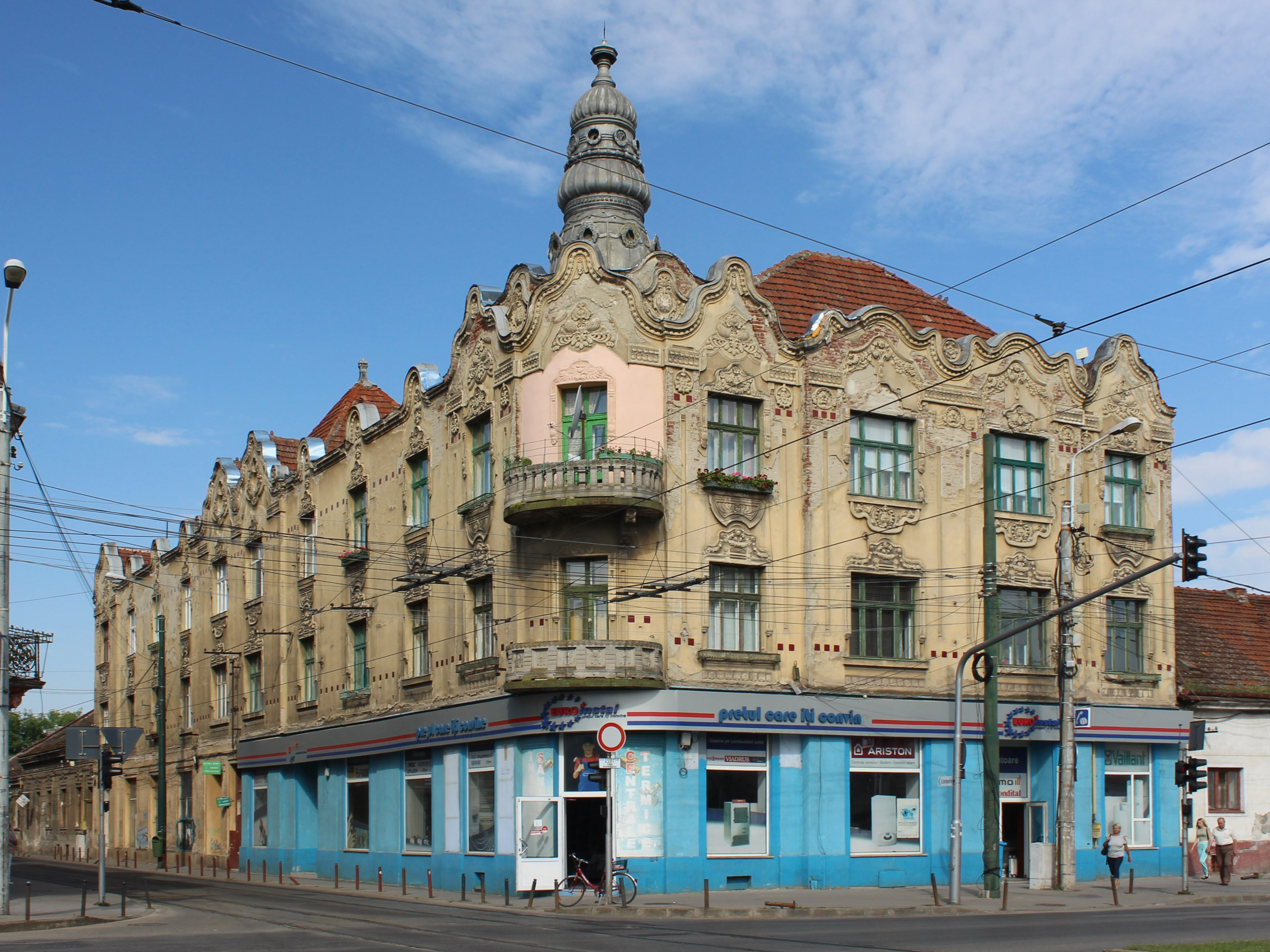
Palatul Alexandru Pisică în 2019
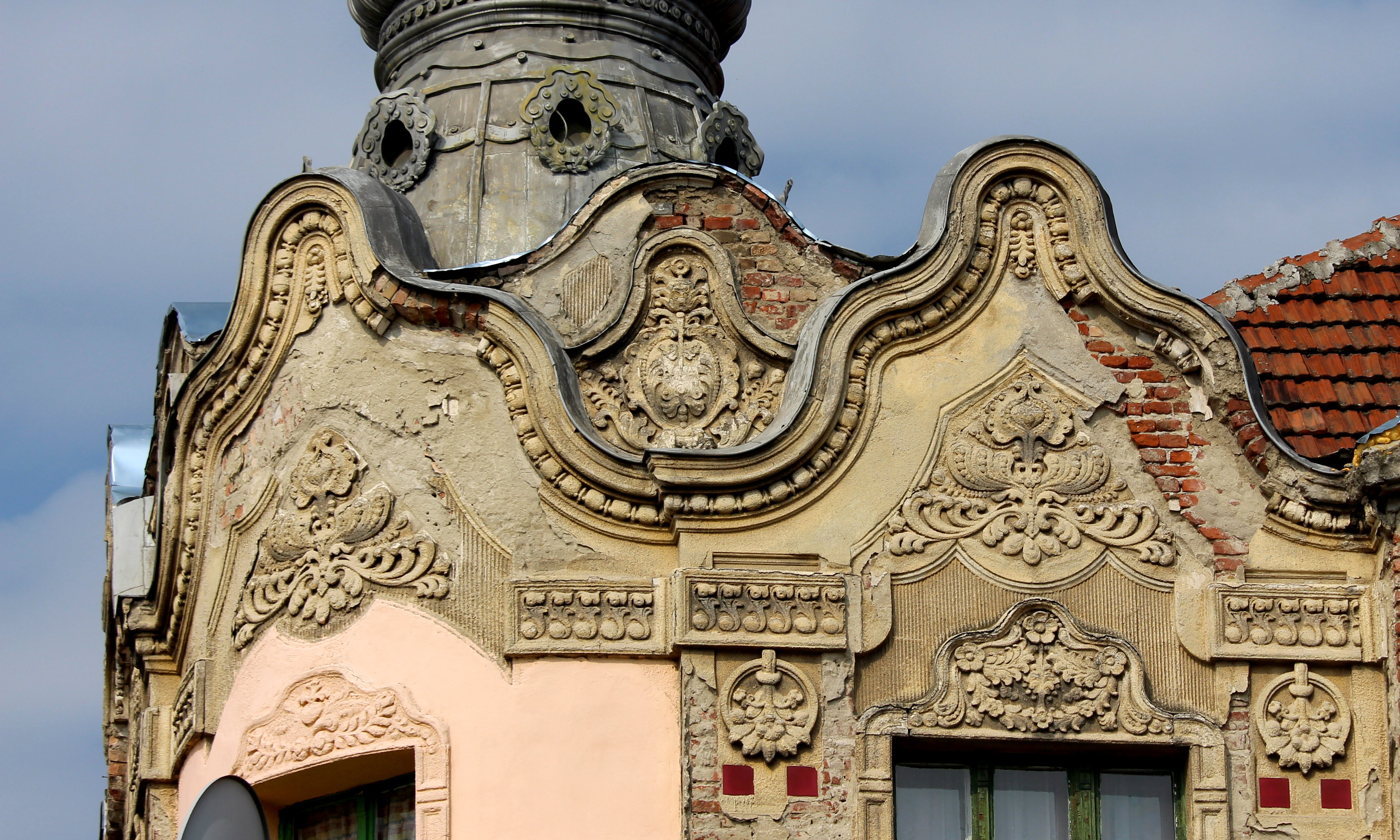
Palatul Alexandru Pisică, detalii: ornamente florale și ceramică roșie
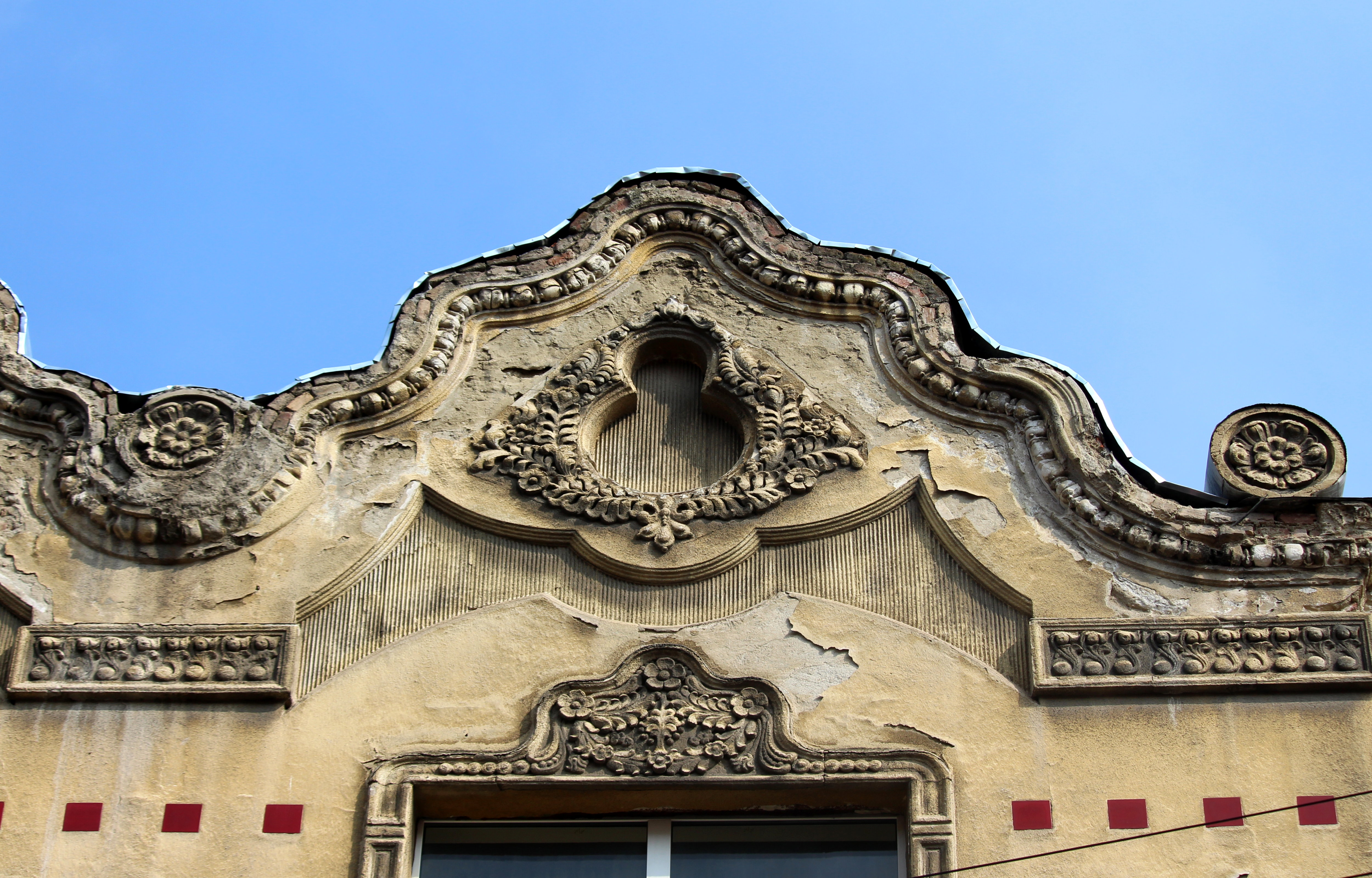
Palatul Alexandru Pisică, detalii: ornamente florale și ceramică roșie
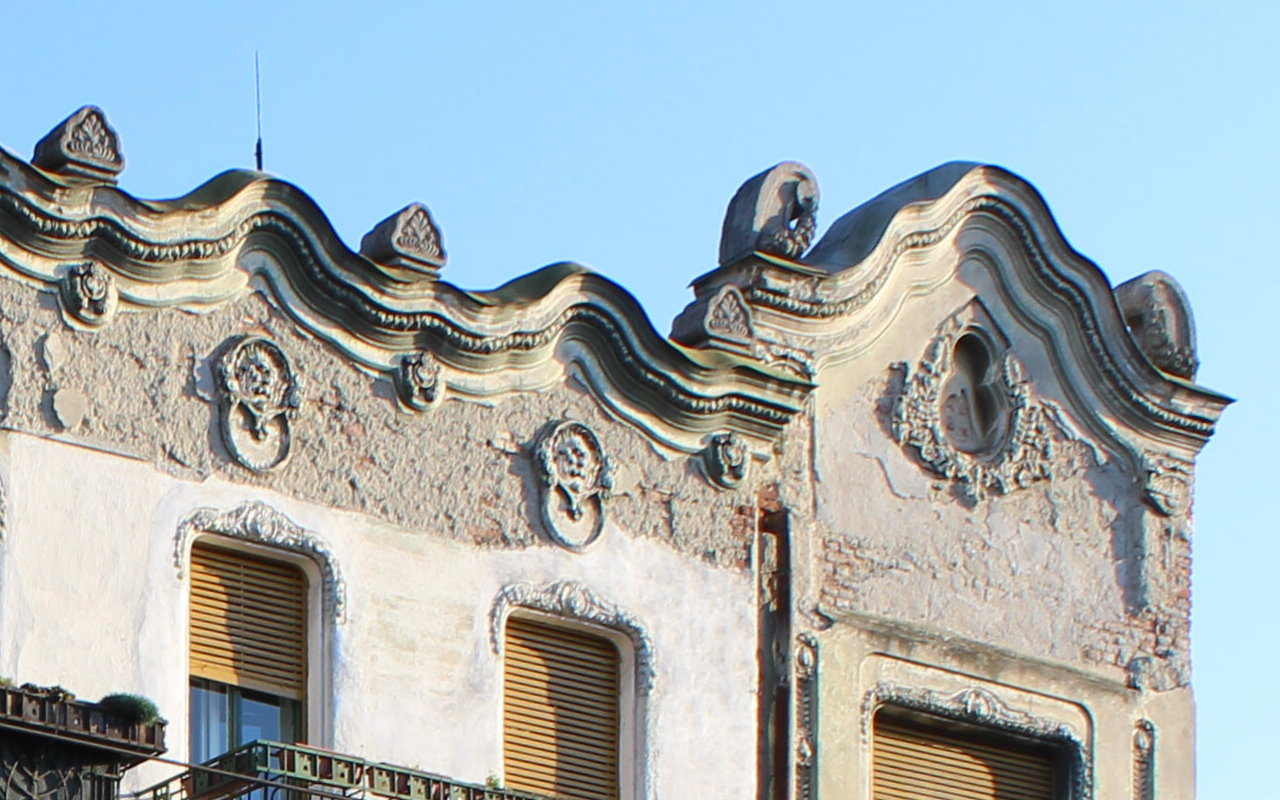
Palatul Ludwig Besch si Karl Piffl, detaliu

#### Palatul Marshall

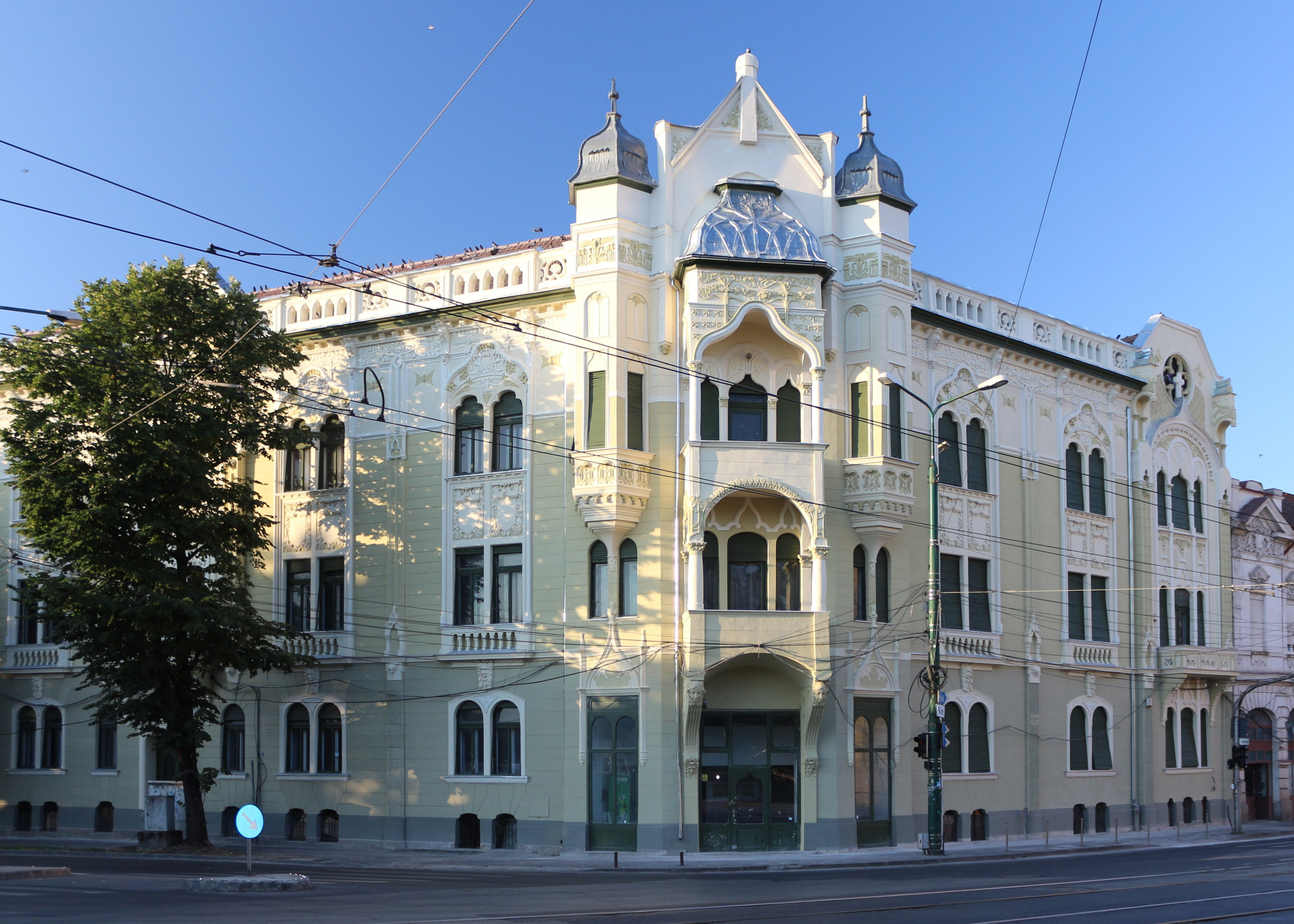
Palatul Marshall în 2024

Alt palat în stilul Secession floral este Palatul Franz Marschall (poziția 25). Aflat la intrarea de pe podul Maria în cartierele Elisabetin (la stânga venind de pe pod) și Iosefin (la dreapta venind de pe pod) constituie, împreună cu Palatul Apelor o „poartă de intrare” în aceste cartiere. Situat pe bd. Tudor Vladimirescu la nr.12, a fost proiectat de Martin Gemeinhardt și construit în 1904. Face parte din monumentul istoric Situl urban „Vechiul Cartier Iosefin”.
Stilul palatului este Art Nouveau eclectic, decorația, foarte bogată, fiind formată din pomul vieții, flori și fructe, fluturi, pești și berbeci.

#### Palatul Apelor
Palatul Apelor este situat pe bd. 16 Decembrie 1989 la nr. 2 (poziția 22), vizavi de Palatul Marshall. Proiectat în stil Secession eclectic de Lipót Baumhorn, a fost construit în 1901 și supraetajat în 1911. Face parte din monumentul istoric Situl urban „Vechiul Cartier Iosefin”. Palatul are o travee centrală și două aripi. Fațada traveei centrale este ornamentată cu coloane duble din ordinul ionic, care pun în valoare frontoanele. Întreaga clădire este foarte bogat ornamentată, cu elemente neobaroce în stilul seccesion eclectic. Decorarea s-a făcut în special cu elemente din mediul acvatic și figuri marine: pești, căluți de mare, scoici, plante acvatice și figuri antropomorfe feminine.

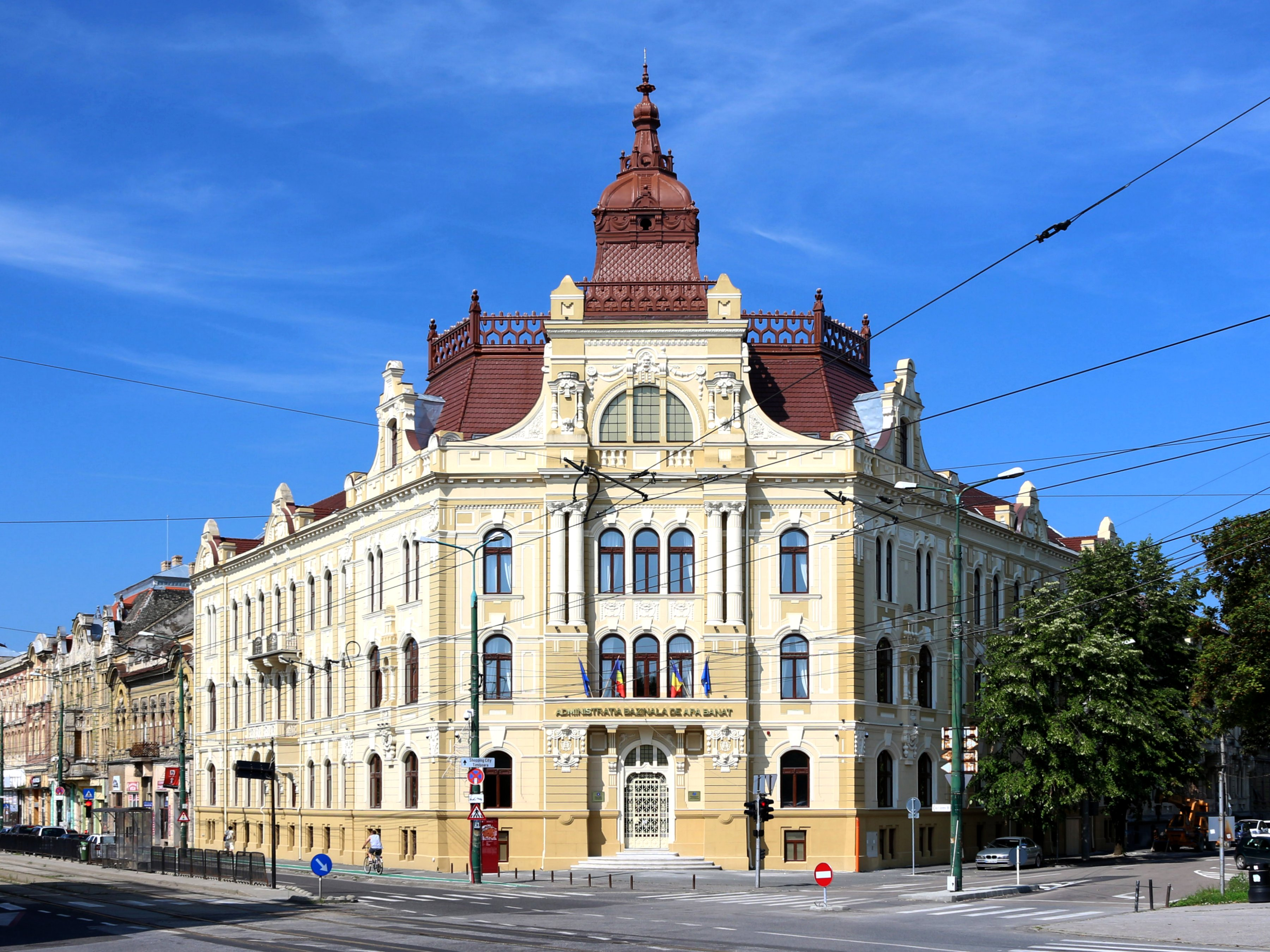
Palatul Apelor în 2016
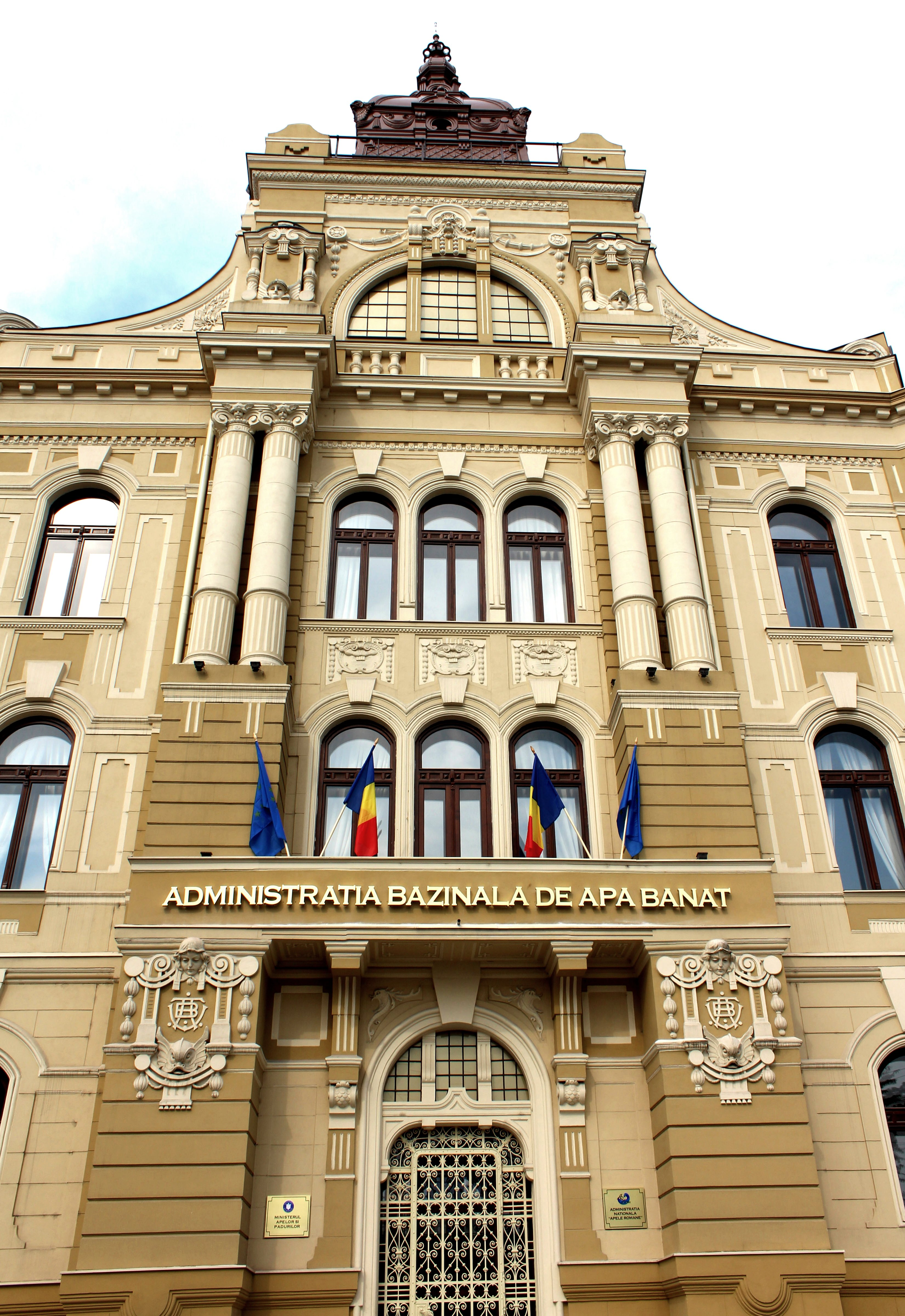
Fațada traveei centrale
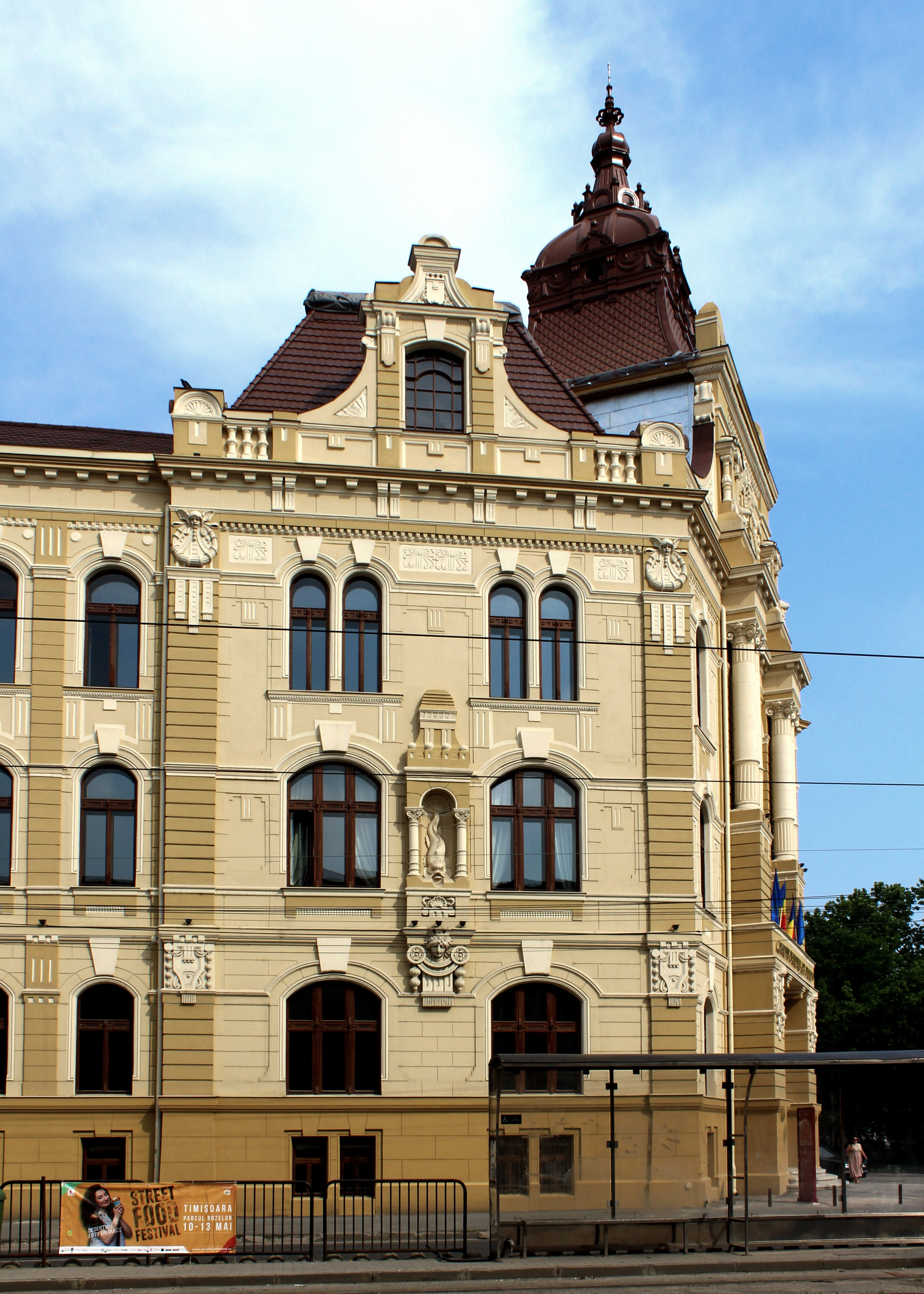
Traveea centrală, lateral
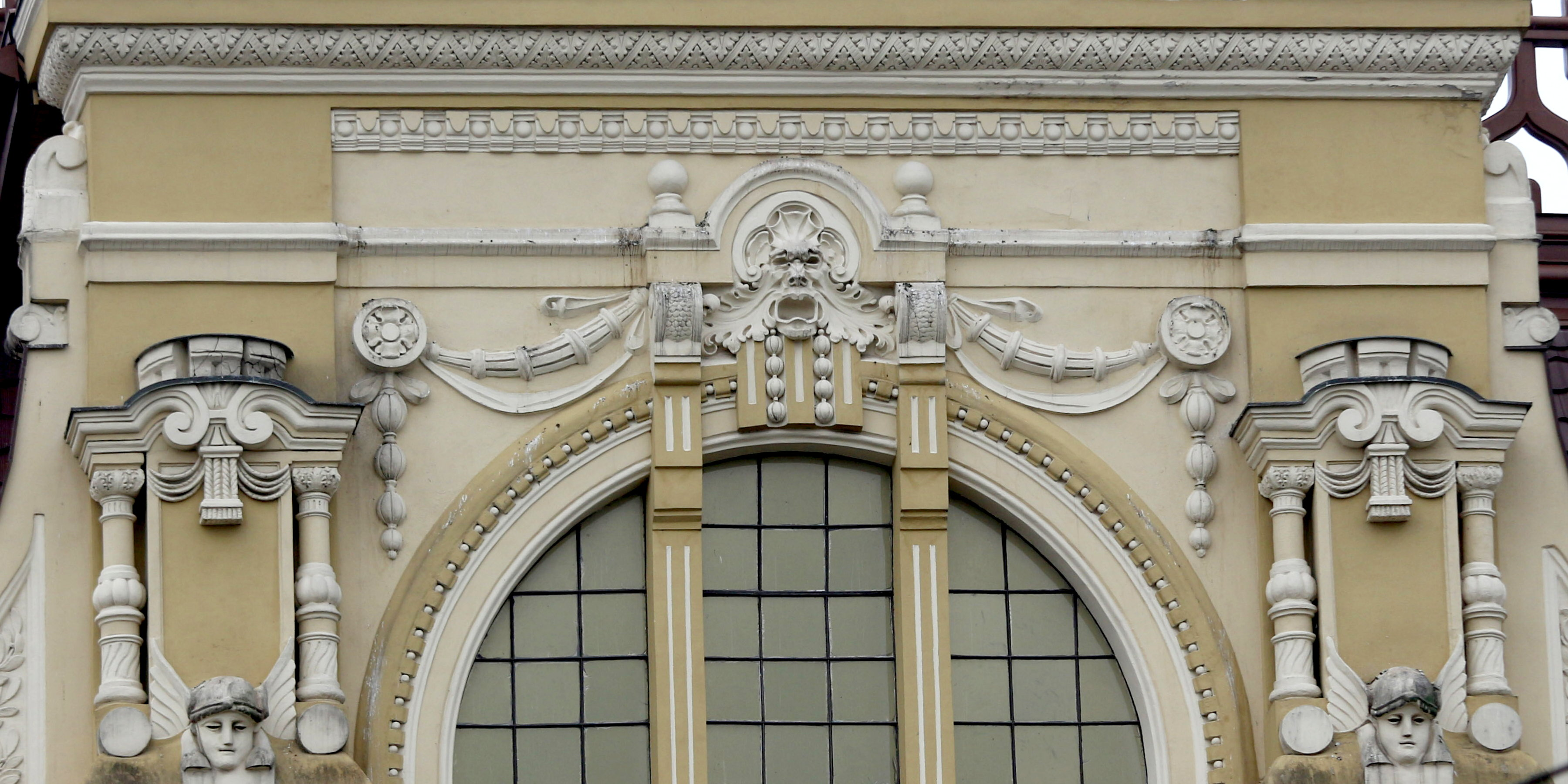
Frontonul traveei centrale, decorat cu căluți de mare, plante acvatice și figuri antropomorfe
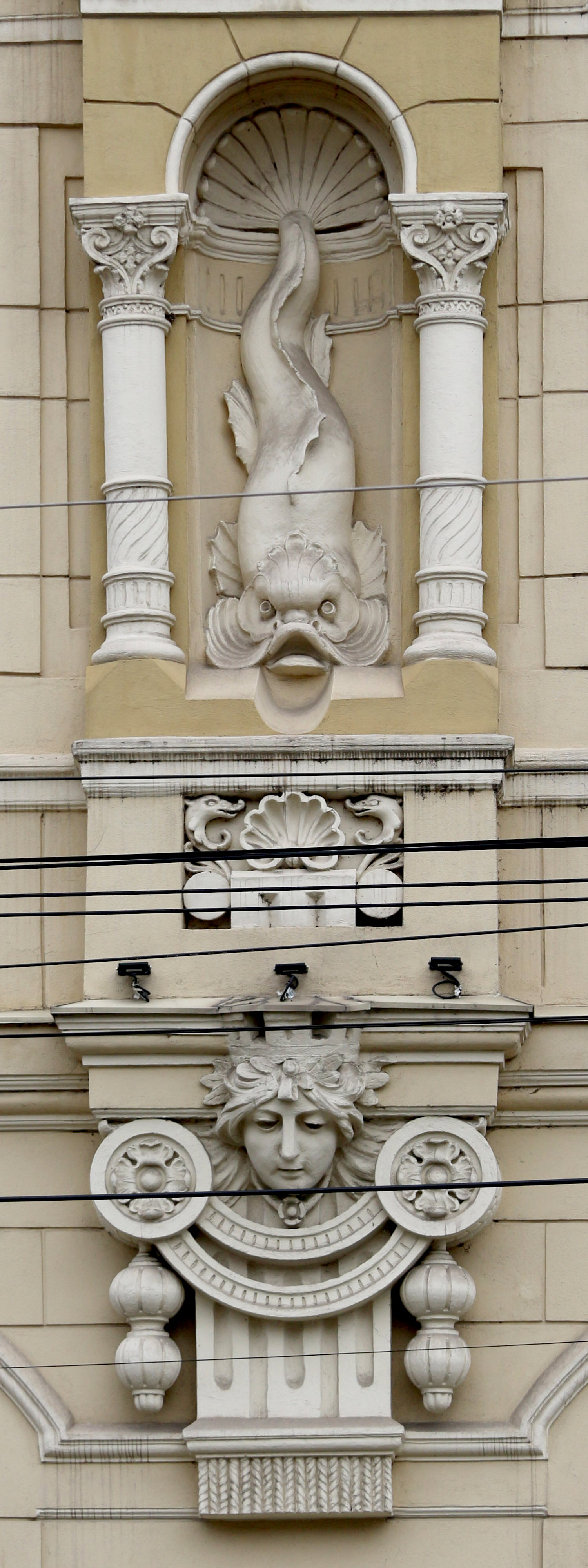
Pești, scoici și plante acvatice pe traveea centrală
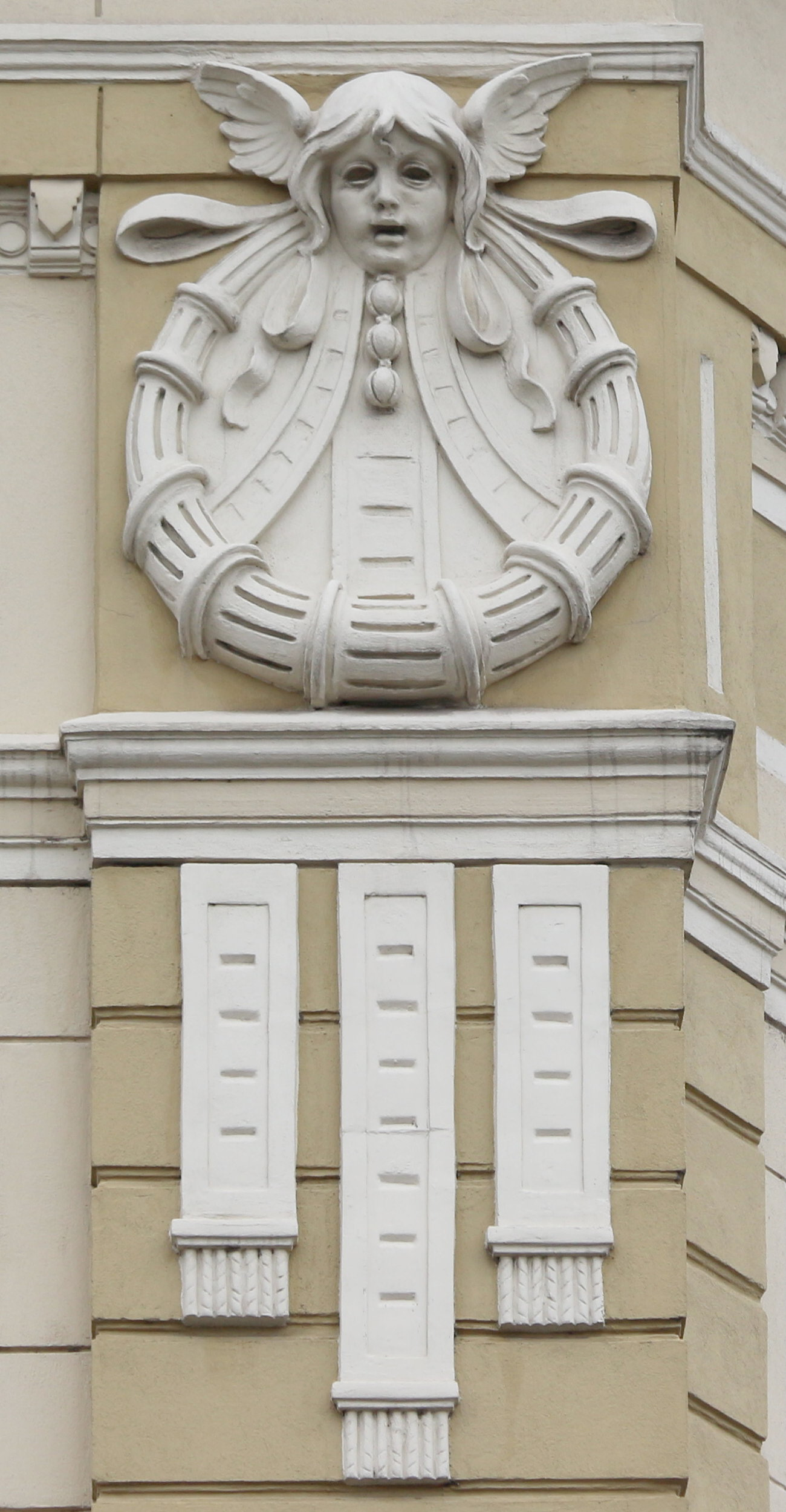
Înger pe traveea centrală

#### Piața Mocioni
Pe latura de sud a pieței Alexandru Mocioni (fostă Küttel tér), făcând parte din Situl urban „Vechiul Cartier Iosefin”, se află o serie de palate în stil Secession: Palatele Béla Fiatska, 3 clădiri, construite în 1911 (poziția 16), Palatul Jakab Fischer, construit în 1910 (poziția 17) și Palatul György Dauerbach, construit tot în 1910 (poziția 18). Panorama inițială a acestora a fost obturată prin construirea bisericii din piață.

#### Piața Plevnei
Și Piața Plevnei face parte din Situl urban „Vechiul Cartier Iosefin”. În jurul ei se află unele dintre cele mai reușite clădiri în stil Secession din Timișoara: Casa László Vaniss (poziția 114), Casa Emil Szilárd (poziția 114), Casa Hartlauer (Casa cu Păuni și Bufnițe) (poziția 115), Casa Dr. Junkert (poziția 116), Casa Romulus Nicolin (Casa cu Păuni) (poziția 117), Palatul Adolf Vértes (poziția 29) și Palatul Weisz (din Piața Plevnei, poziția 30). Este o concentrație mare de clădiri în stil Secession, unitatea stilului fiind explicabilă prin contextul istoric.

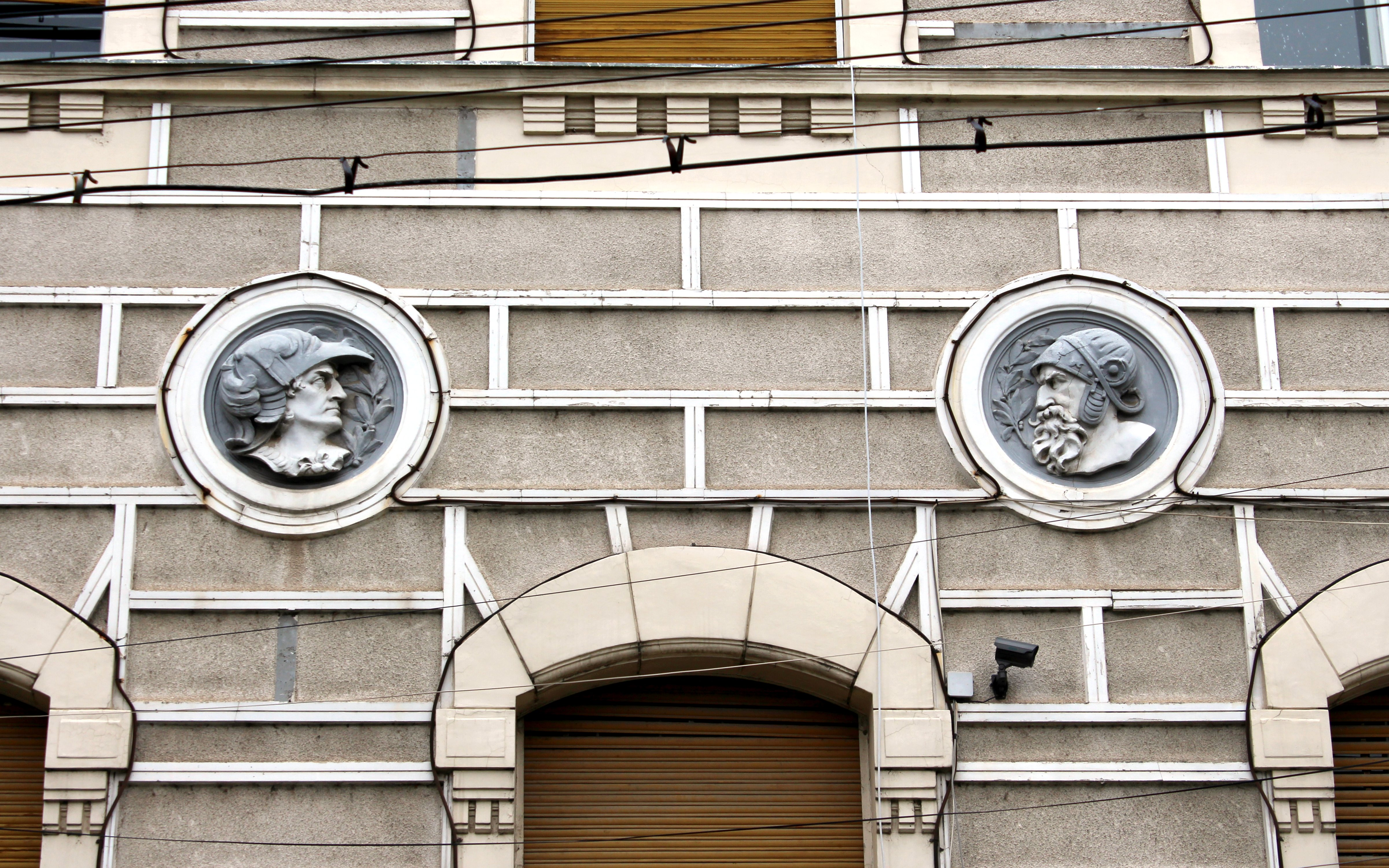
Detalii pe fațada Casei Szilárd
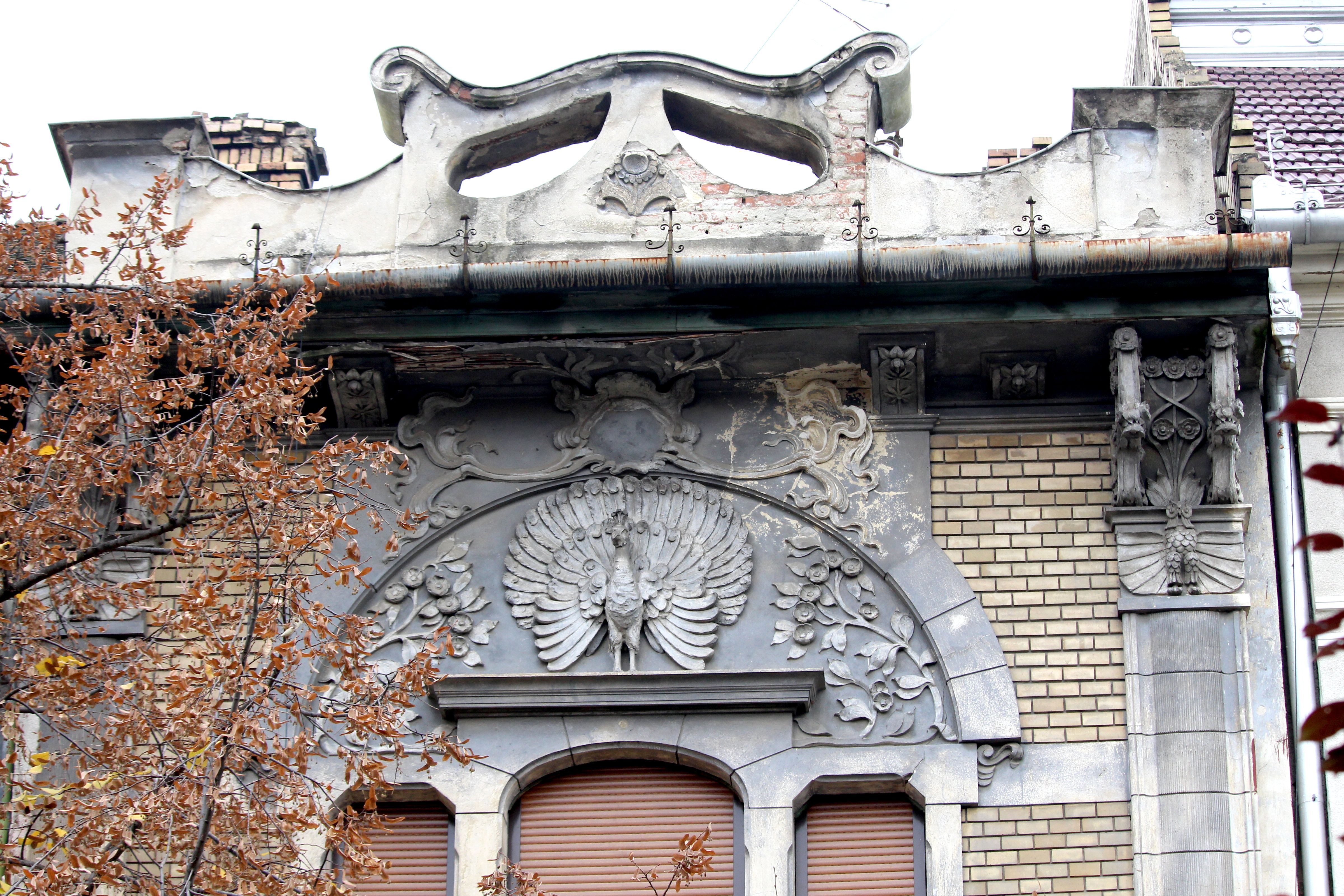
Păun, bufniță și motive florale pe casa Hartlauer
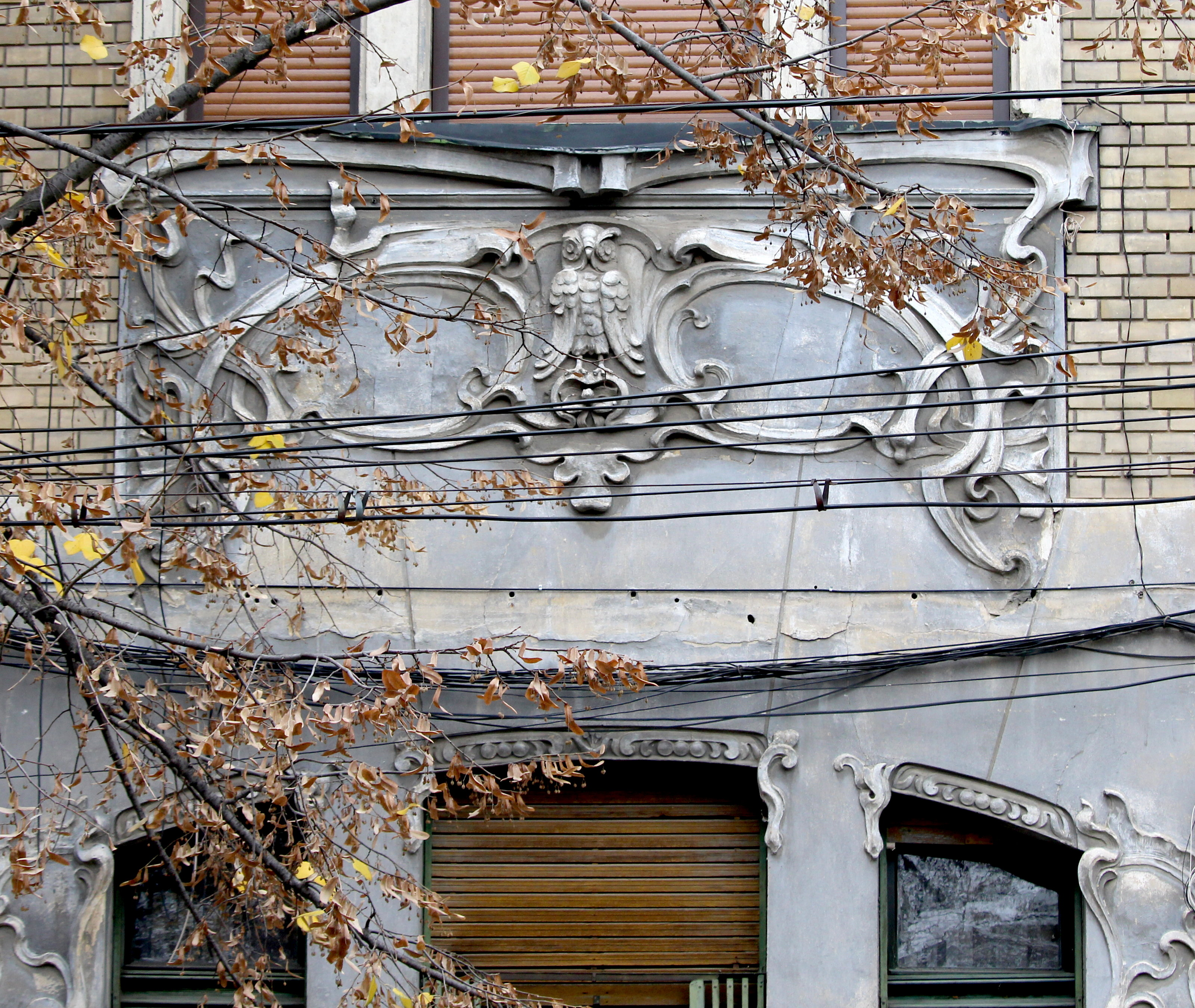
Bufniță sub fereastră de la etaj pe casa Hartlauer
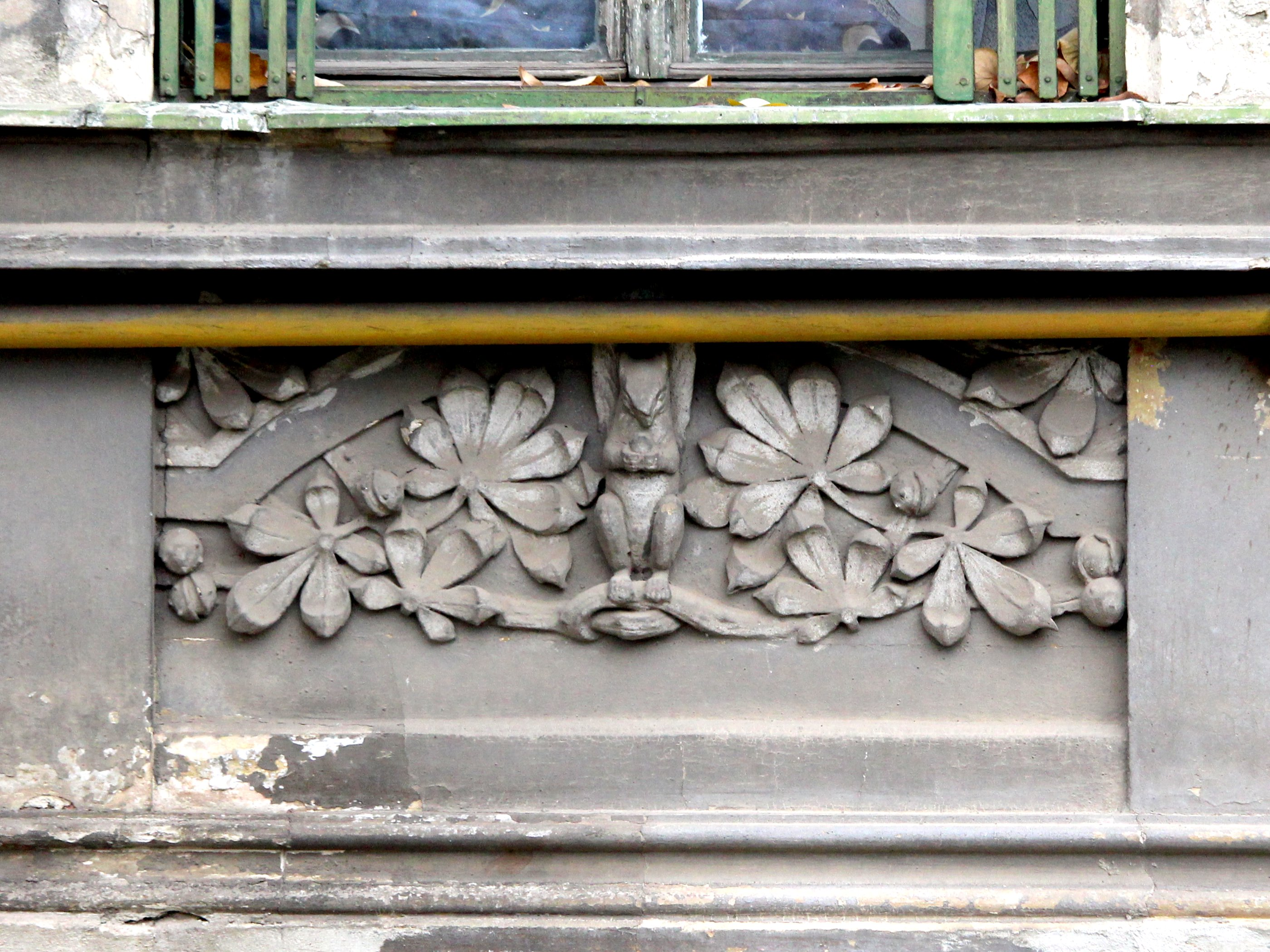
Veveriță sub fereastră de la parter pe casa Hartlauer
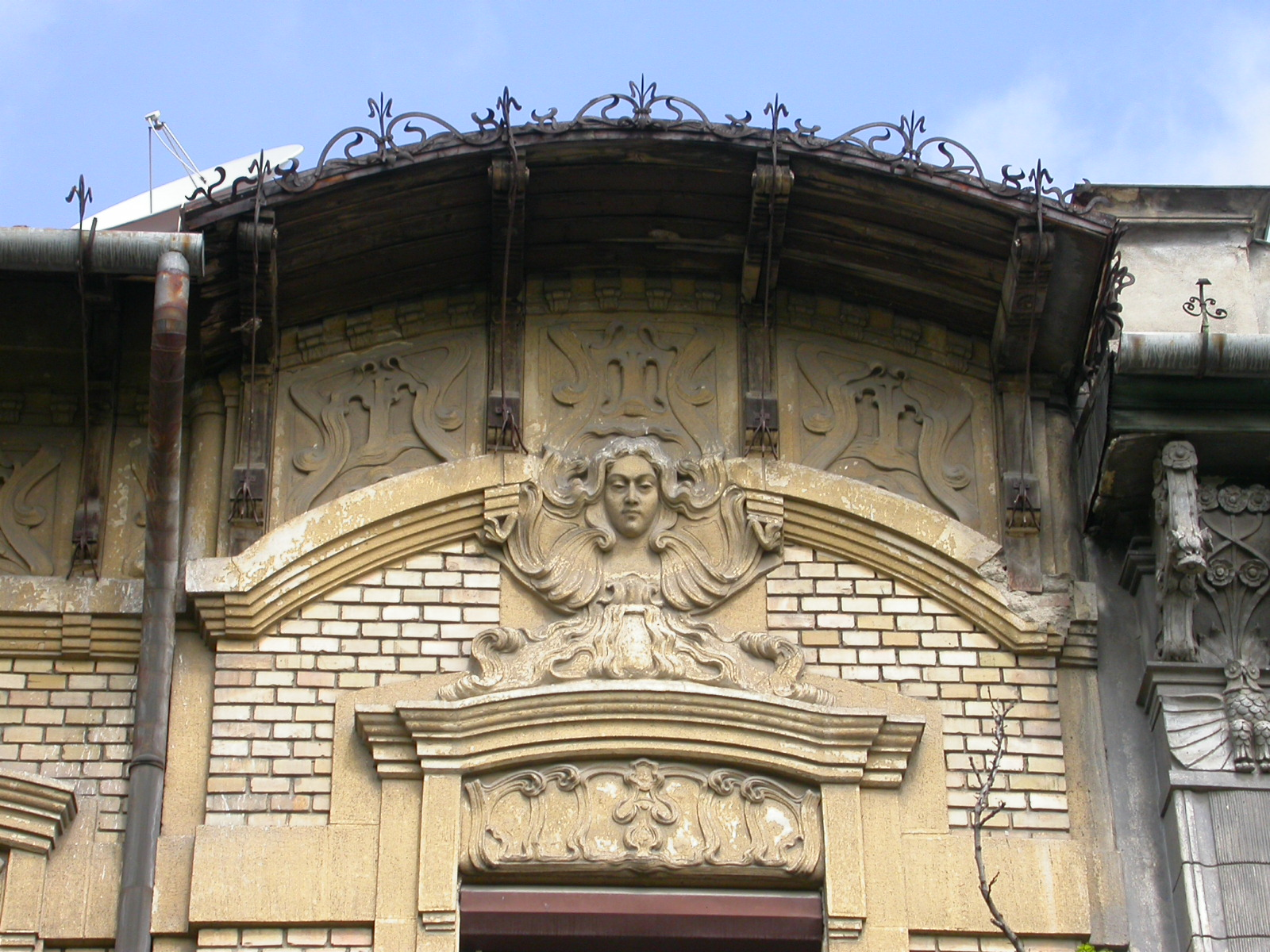
Înger protector pe casa Dr. Junkert
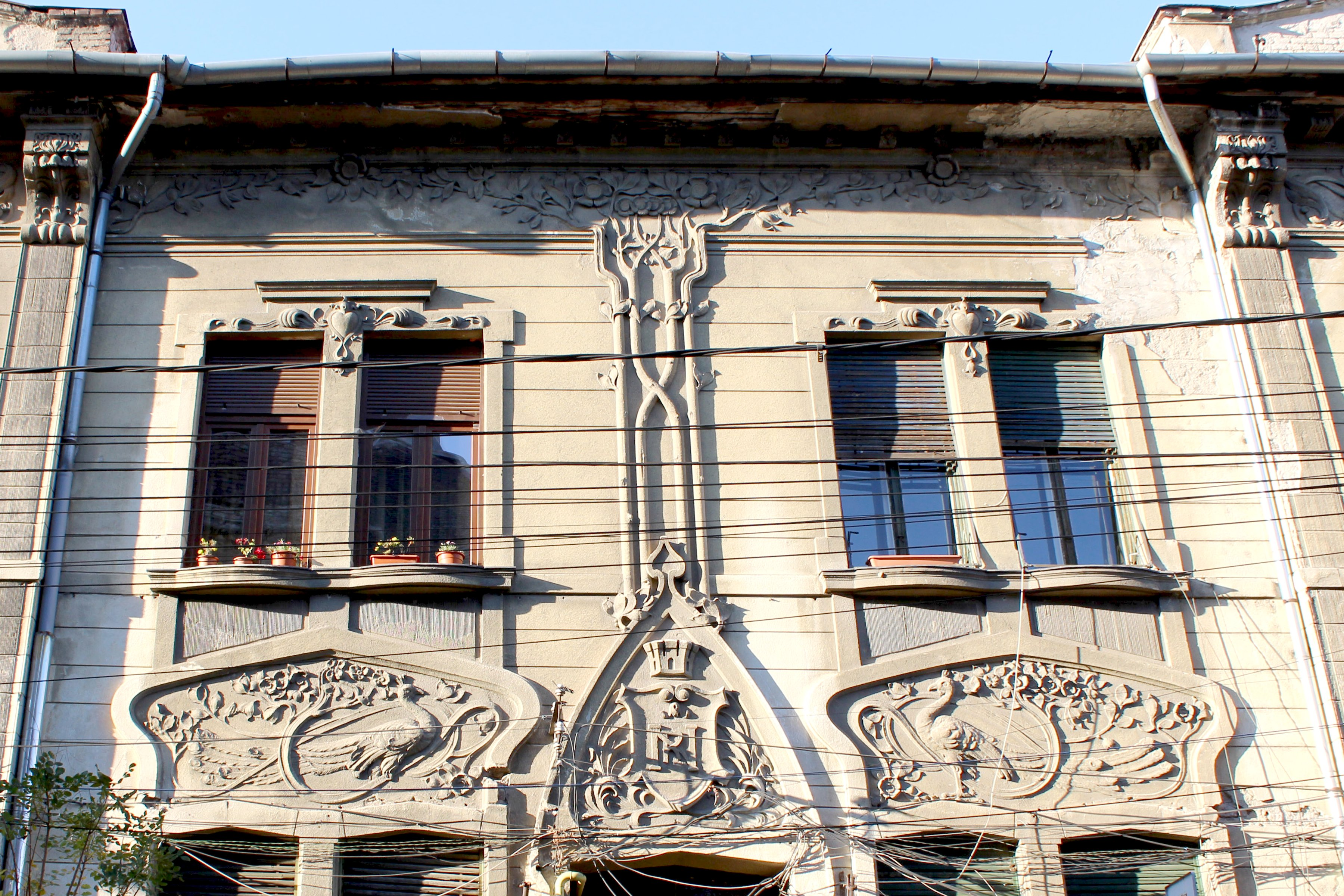
Pomul vieții și păuni pe casa Romulus Nicolin
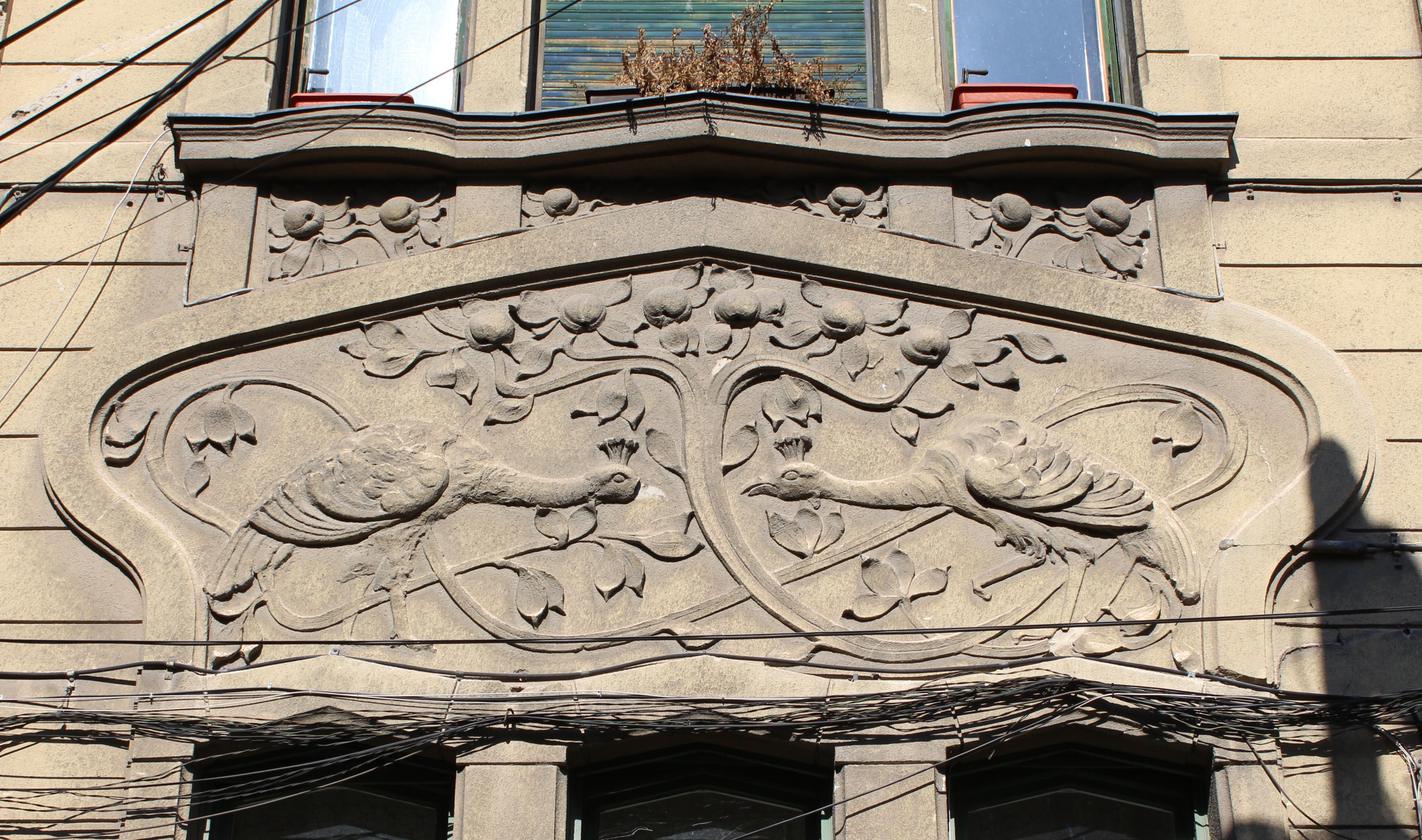
Păuni și motive florale pe casa Romulus Nicolin
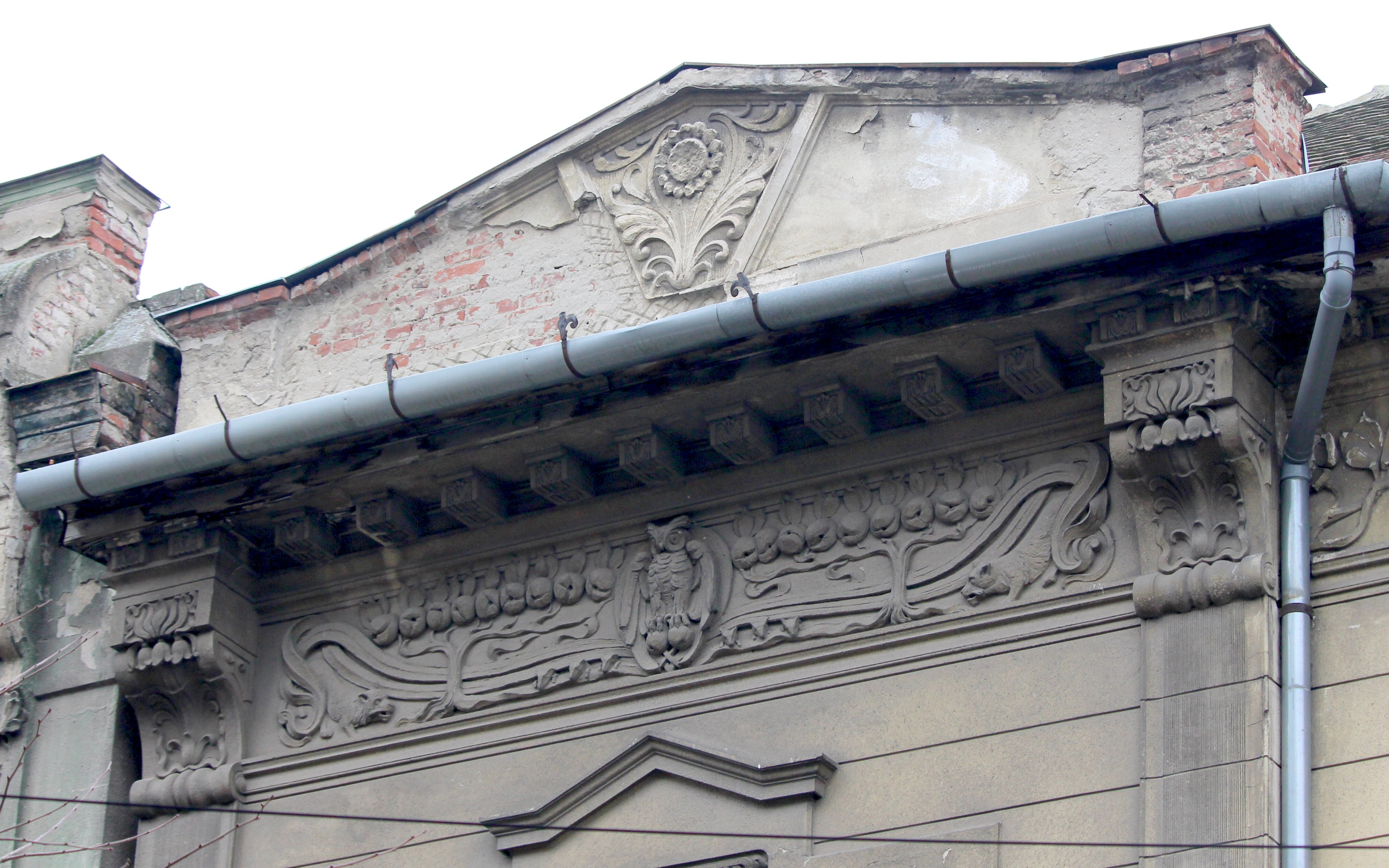
Bufniță și motive florale pe casa Romulus Nicolin
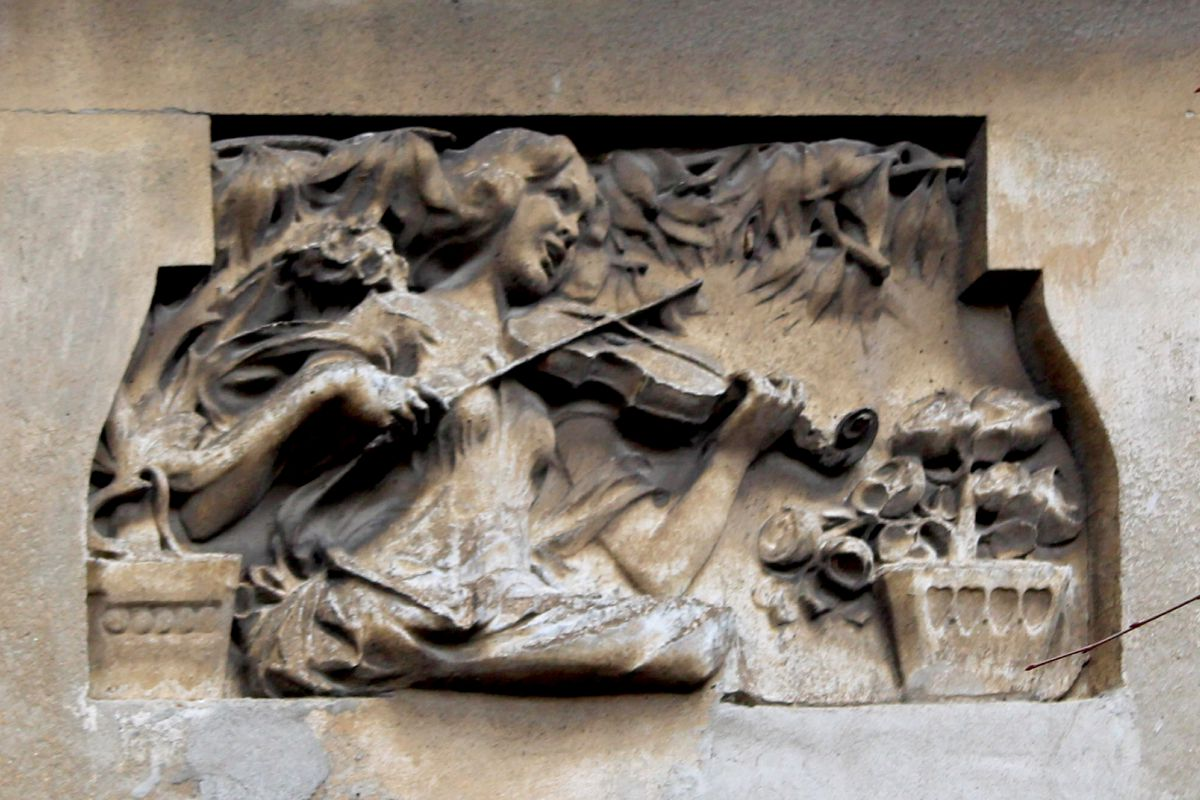
Medalionul cu tânăra cu vioara pe Palatul Adolf Vértes
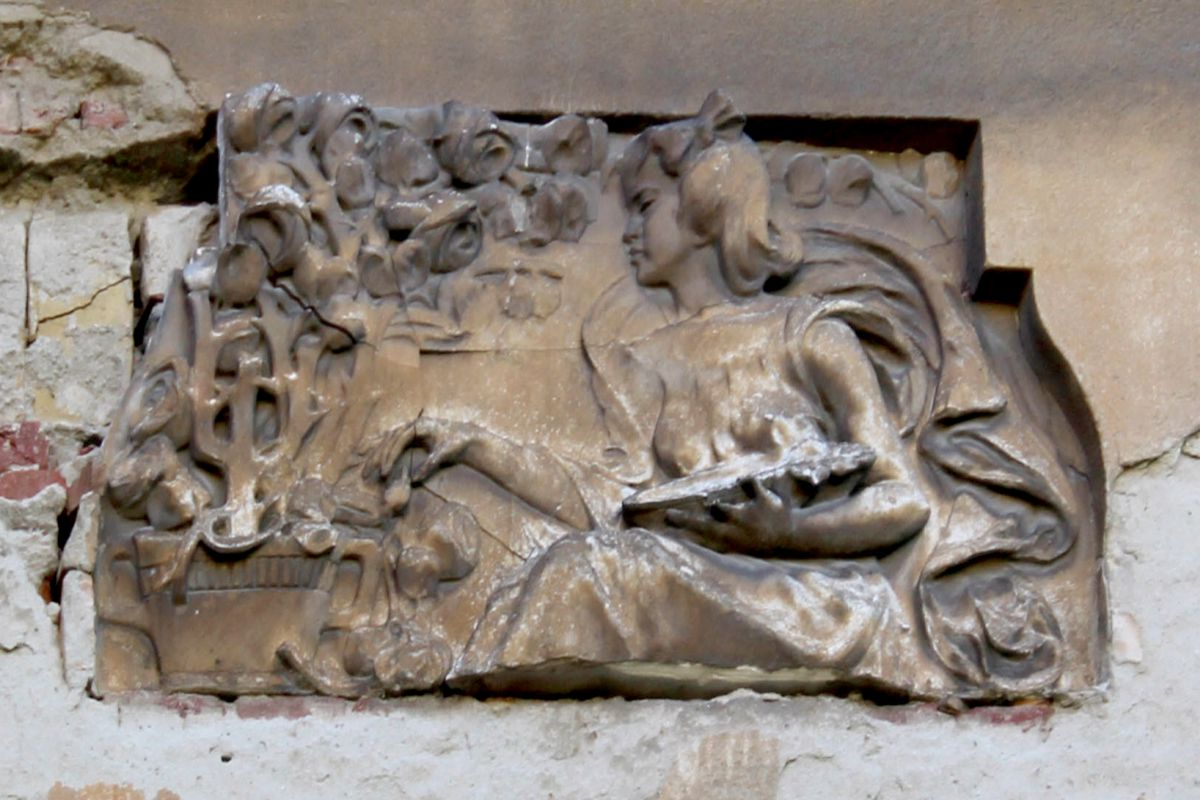
Medalionul cu tânăra culegând flori pe Palatul Adolf Vértes (astăzi pierdut)

#### Alte palate din cartierele Iosefin și Elisabetin
Alte palate în stil Secession din zona cartierelor Iosefin și Elisabetin sunt Palatul Miksa (Max) Brück, construit în 1912, (poziția 3), Palatele Hanecker, Baloneszku, Schnürer și Weisz, (poziția 11), Palatul Eduard (Ede) Thomas (poziția 14), construit în 1911, Palatul Baron Béla Gudenus de Gad pe (poziția 15), cel al Cazinoului Ținutului de Sud (poziția 20), Palatul Isván Nemes (poziția 21) și Palatul Mátyás Christian (Casa cu Câini) (poziția 32).

#### Piața Victoriei
În Piața Victoriei au fost clădite într-o perioadă foarte scurtă, între anii 1910–1914, mai multe clădiri, dintre care patru, Palatul Széchenyi (poziția 38), Palatul Hilt (poziția 39), Palatul Dauerbach (poziția 40) și Palatul Neuhausz (poziția 42) au fost proiectate de László Székely în stilul Szecesszió maghiar. Tot el a proiectat redecorarea fațadei Palatului Weiss (poziția A). Tot în stil Secession sunt decorate clădirile palatelor Lloyd (poziția 43) și Löffler (poziția 44).

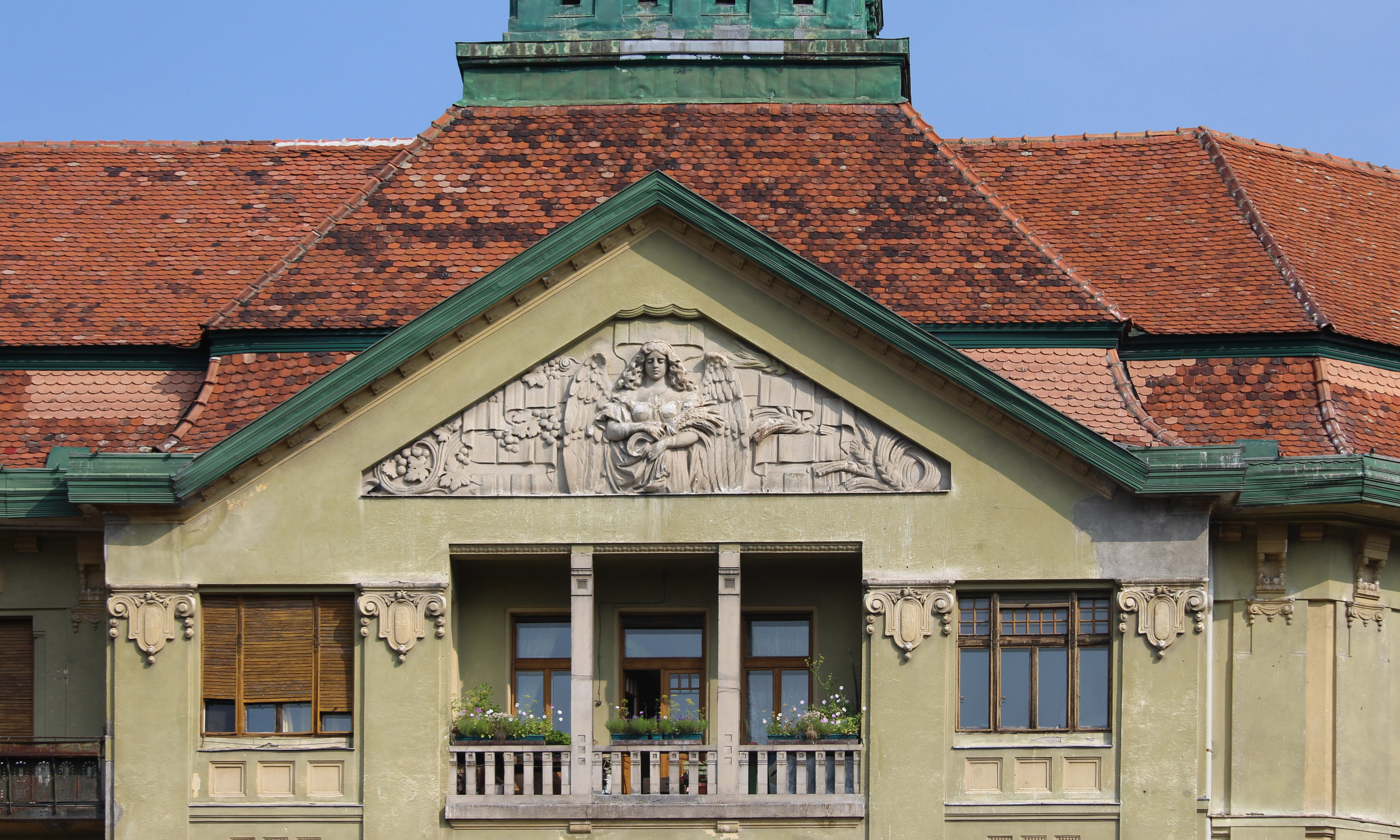
Înger pe frontonul principal al Palatului Széchenyi
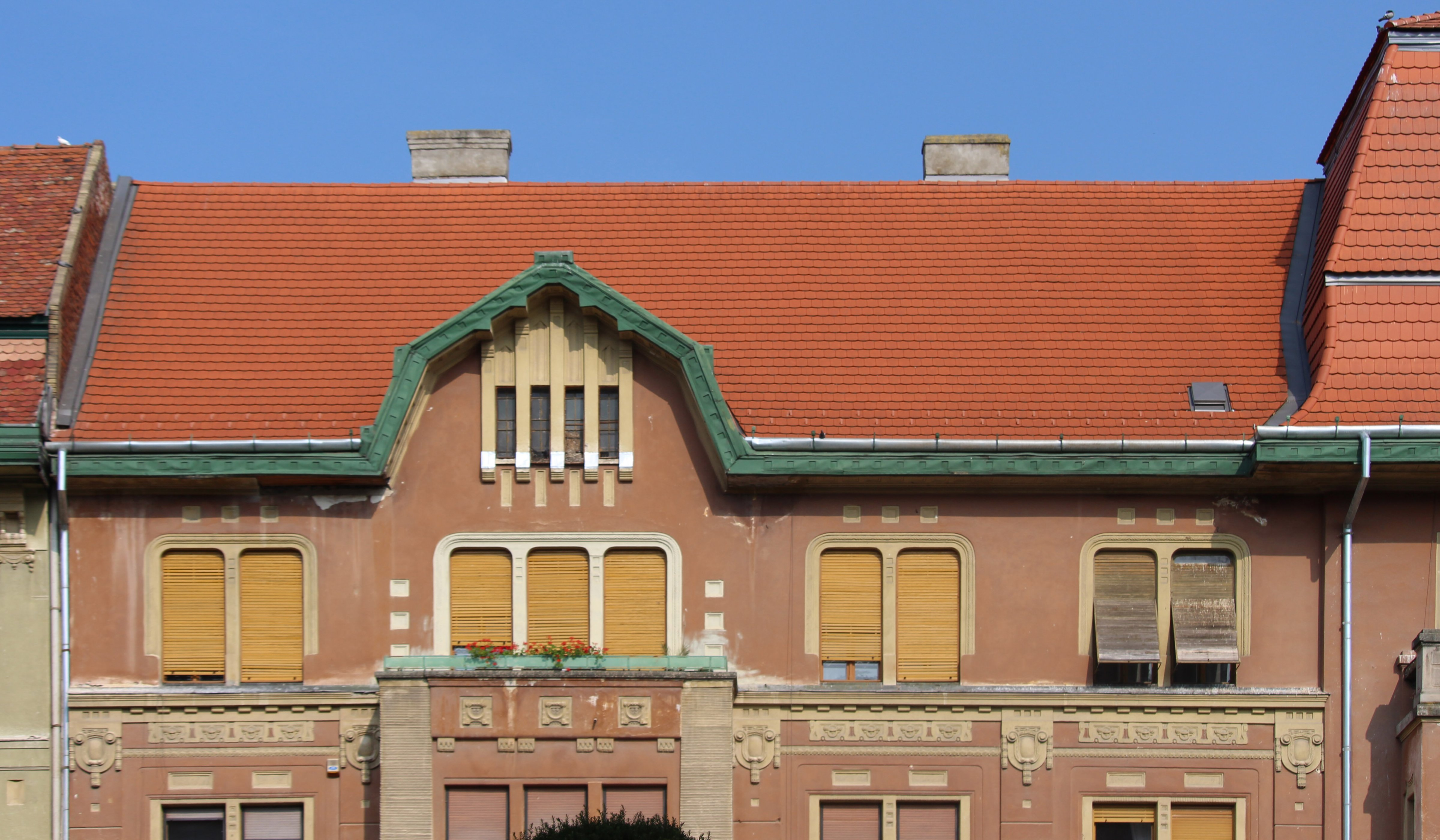
Detalii pe Palatul Hilt
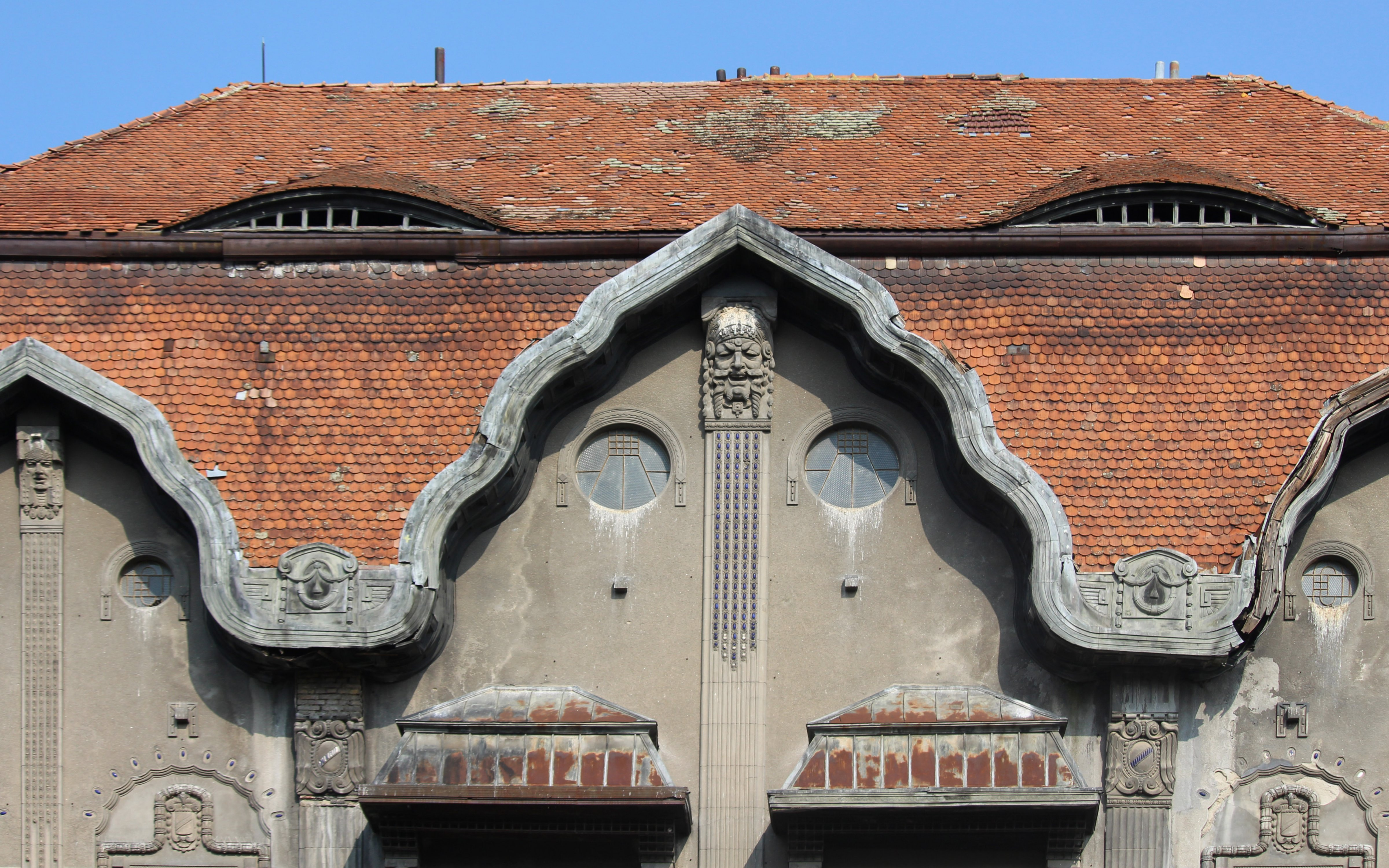
Mascaroane și bufnițe pe palatul Dauerbach
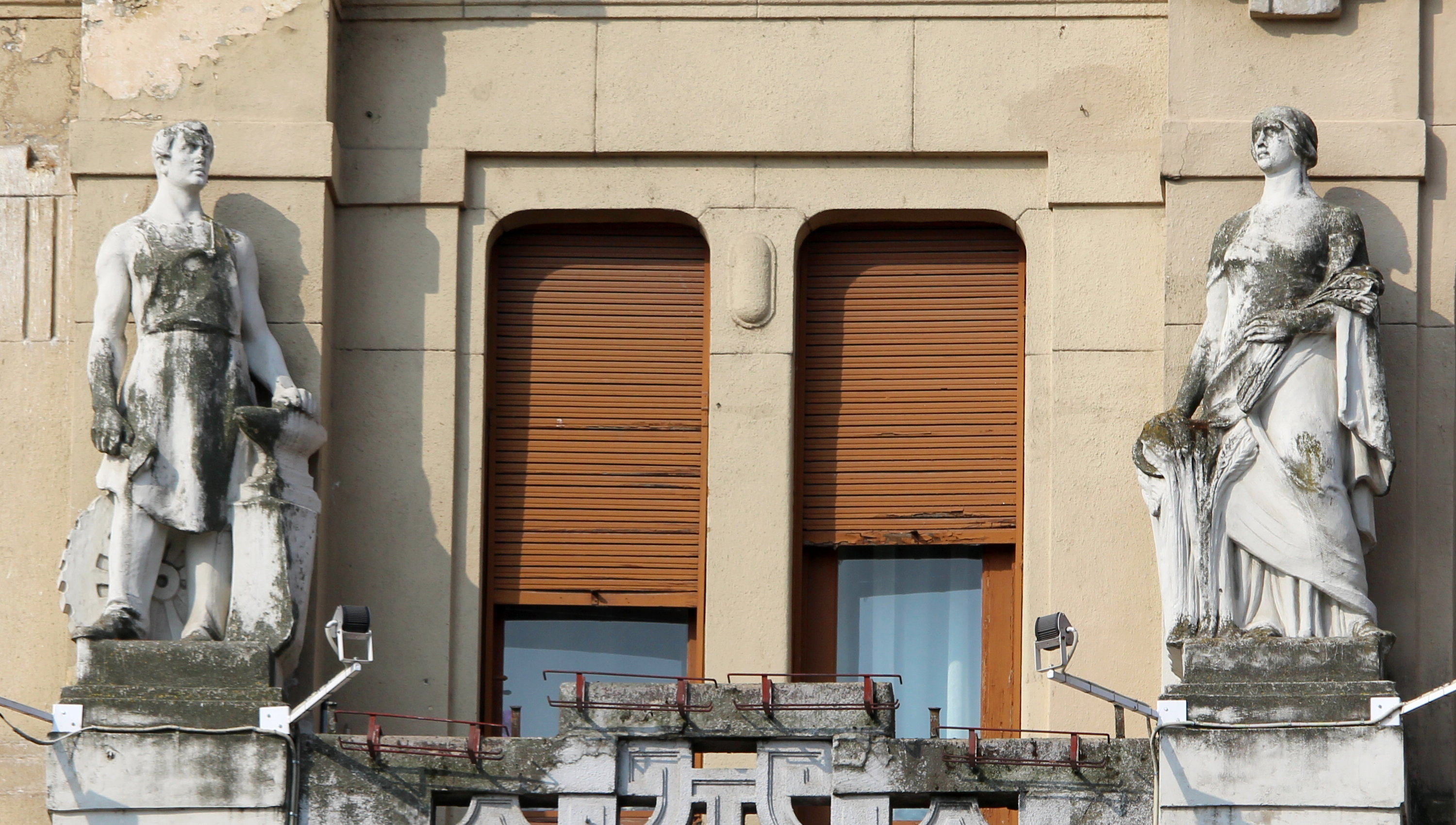
Statui pe fațada Palatului Lloyd
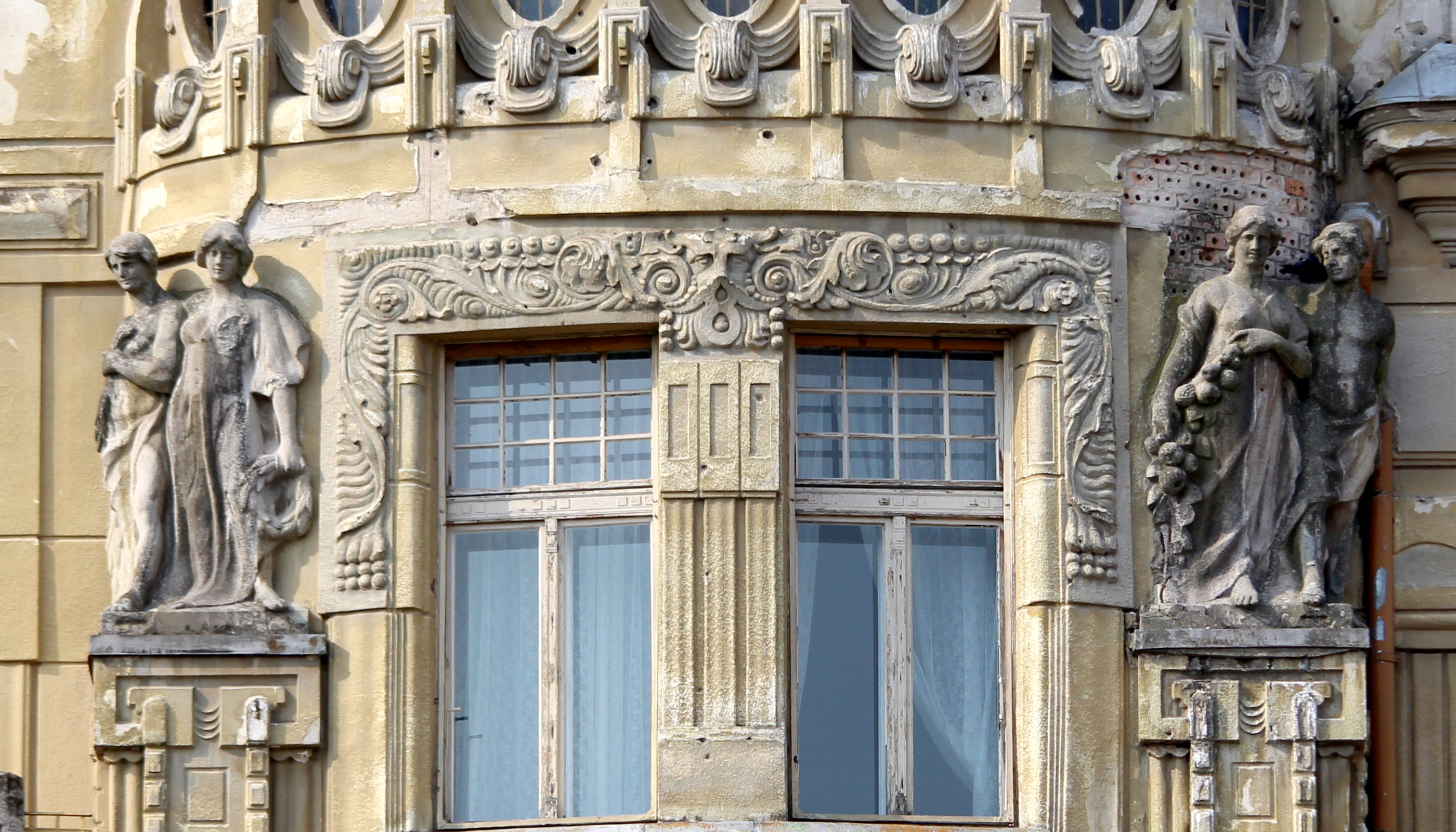
Statui pe fațada Palatului Löffler

#### Complexul Liceului Piarist
Complexul Liceului Piarist (poziția 37) este cel mai mare complex de clădiri în stil Secession din Timișoara. A fost proiectat de Sándor Baumgarten și László Székely. A fost construit între 1909–1913 pe terenul eliberat prin demolarea zidurilor ravelinului dintre bastioanele Castelului și Mercy. Complexul cuprindea mânăstirea călugărilor piariști (Casa Ordinului), o capelă, clădirea liceului și cea a internatului liceului.

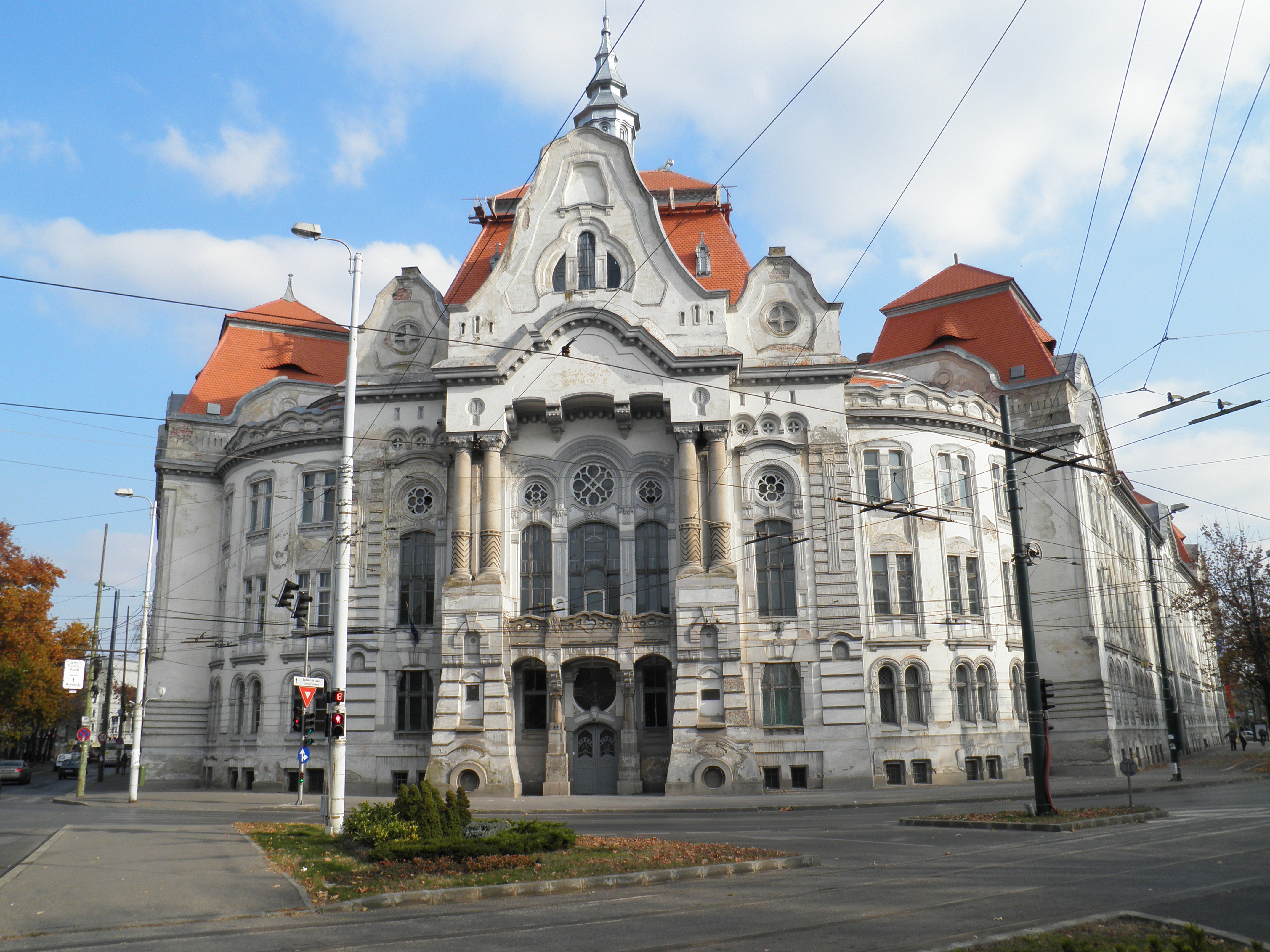
Fațada principală, spre vest
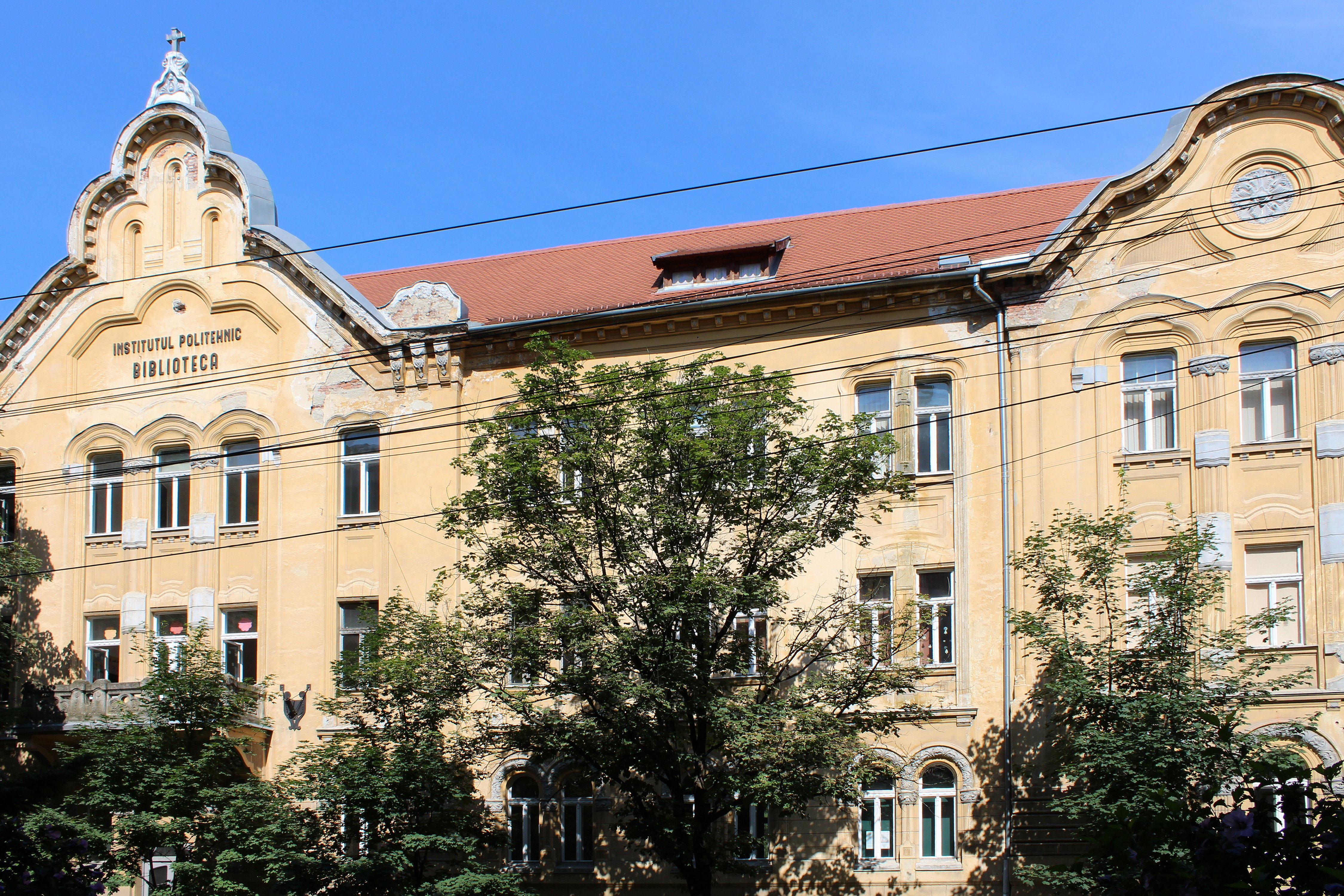
Detaliu fațada de sud-est
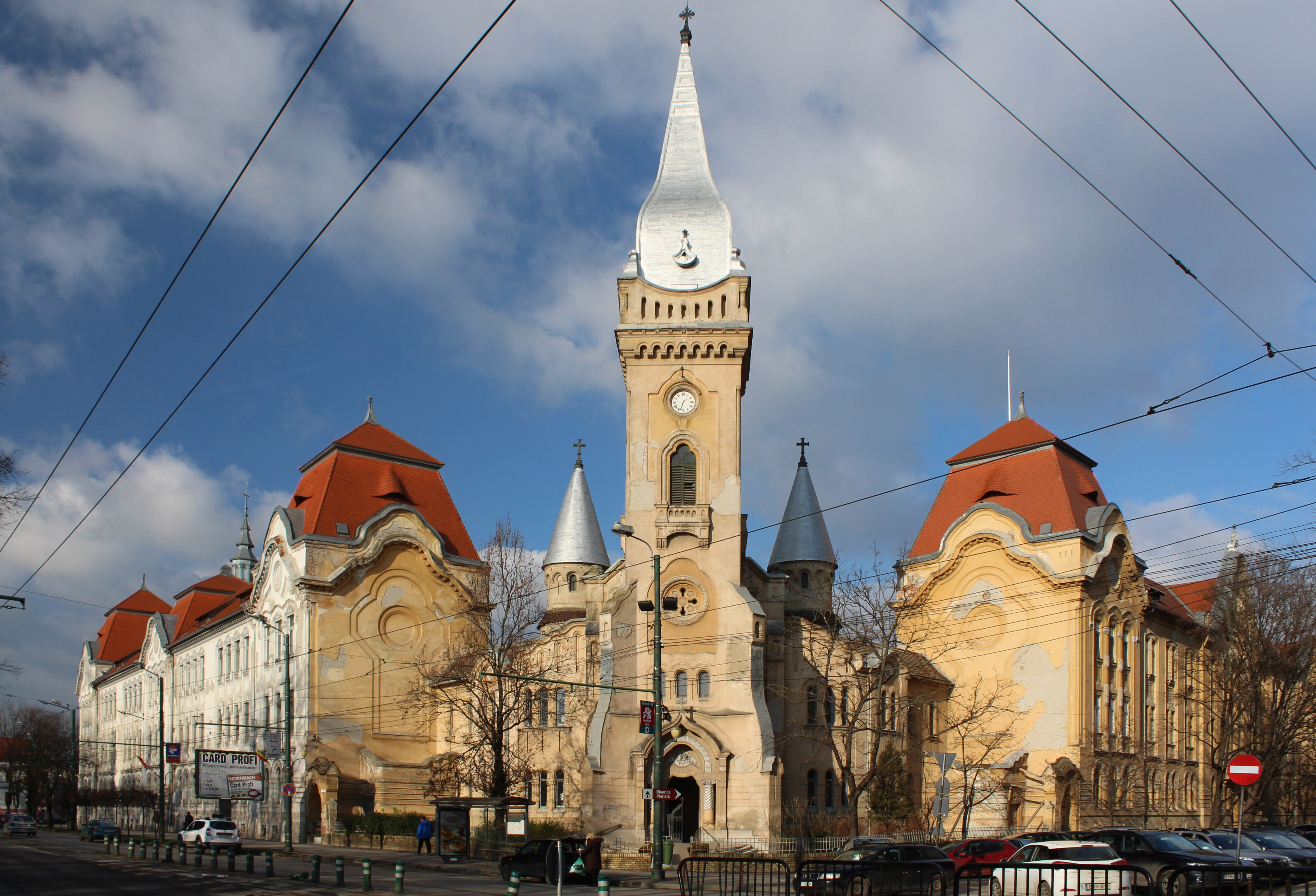
Capela și clădirile liceului, spre sud
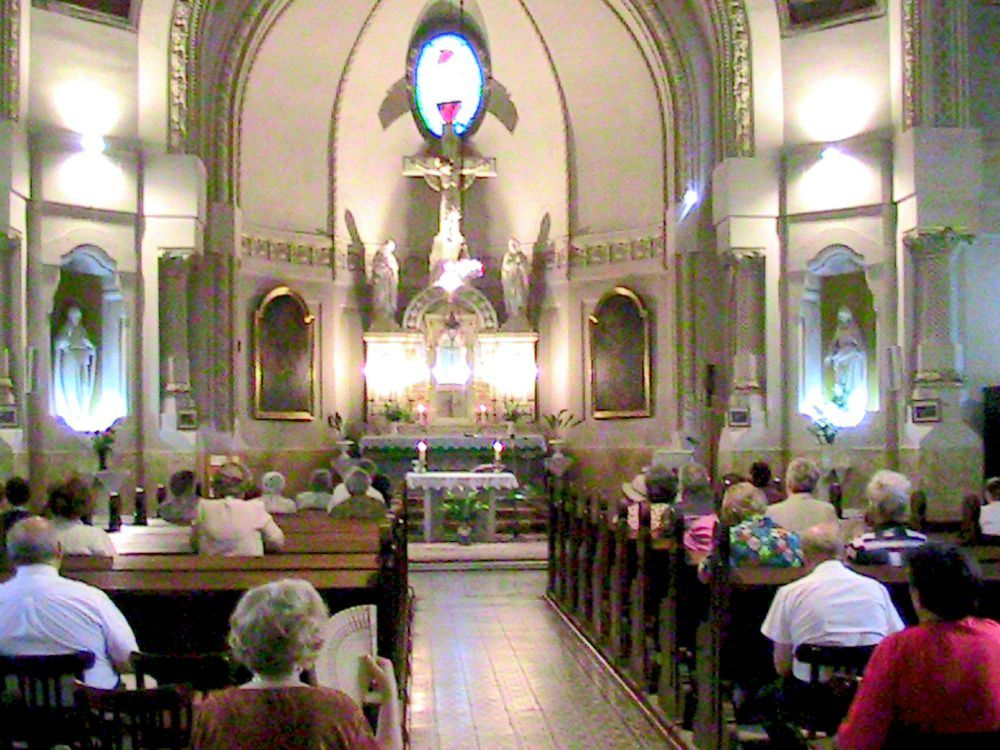
Capela, interior

#### Palatele din zonaintra muros
La începutul secolului al XX-lea zona intra muros era practic complet ocupată, astfel că alte construcții, în stil Secession se puteau ridica doar în urma demolărilor, astfel că ele nu sunt foarte numeroase. Totuși, câteva există, una dintre cele mai mari fiind Palatul Comunității Evreiești, decorată cu motive vegetale și antropomorfe (poziția 48). Alte clădiri sunt Hotelul Victoria (fost „La Vulturul de aur”, 1907, poziția 45), Palatul Băncii de Credit (poziția 46), Palatul Jakob Csendes (poziția 47), Palatul László Králik (poziția 49), Palatul Miksa Steiner (poziția 50), Casa cu Lei (poziția 51), Casa Capitlului de Cenad (poziția 52), Casa Brück (poziția 53), Casa Emmer (poziția 54), Palatul Ágoston Gálgon (1912, poziția 55), Palatul Bănățean (Palatul Băncii Szana) (poziția 56) și „Bega Mică” (poziția 57).

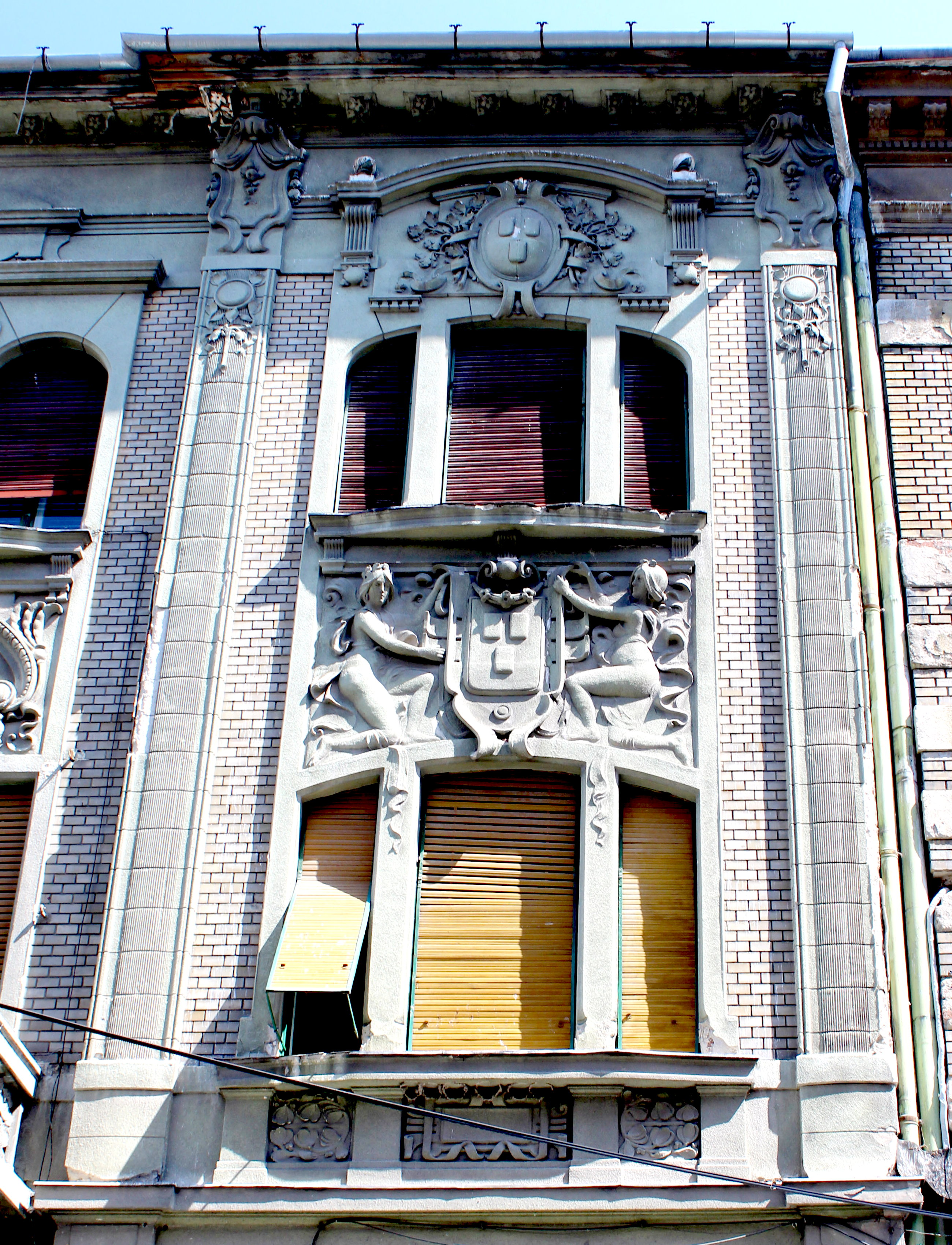
Palatul Jakob Csendes, detalii
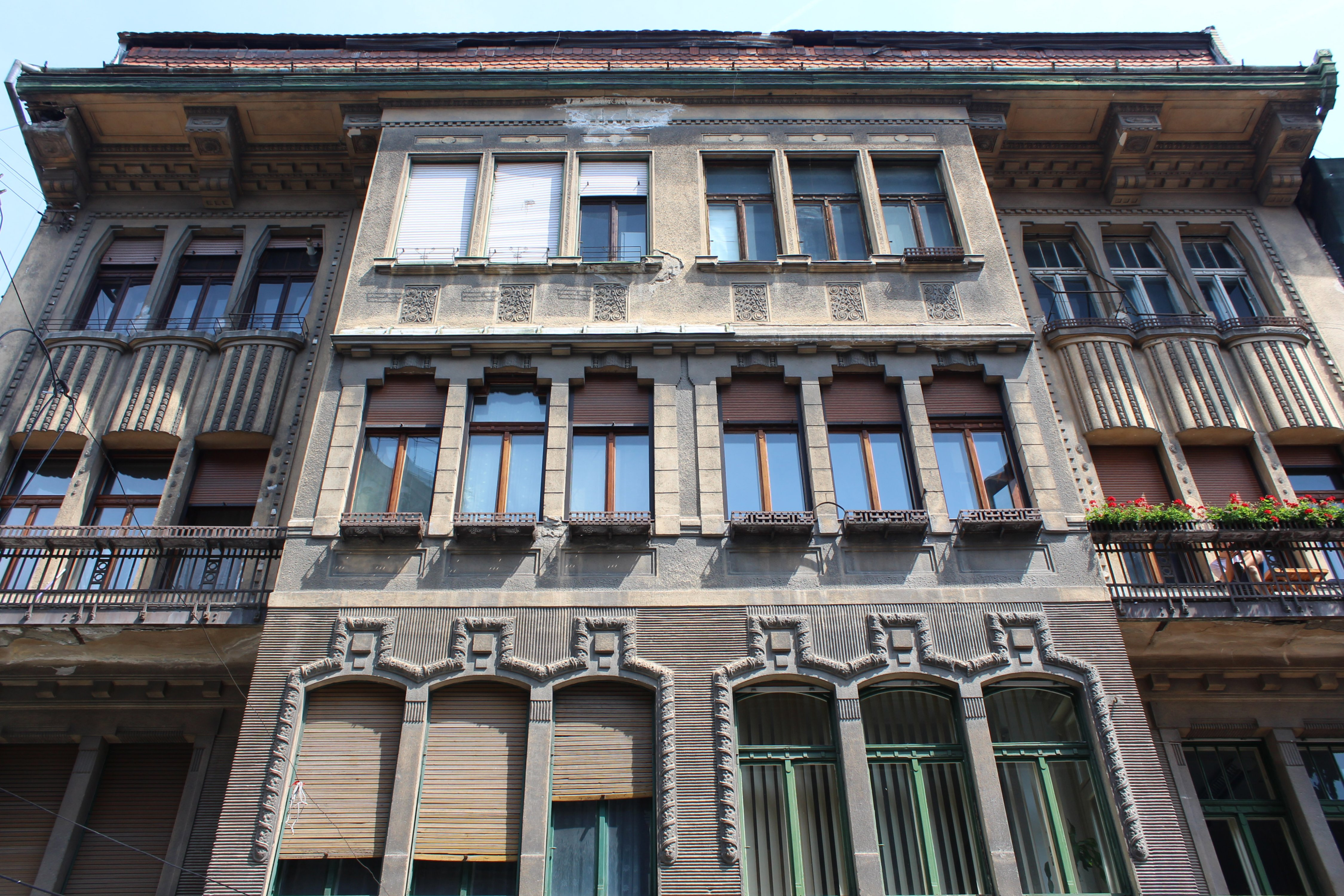
Palatul László Králik
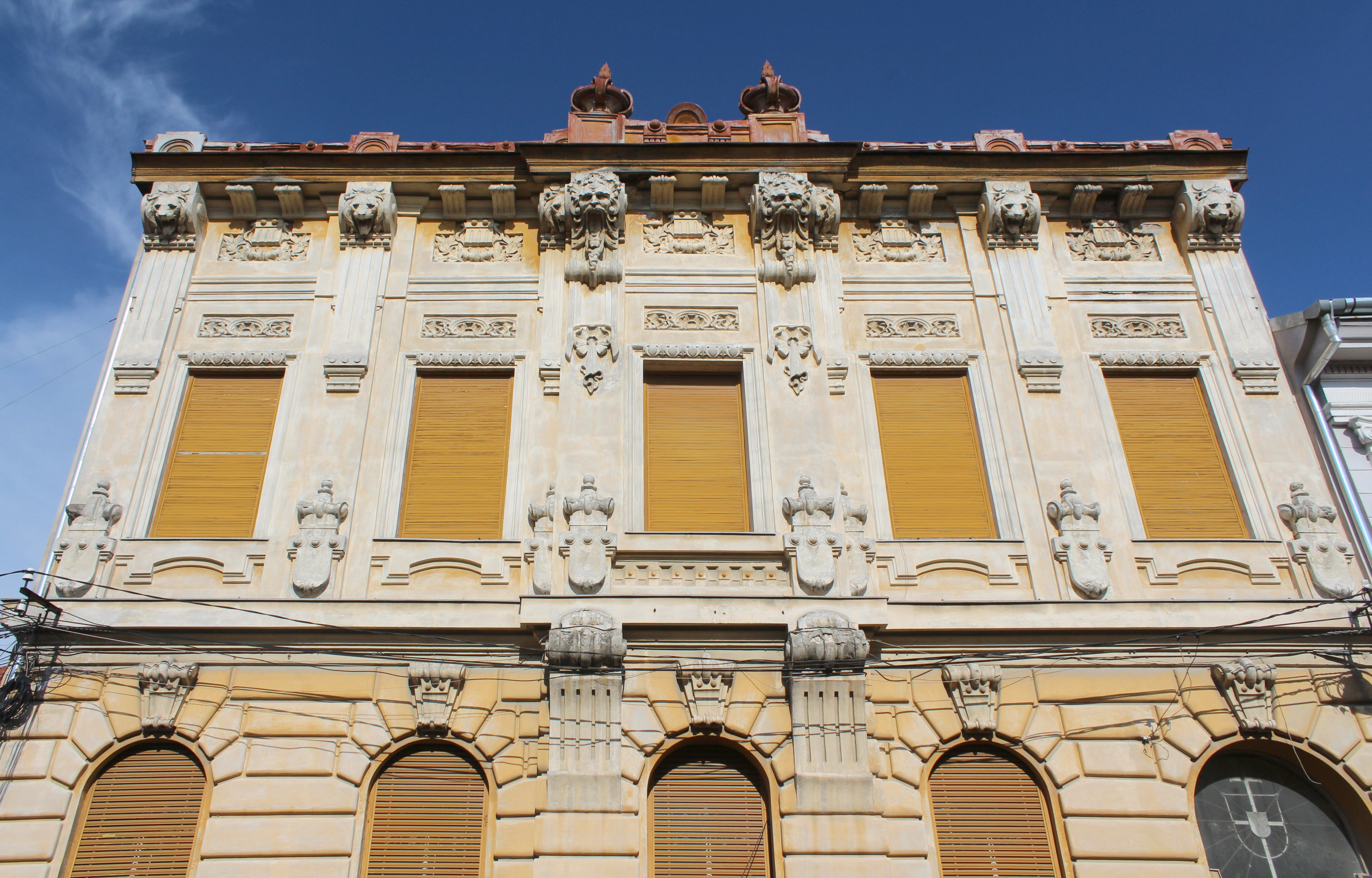
Casa Capitlului de Cenad, decorat cu omul verde și detalii vegetale și zoomorfe
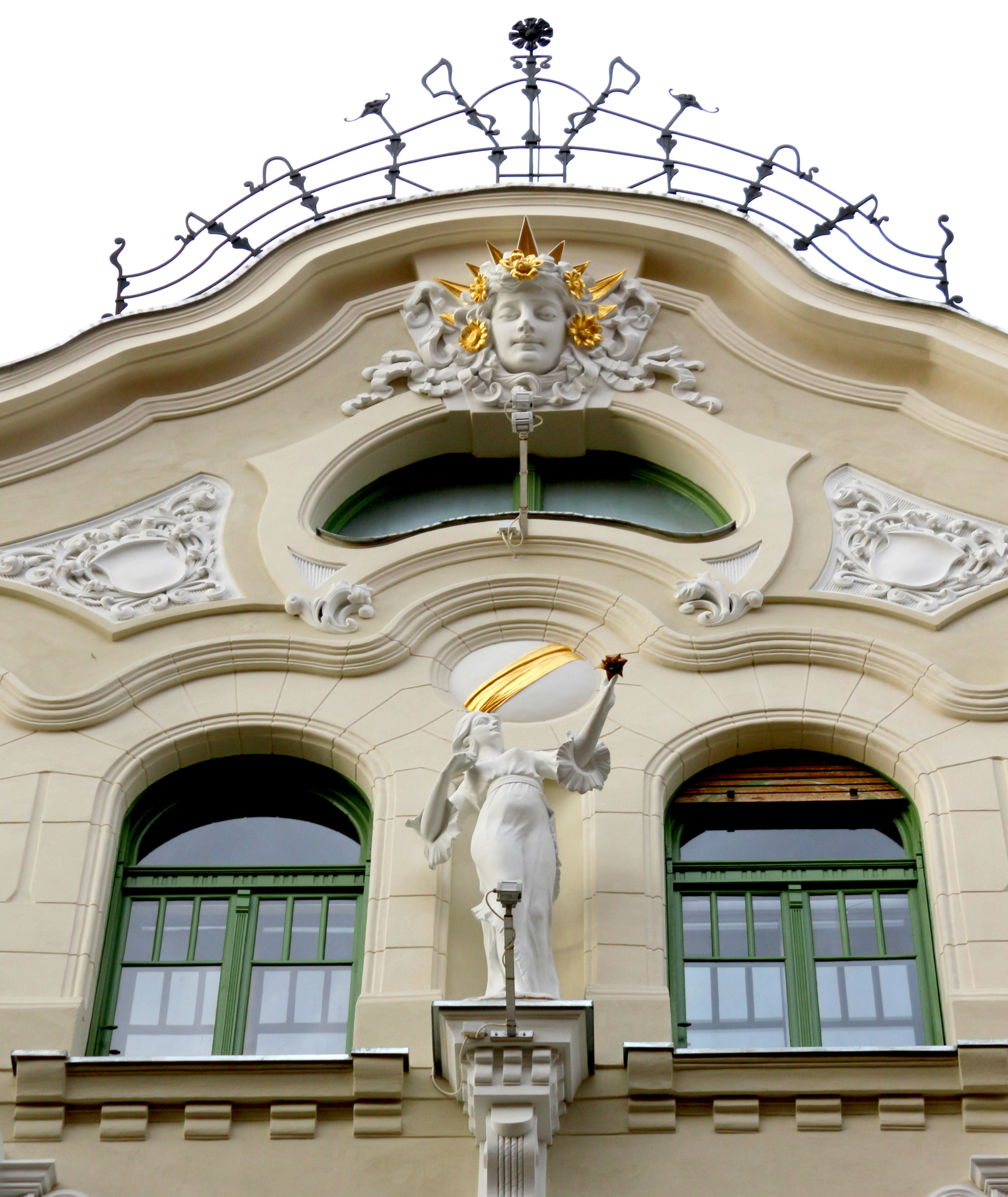
Casa Emmer, statuie feminină și mascaron
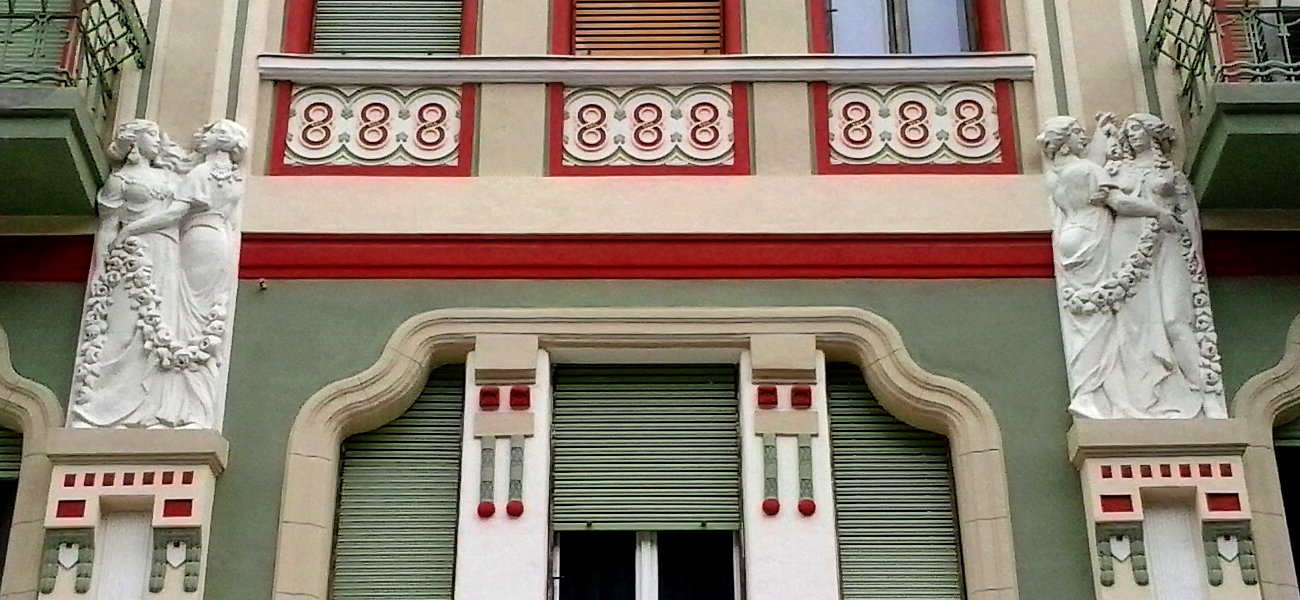
Palatul Ágoston Gálgon, basoreliefuri cu femei dansând

#### Palatul Ștefania
Palatul a fost proiectat de László Székely și construit de primărie între anii 1908–1909 pentru a fi Casa de Raport a Municipiului. Veniturile din chirii urmau să servească la finanțarea azilului orășenesc. În 1918 edificiul a fost vândut lui Rudolf Totis (Totisz Rezsö), directorul general al întreprinderii ILSA, care i-a spus „Palatul Ștefania” în onoarea soției sale. După numele proprietarului, în perioada interbelică era cunoscut și ca „Palatul Totis”. urși și gorile

Palatul, o clădire cu două etaje, ocupă tot frontul stradal sudic al bd. 3 August 1919 între str. Ștefan cel Mare nr. 2 și Piața Romanilor nr. 1 (poziția 77). Este ornamentat cu motive zoomorfe, urși și gorile, plasate sub cornișă, motiv pentru care mai este cunoscut drept „Casa cu maimuțe”. În fața turnului de pe colțul dinspre Piața Romanilor se află o statuie a unui străjer, cu vechea stemă a Timișoarei pe scut.
Palatul a fost renovat în perioada 2000–2002 conform indicațiilor Societății Germane pentru Cooperare Tehnică (GTZ), care-și avea sediul aici.

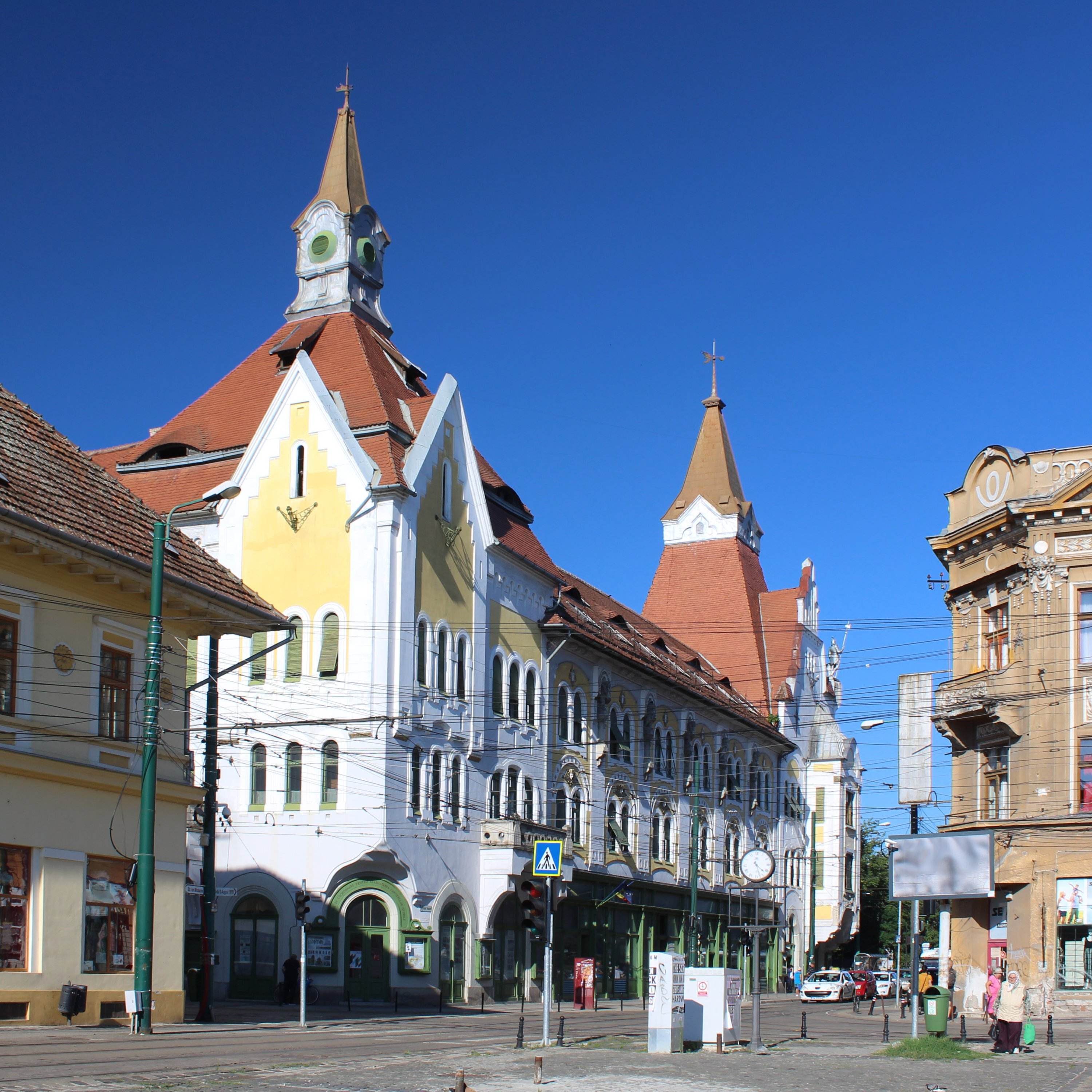
Palatul Ștefania, vedere dinspre Piața Traian
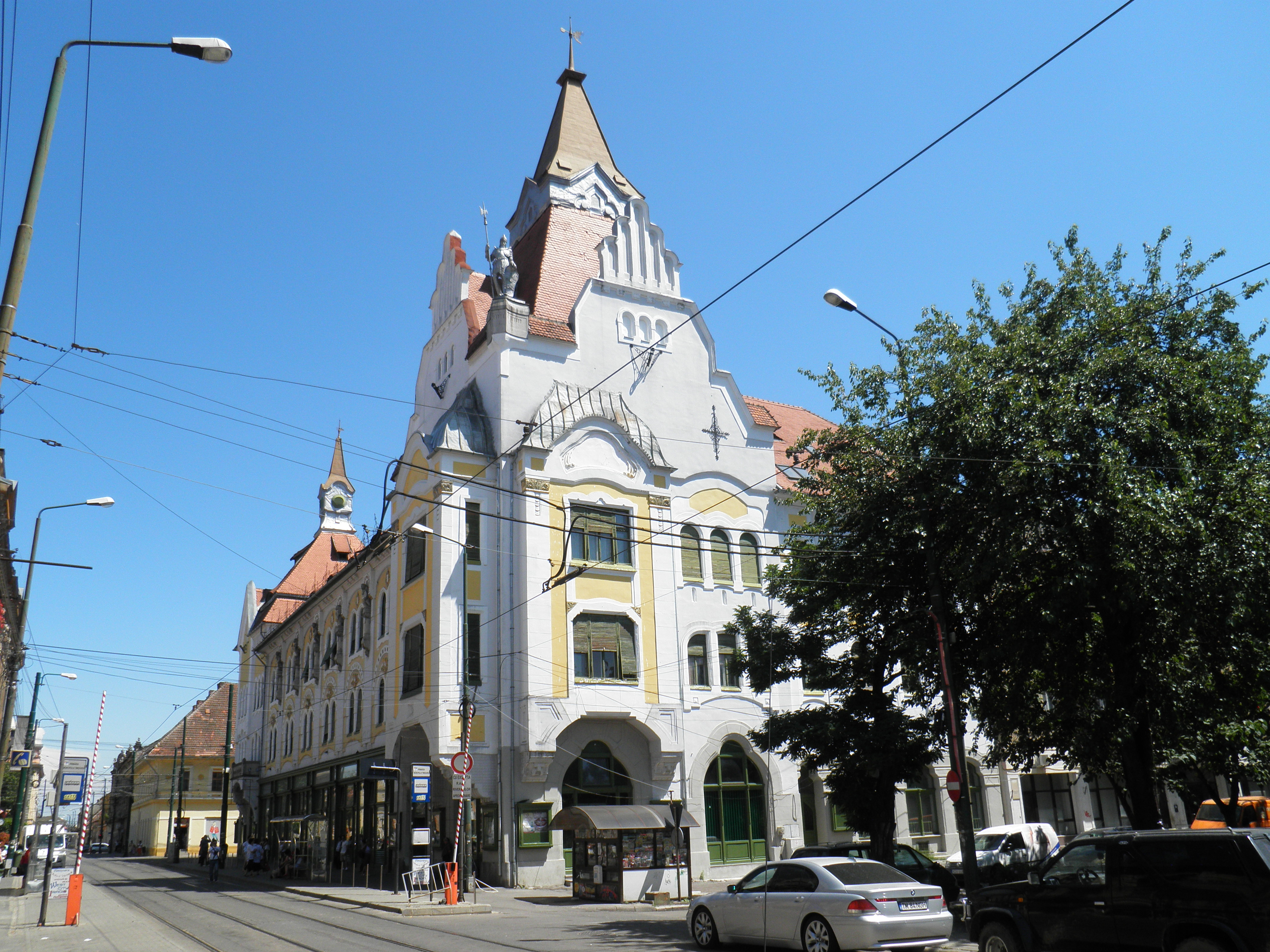
Palatul Ștefania, vedere dinspre Piața Romanilor
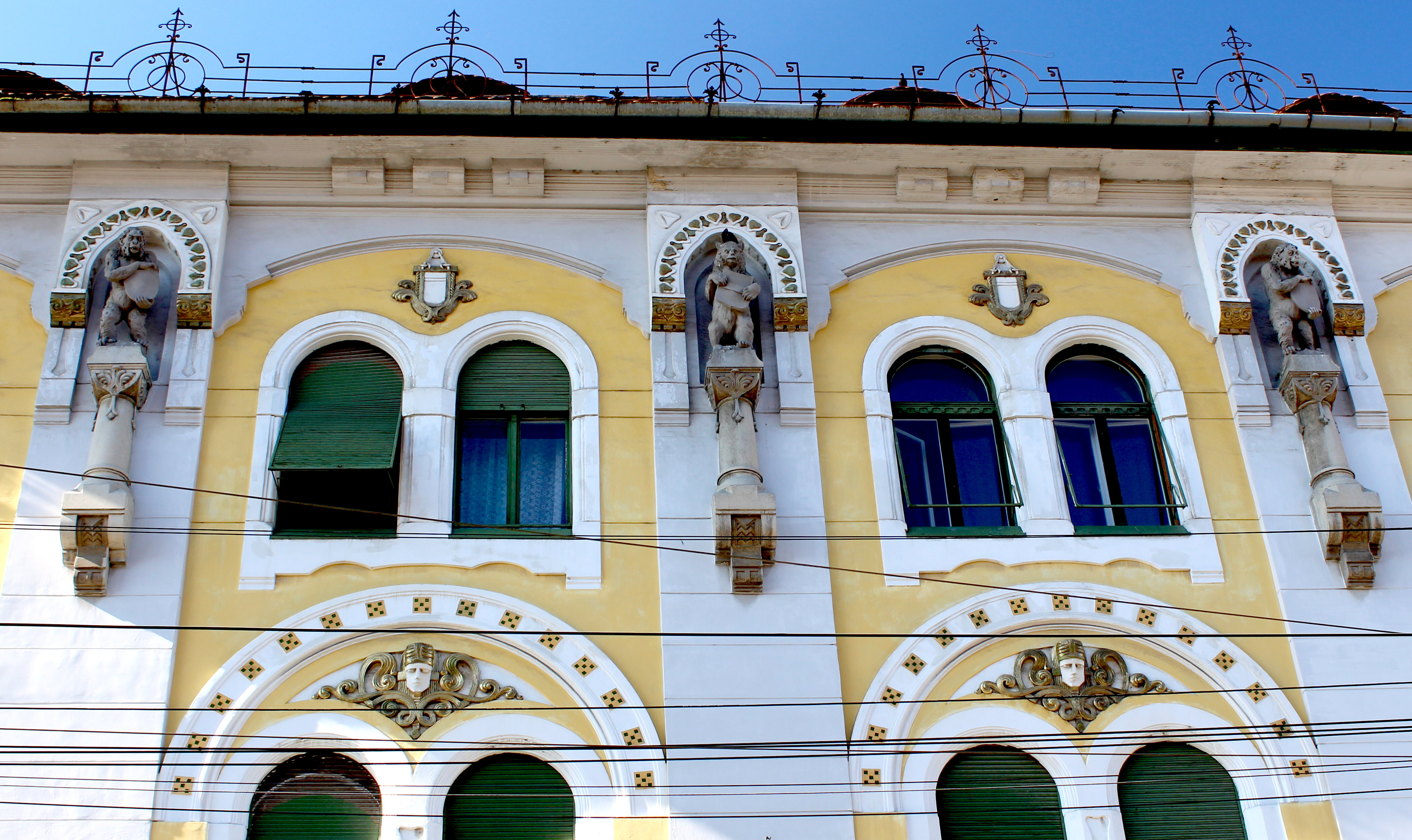
Urși și gorile pe Palatul Ștefania
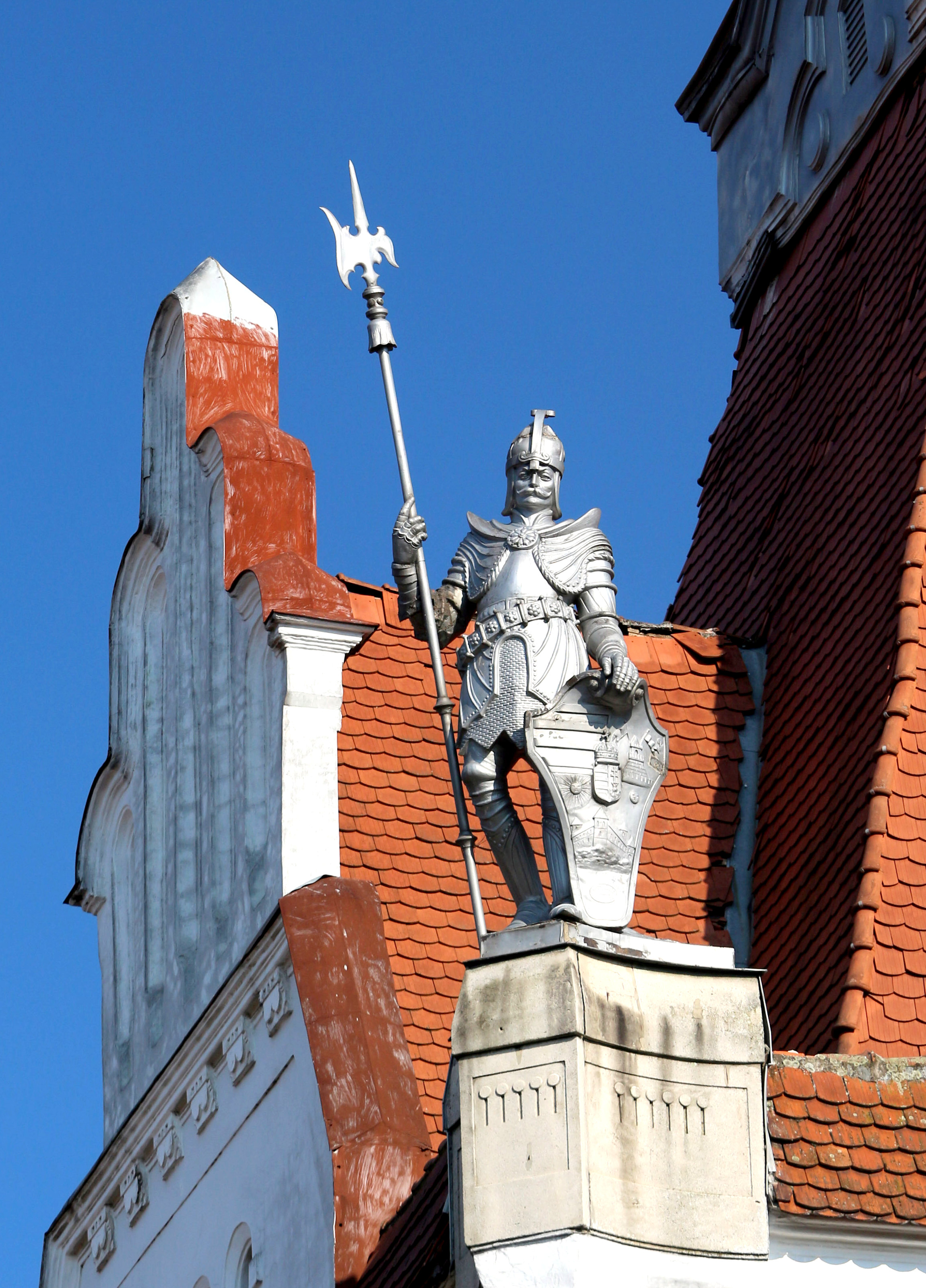
Străjerul de pe Palatul Ștefania

#### Alte palate din Fabric
Alte palate din Fabric în stil Secession sunt Palatul Karl Kunz (poziția 72), Palatul Franz Anheuer (poziția 73), Palatul Ignácz Heymann (poziția 74), Palatul Miksa Steiner din Fabric (poziția 75), Palatul Miksa Róna (poziția 76), Palatul Mirbach (poziția 78), Palatul Mercur (Palatul Béla Fiatska din Fabric) (poziția 79), Palatul Antal Nägele (farmacia Kovács, poziția 80).

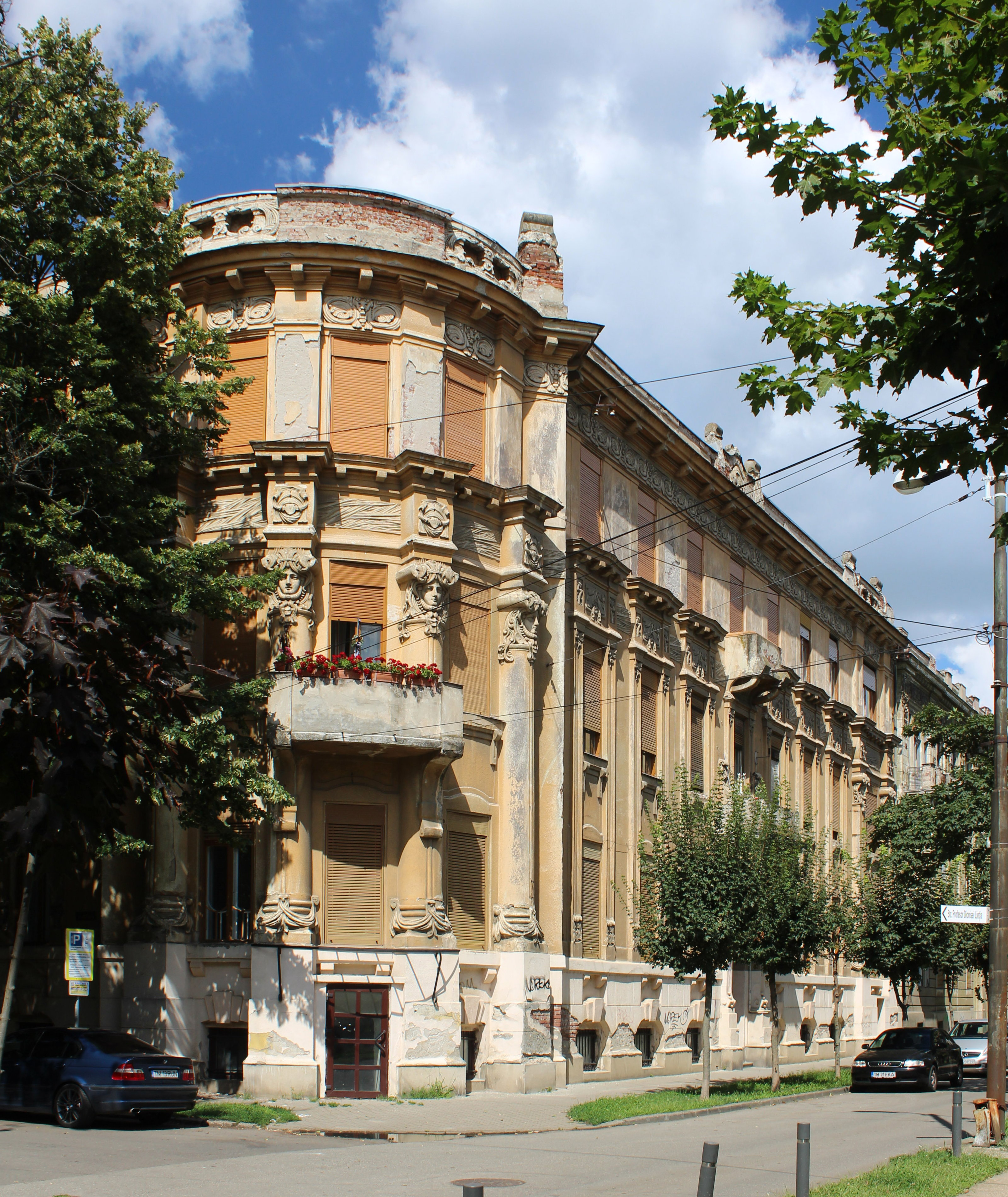
Palatul Karl Kunz
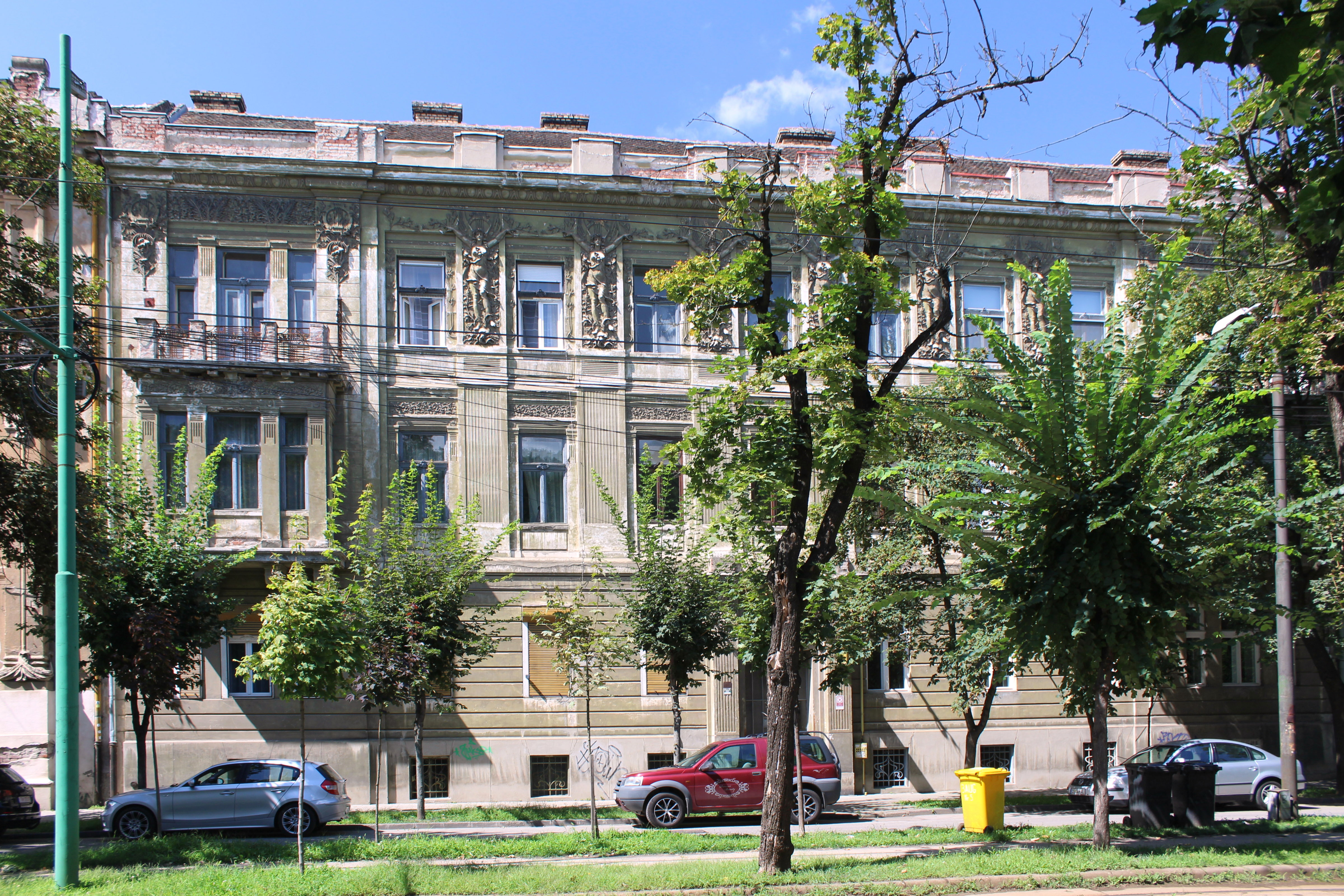
Palatul Franz Anhauer
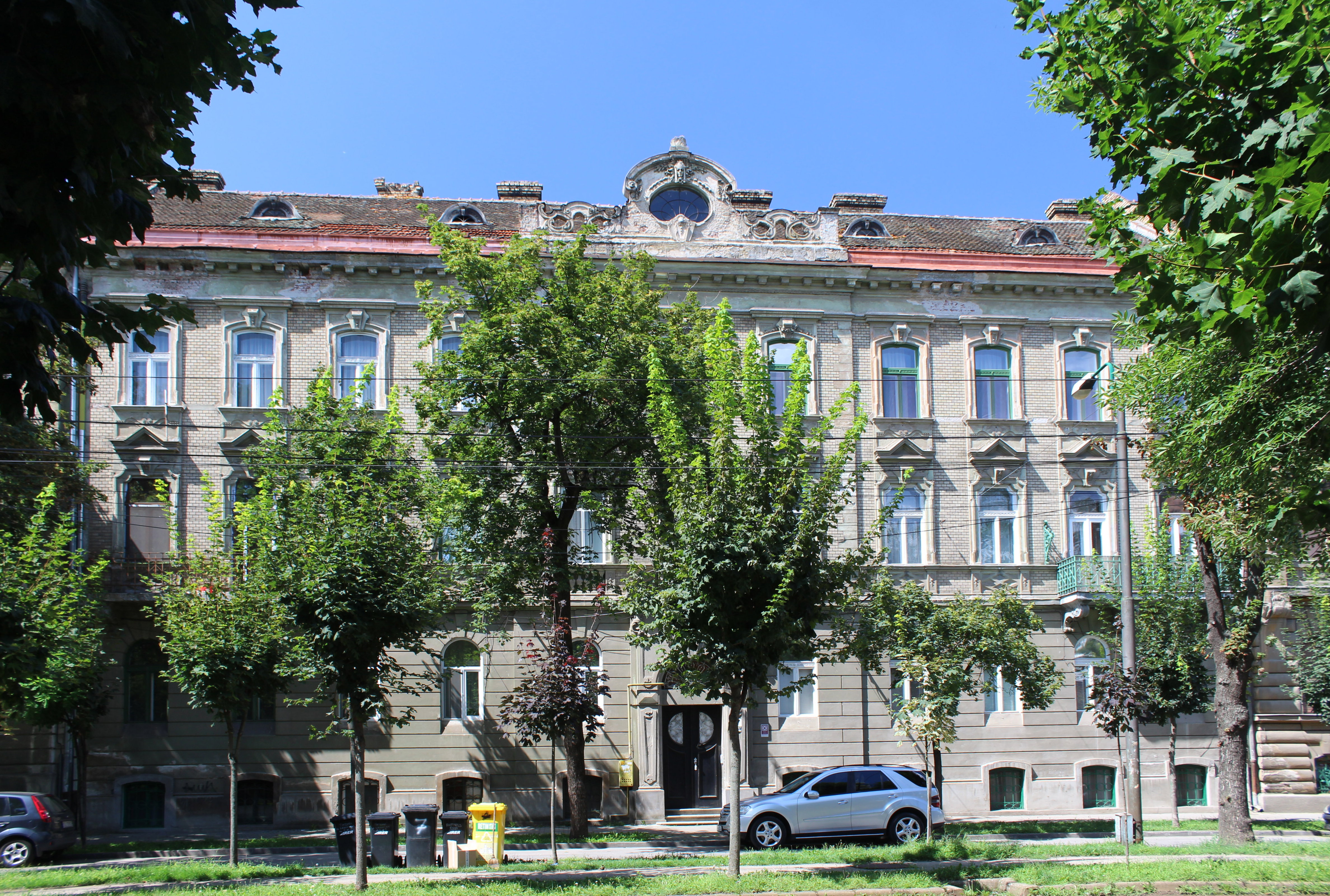
Palatul Ignácz Haymann
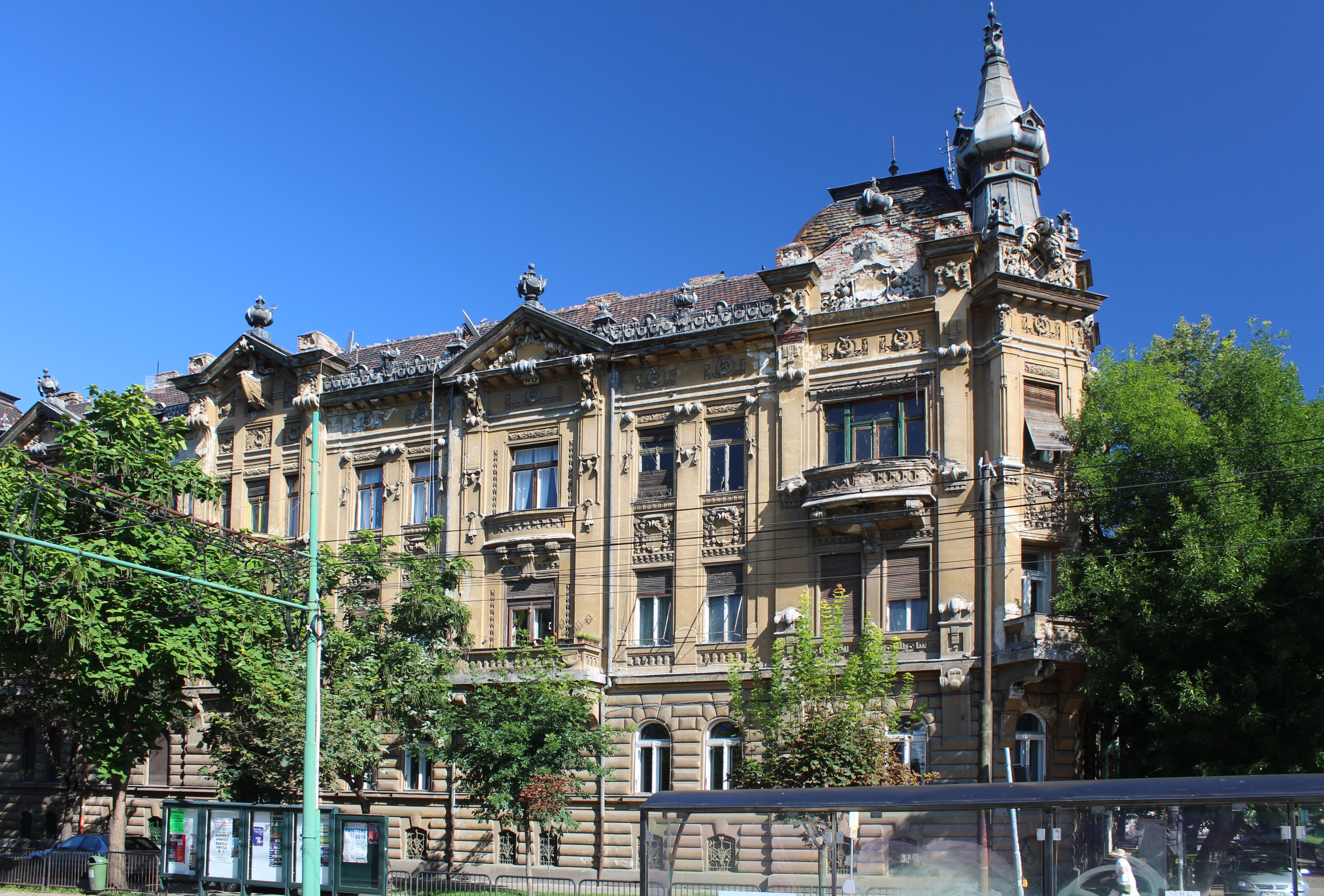
Palatul Miksa Steiner din Fabric
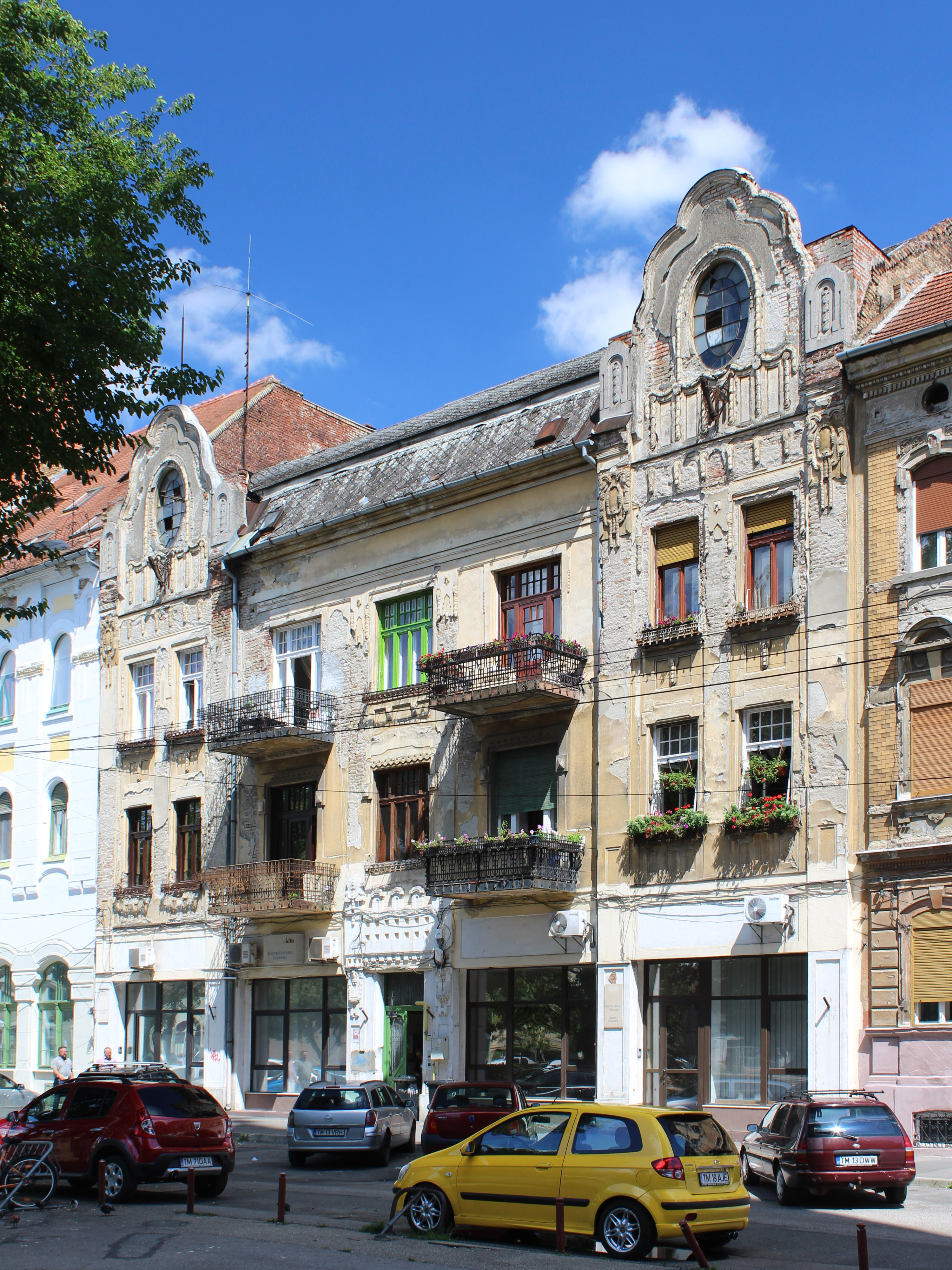
Palatul Miksa Rona
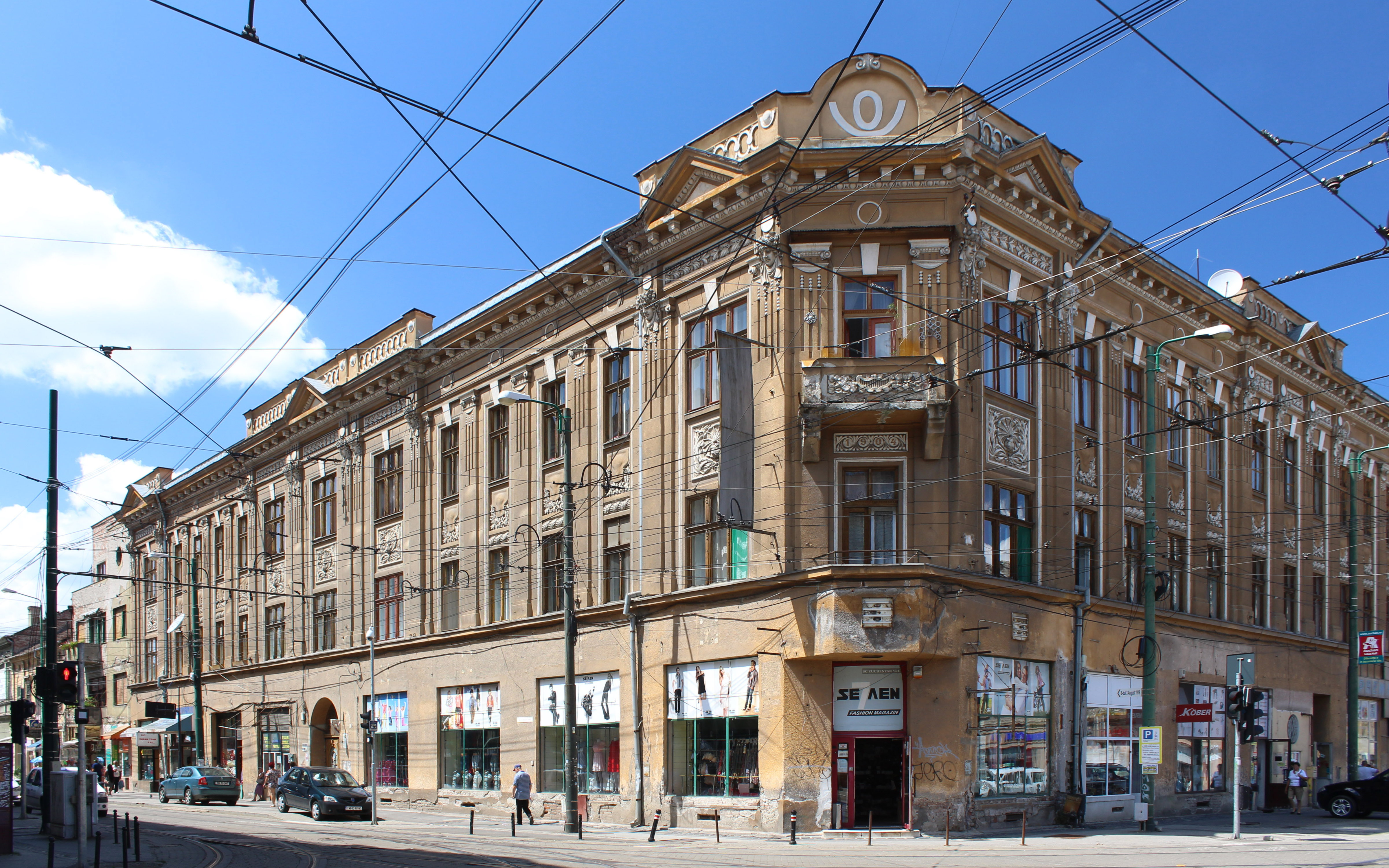
Palatul Mirbach
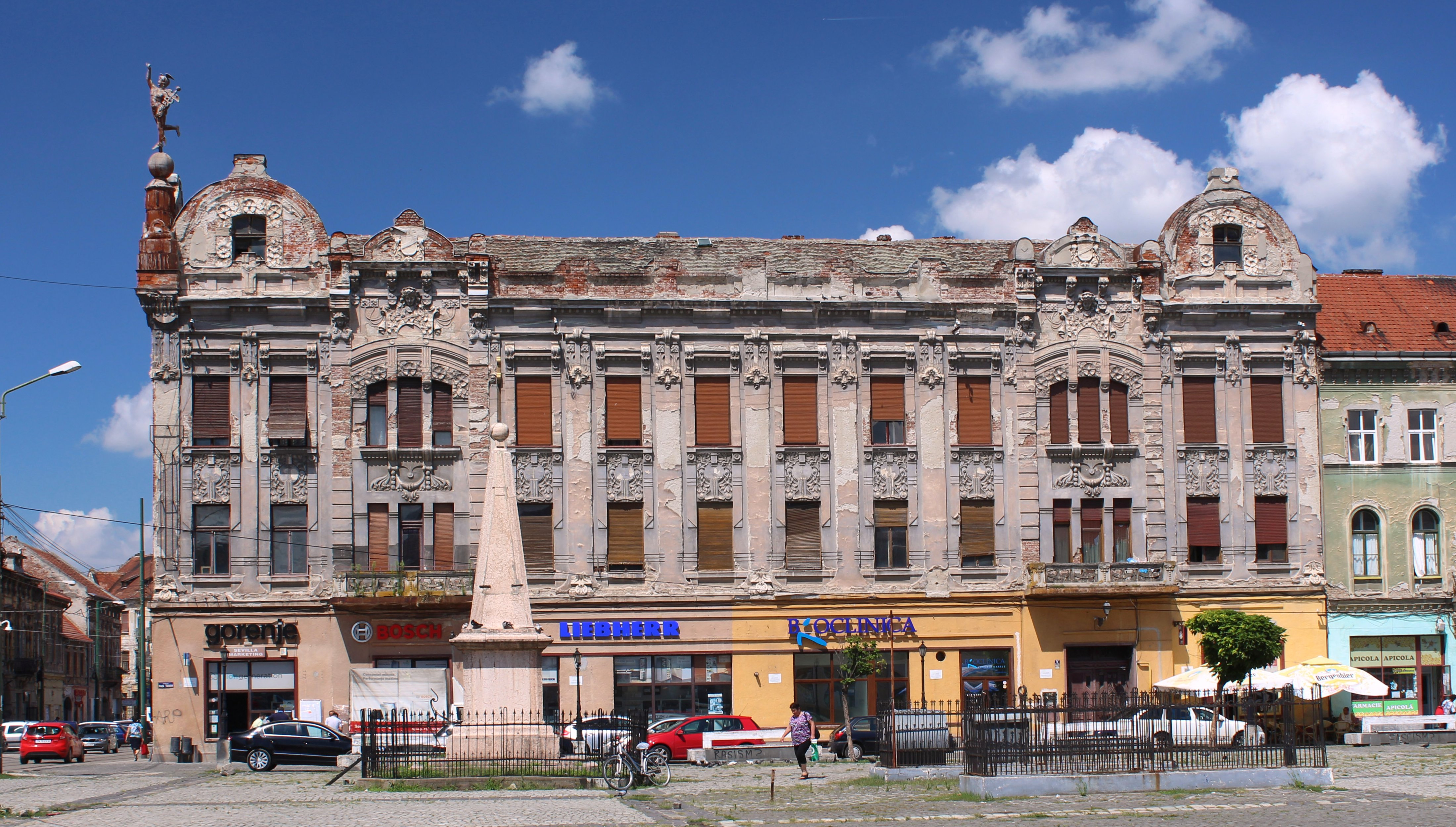
Palatul Mercur
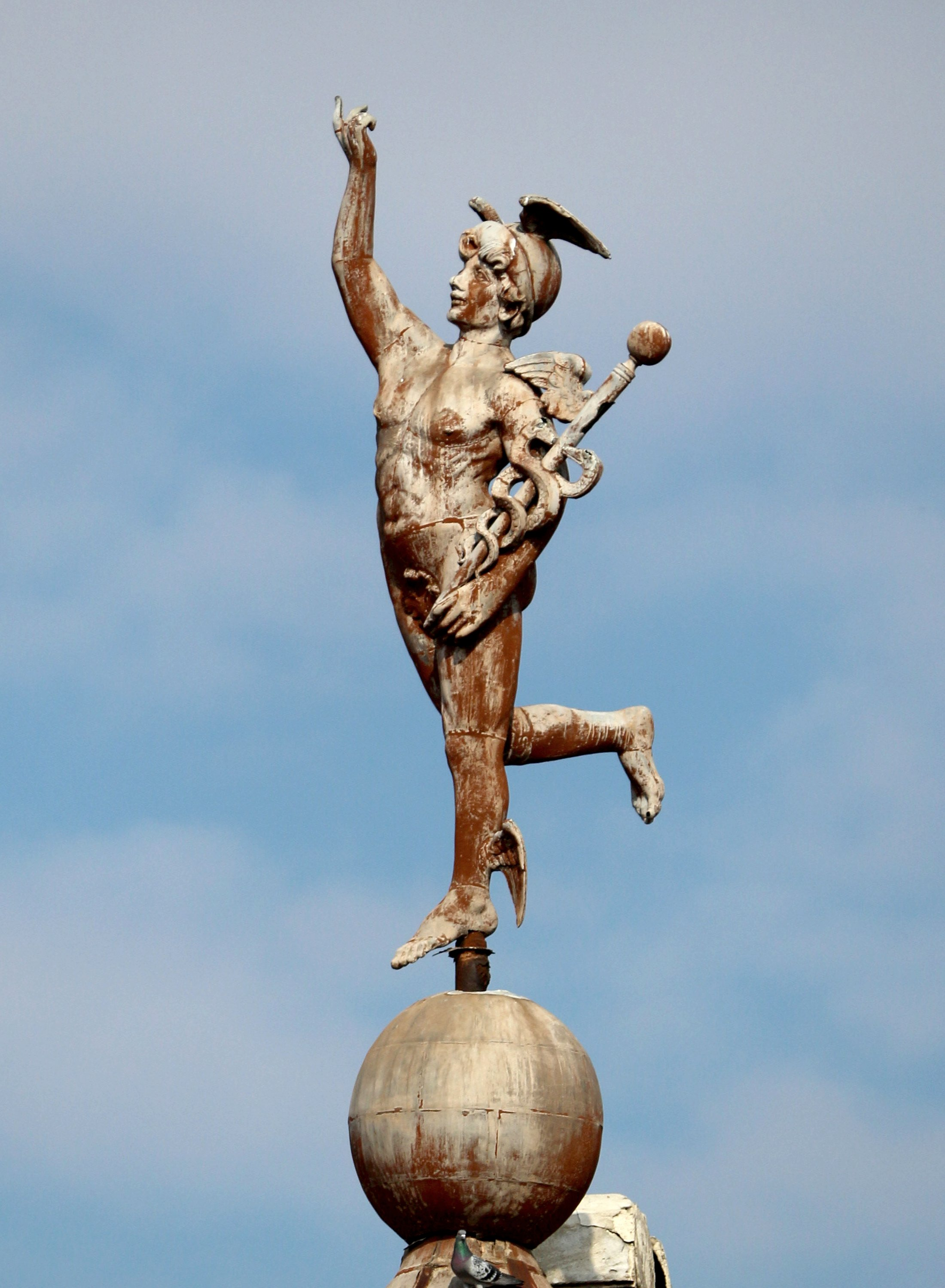
Mercur pe Palatul Mercur
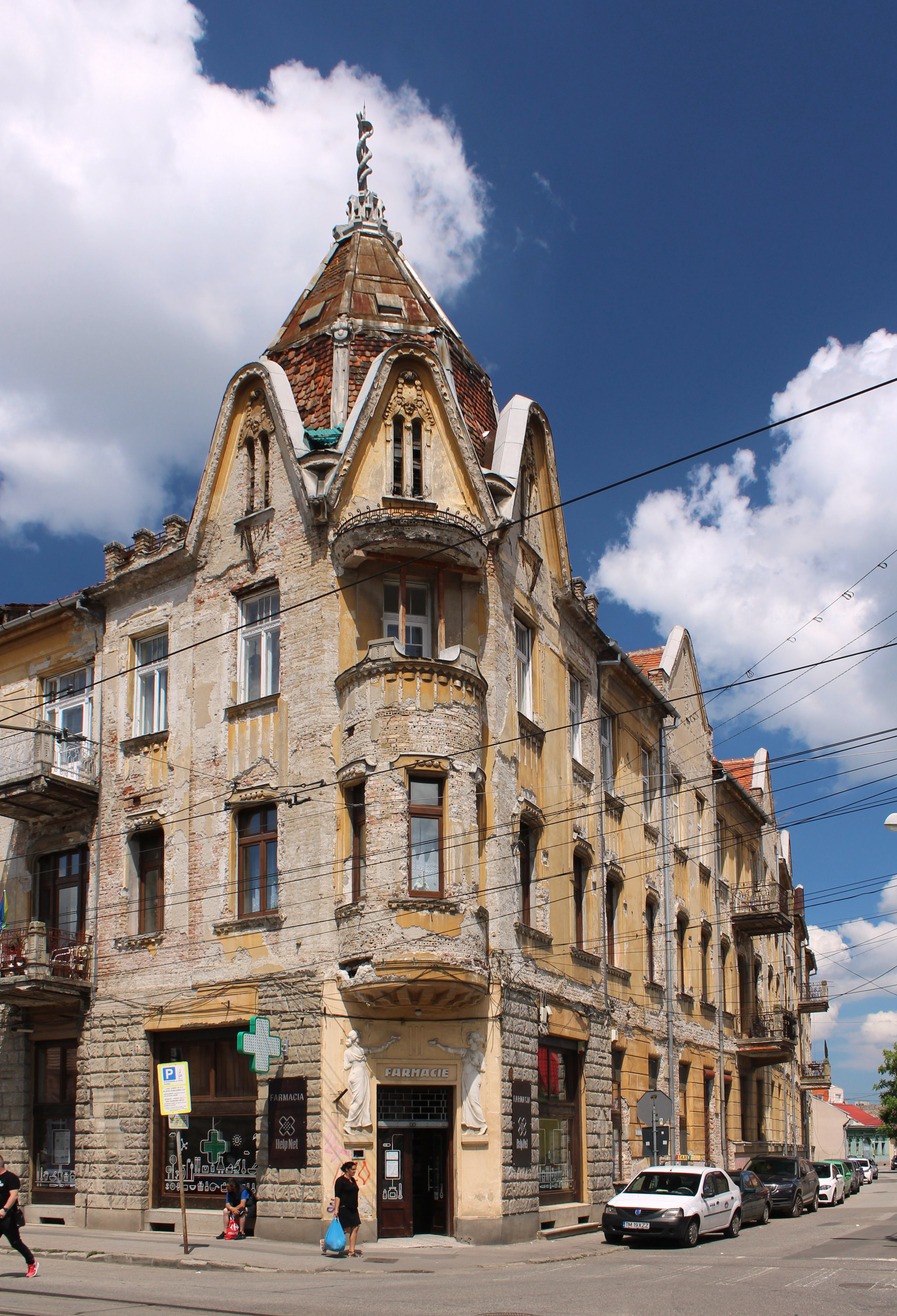
Palatul Nägele (farmacia Kovács)
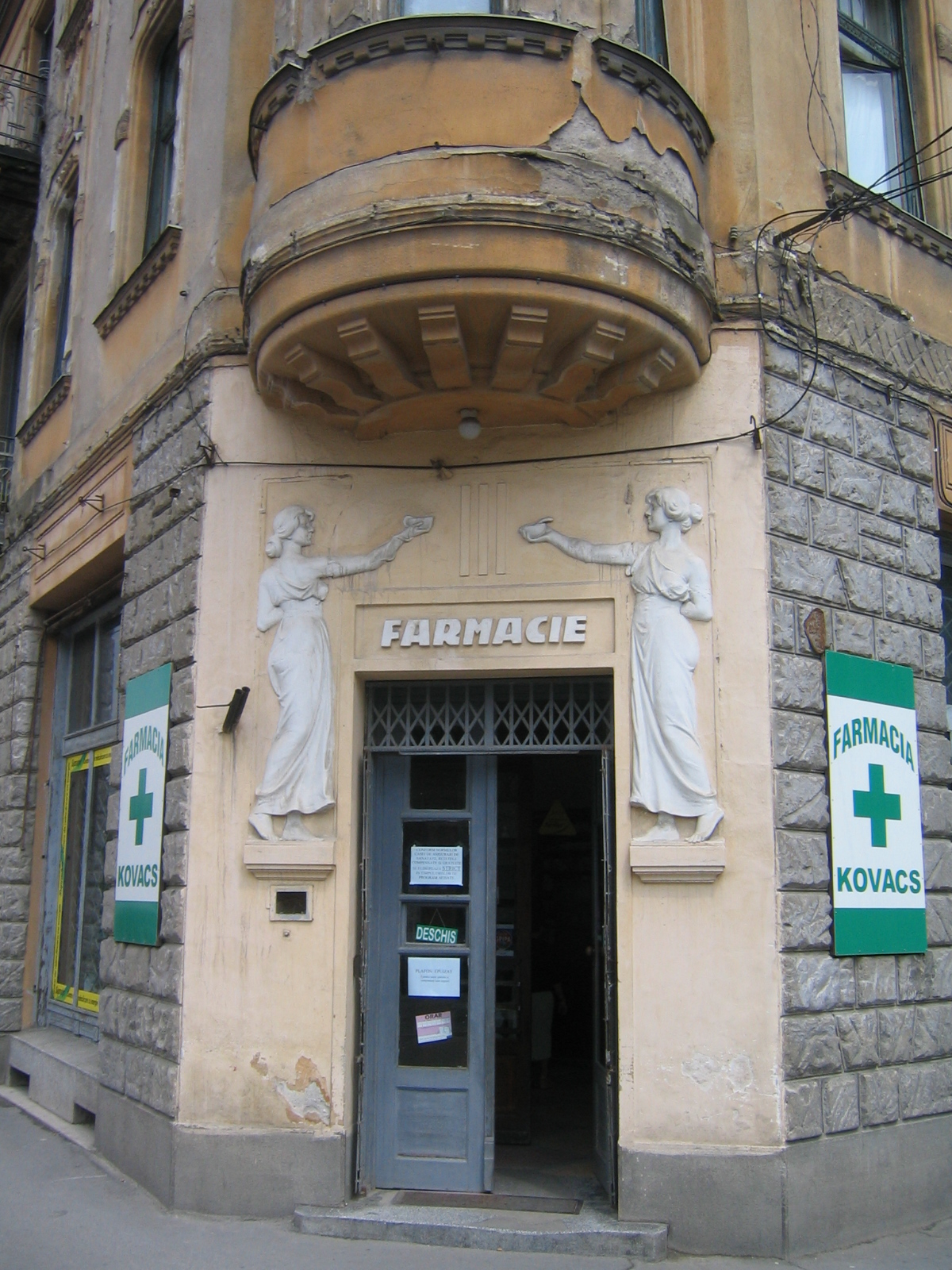
Femei la farmacia Kovács

#### Palate în stil Secession geometrizat
Palatul Martin Gemeinhardt (fostul Hotel Splendid, poziția 10), construit în 1912, are decorațiuni geometrice bazate pe forme pătrate. A fost transformat în 1941. Nu este catalogat monument istoric.
Casele Csermák (Casele gemene) 
Palatul Albert Schott (poziția 3), construit în 1913, a fost prima clădire din Iosefin cu trei etaje. Face parte din Ansamblul urban V.
La Palatul Katalin Panits (poziția 6), aspectul actual, după supraetajare, datează din 1911. Face parte din Ansamblul urban IV.
Palatul János (Johann) Hochstrasser (poziția 12) a fost construit în 1912–1914 în stil Secession târziu. Încă inițial era decorat sumar, actual și-a pierdut practic toate decorațiile. Face parte din Situl urban „Vechiul Cartier Iosefin”.
Casa de raport a văduvei Székely (poziția 71), construită în 1911, este și ea realizată în stil Secession cu decorațiuni gometrice minimale. Face parte din Ansamblul urban „Fabric” (II).

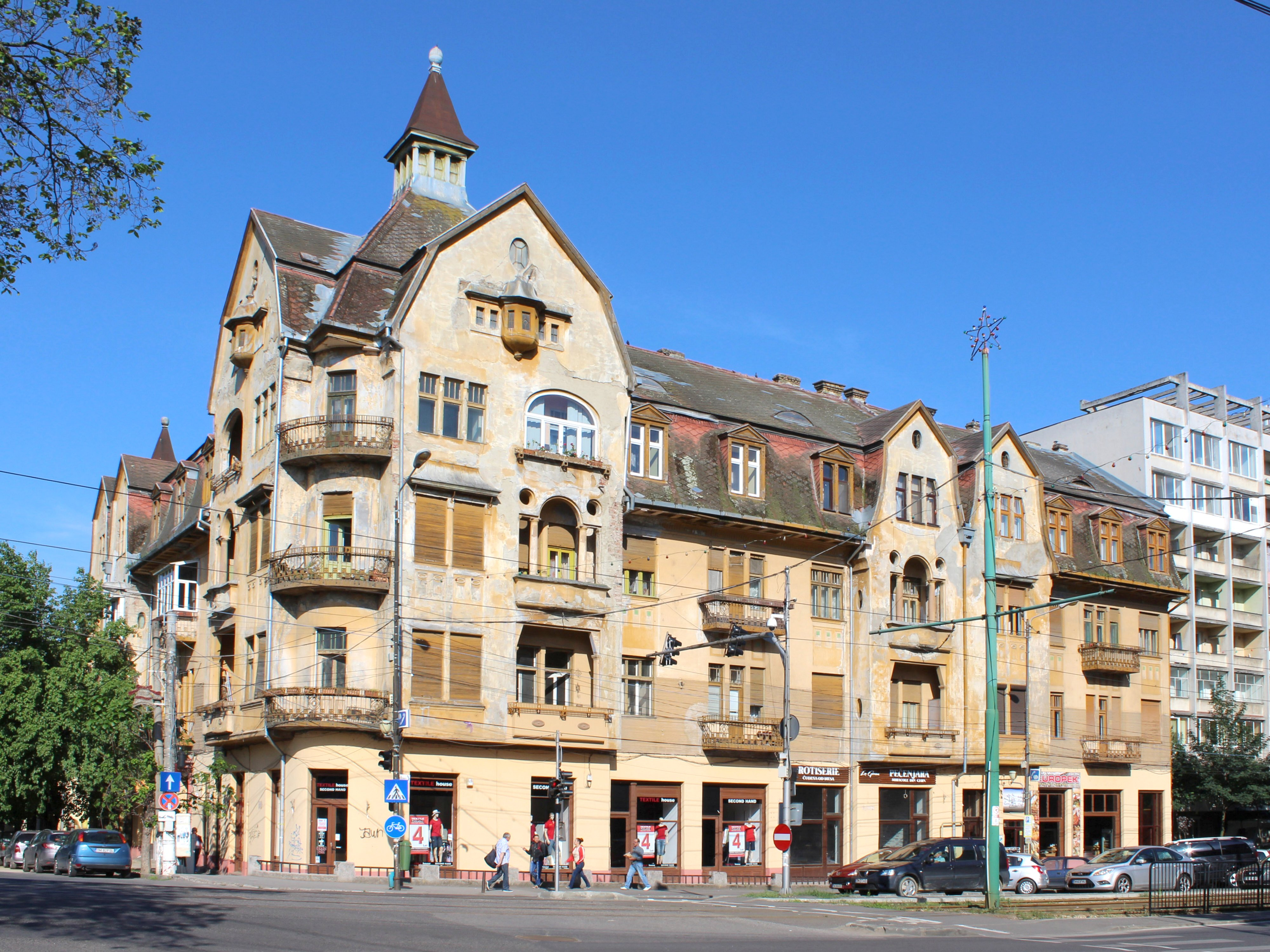
Palatul Gemeinhardt în 2016
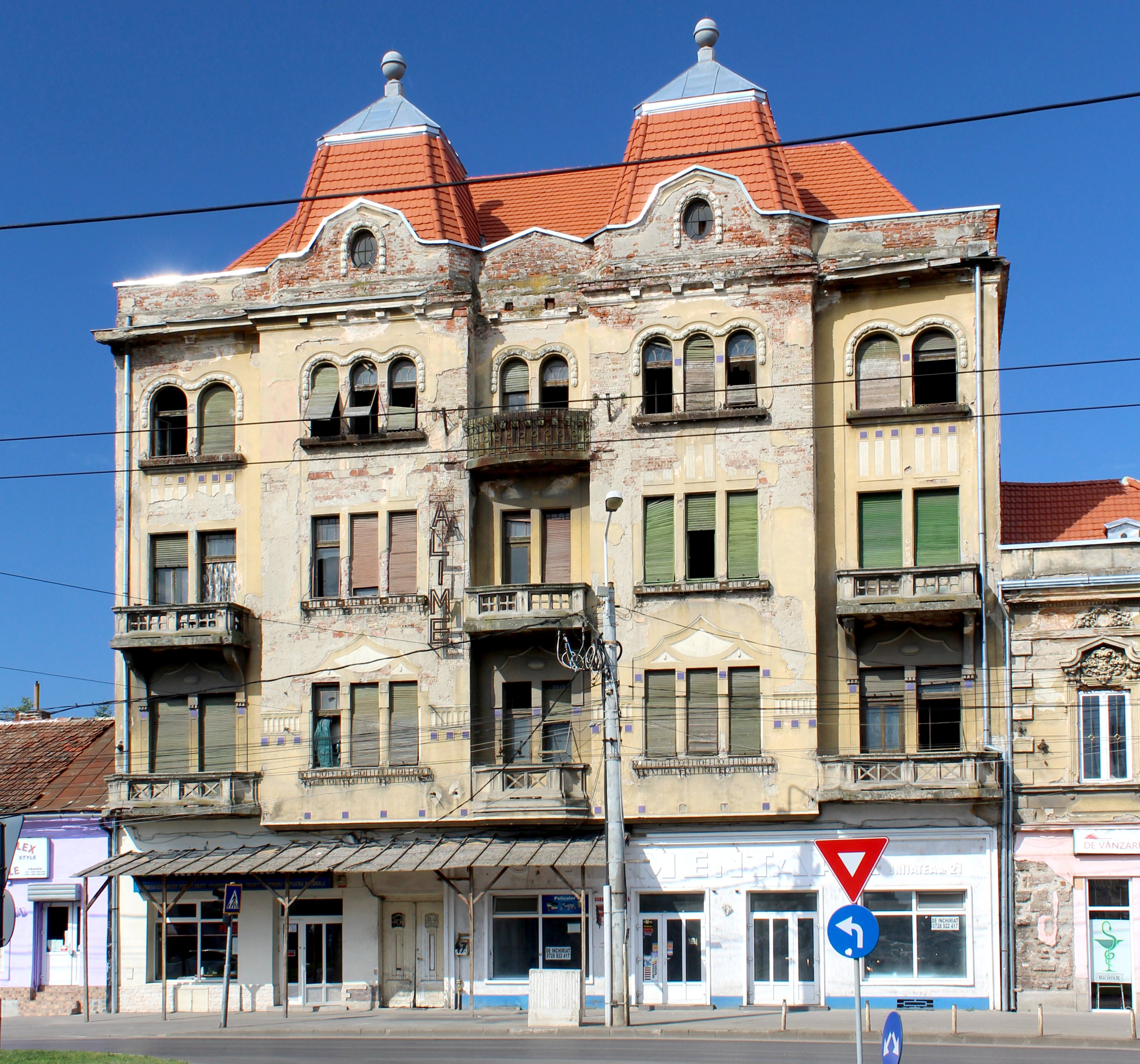
Palatul Albert Schott în 2018
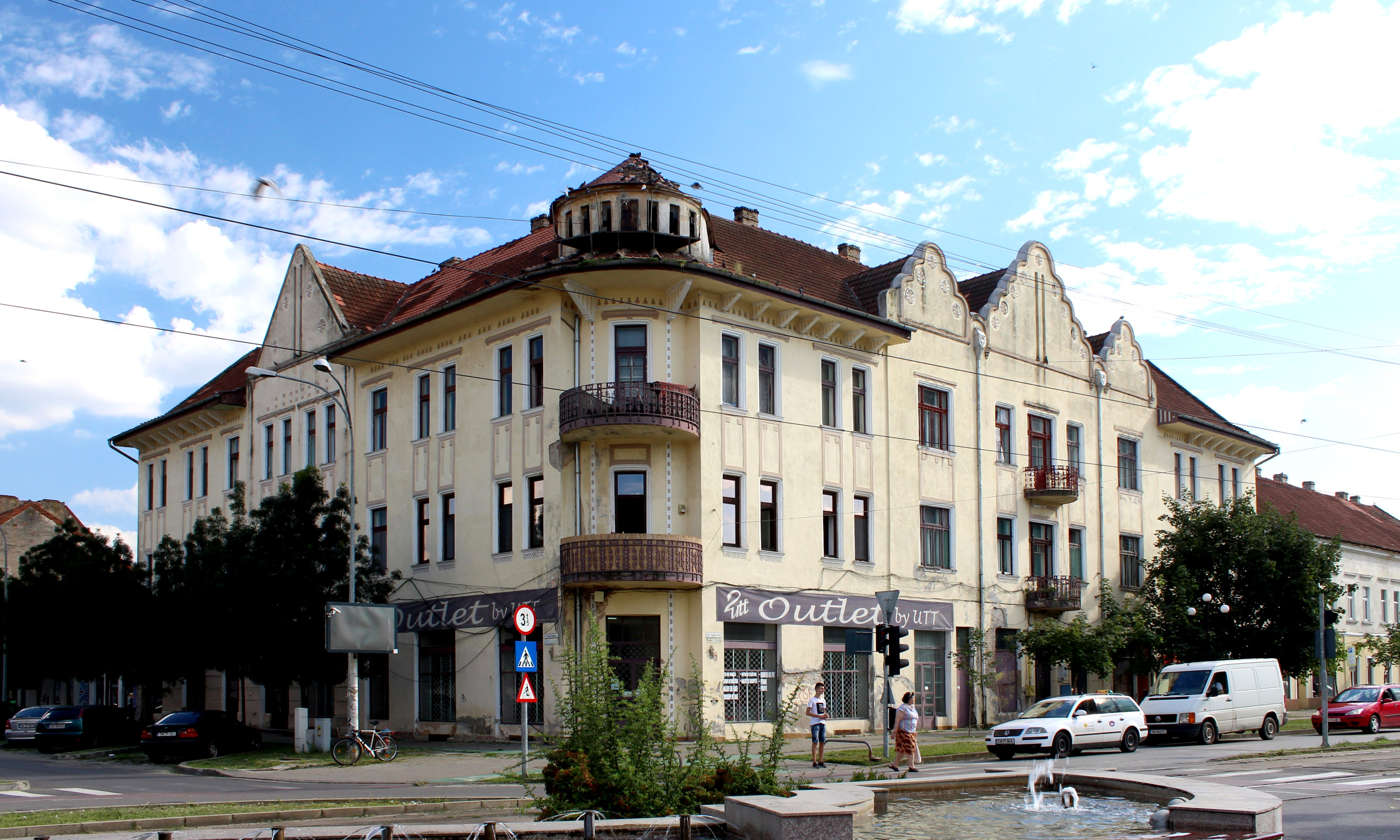
Palatul Katalin Panits în 2018
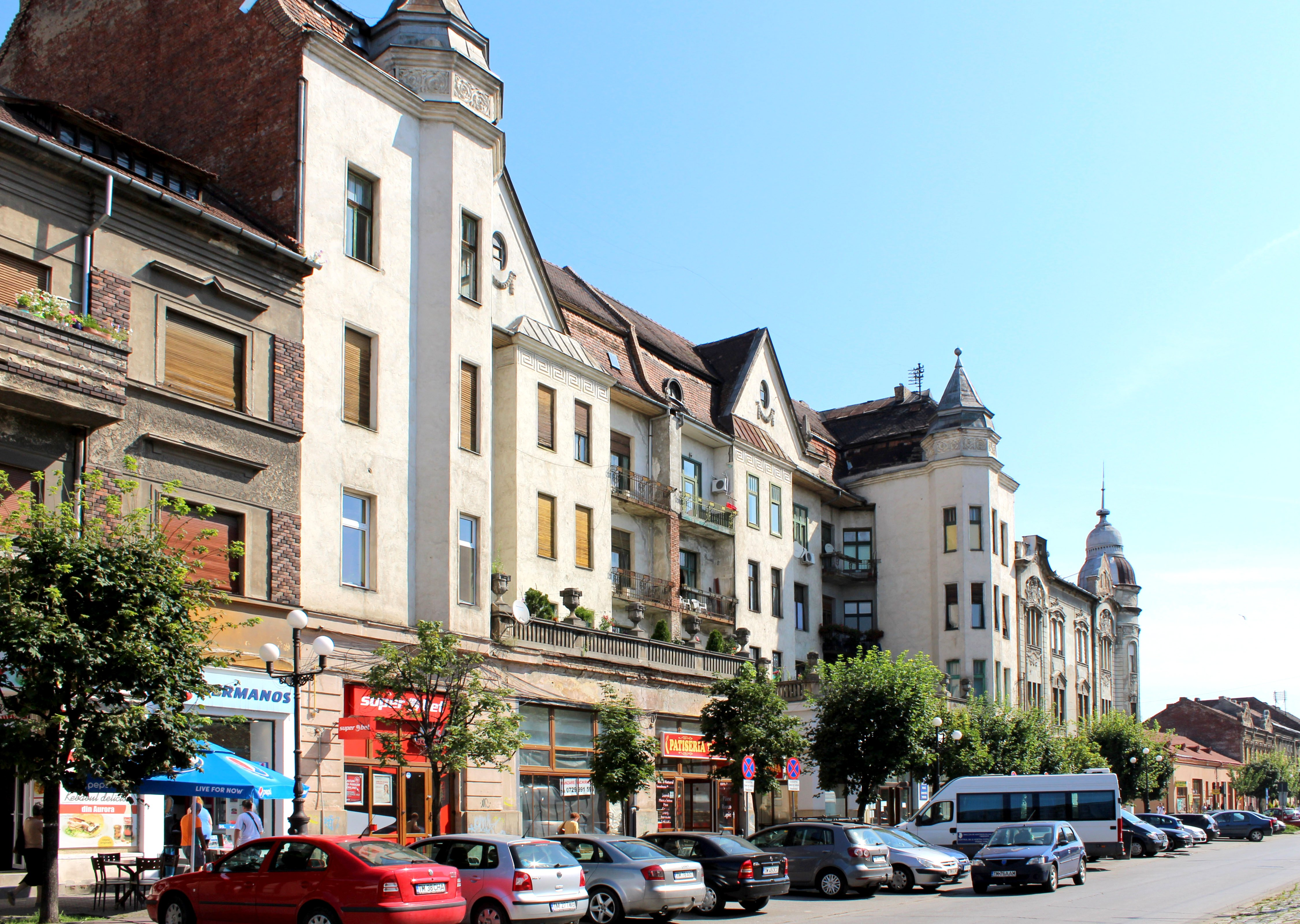
Palatul Johann Hochstrasser în 2016
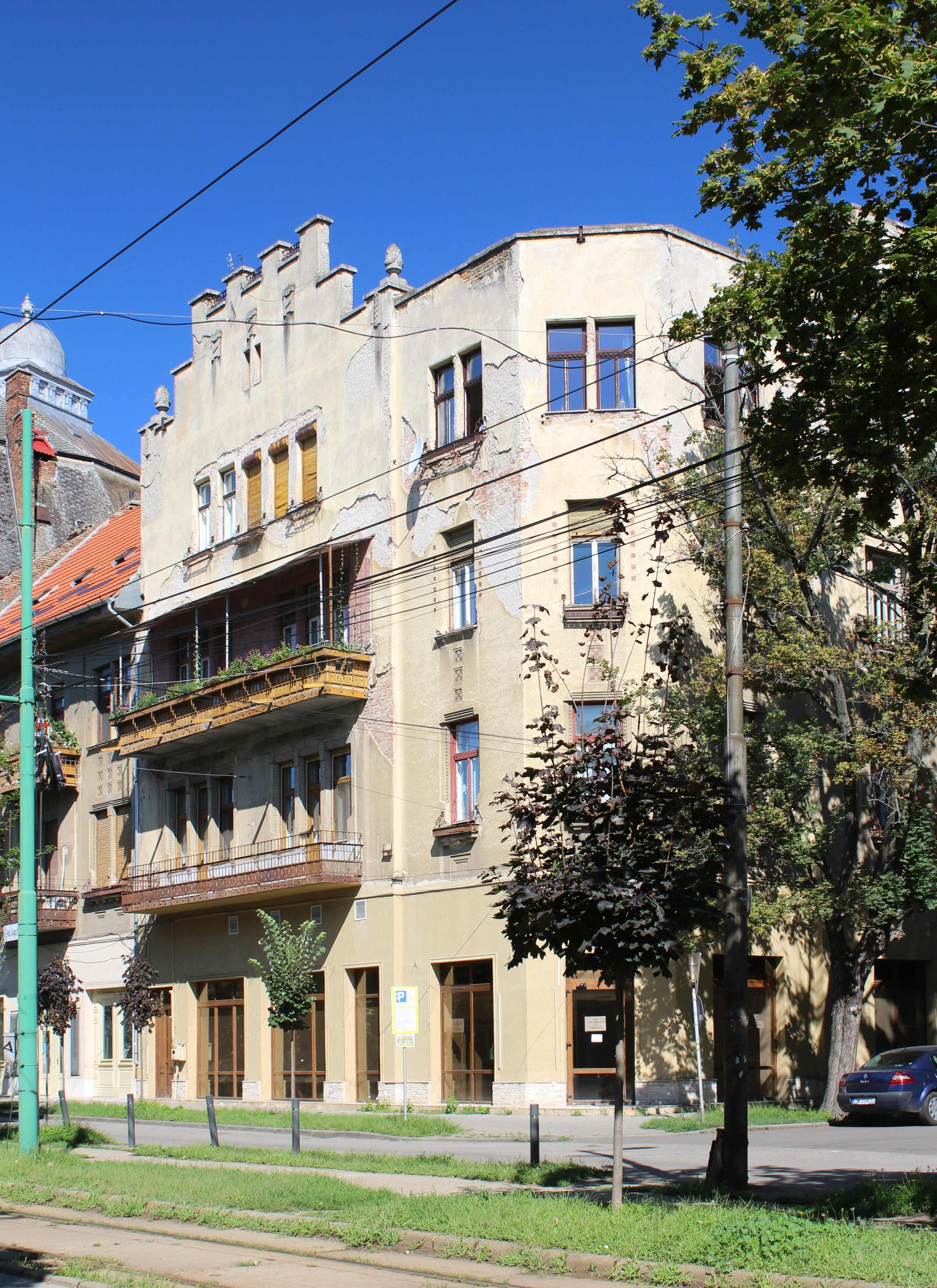
Palatul văduvei Székely în 2018

### Clădiri utilitare
Pe bd. Constantin Diaconovici Loga la nr. 45 se află clădirea Colegiului Național Pedagogic „Carmen Sylva”. (poziția 65). Construită în 1904 după proiectul lui Lipót Baumhorn în colaborare cu Jakab Klein, este clasificată monument istoric cu codul LMI TM-II-m-B-06148
Între 1914–1916 s-a construit după planurile lui Ernő Foerk Seminarul Teologic Romano-Catolic (actual Căminele 1–2 ale Universității de Medicină și Farmacie „Victor Babeș”) (poziția 39).
În afară de complexul Liceului Piarist László Székely a mai proiectat și alte clădiri pentru școli, cum ar fi cele ale școlilor elementare din Elisabetin (poziția 34) și Fabric (poziția 81). Ambele sunt ornamentate cu basoreliefuri reprezentând copii.

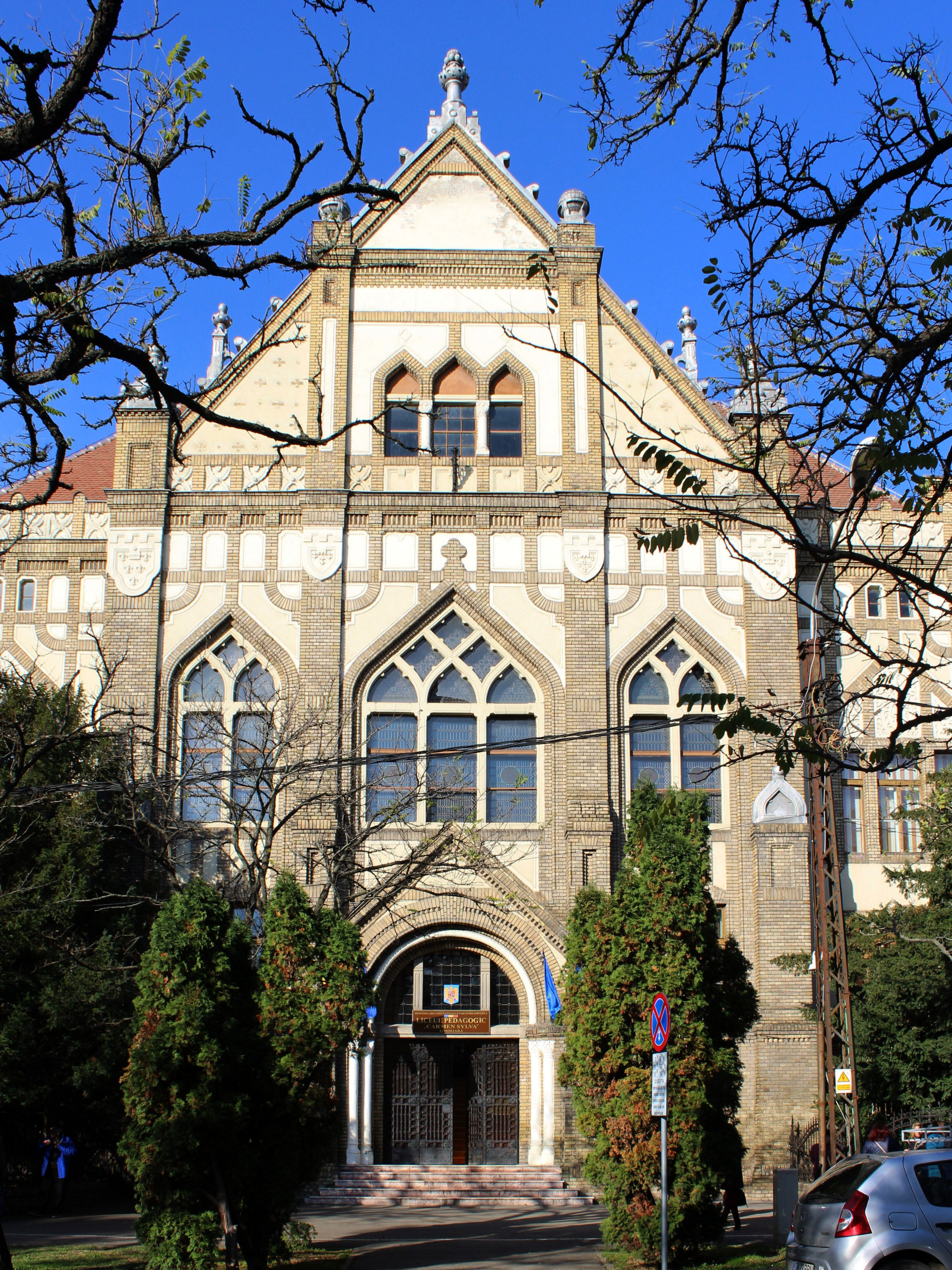
Colegiul Pedagogic „Carmen Sylva”
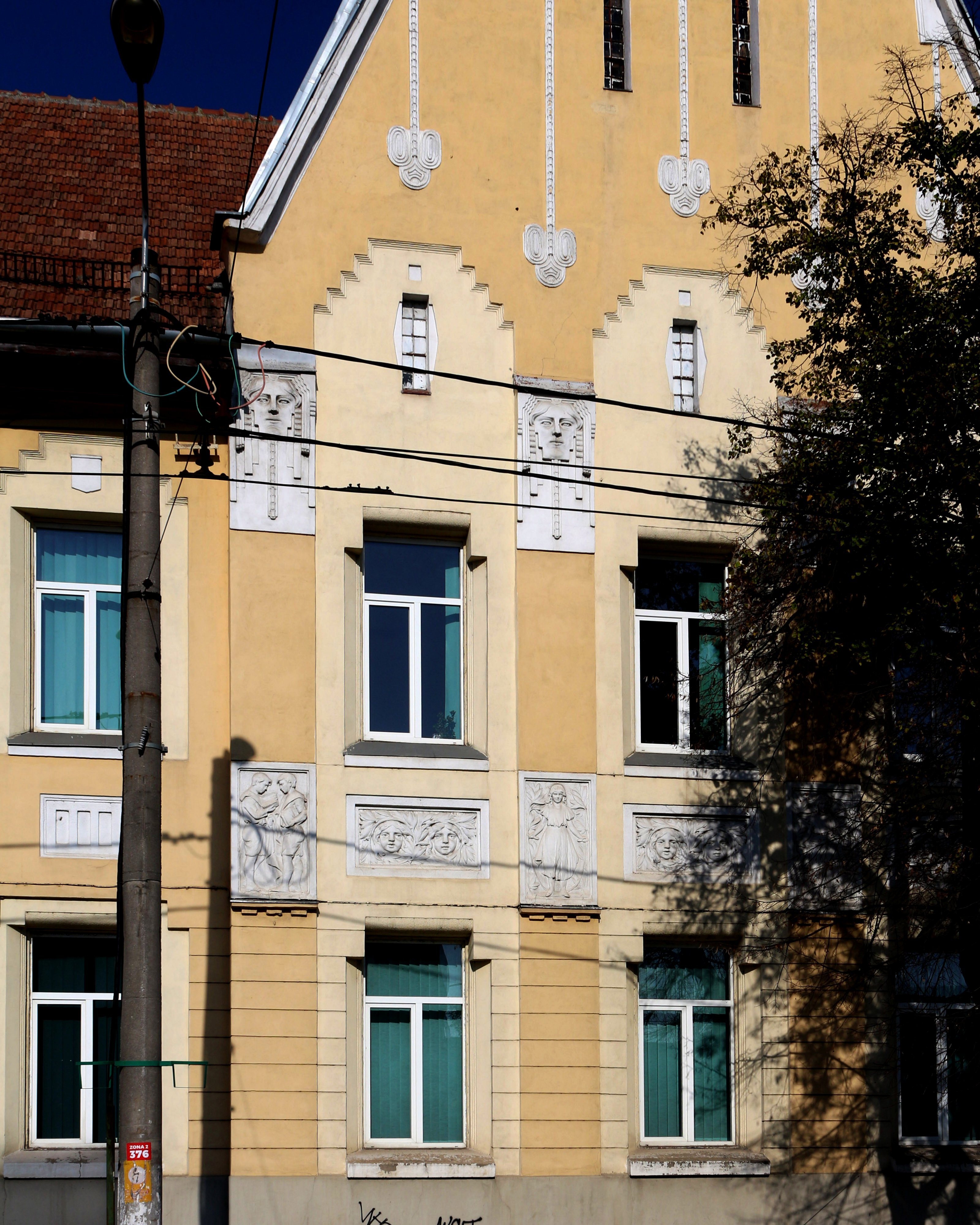
Școala elementară comunală din Fabric
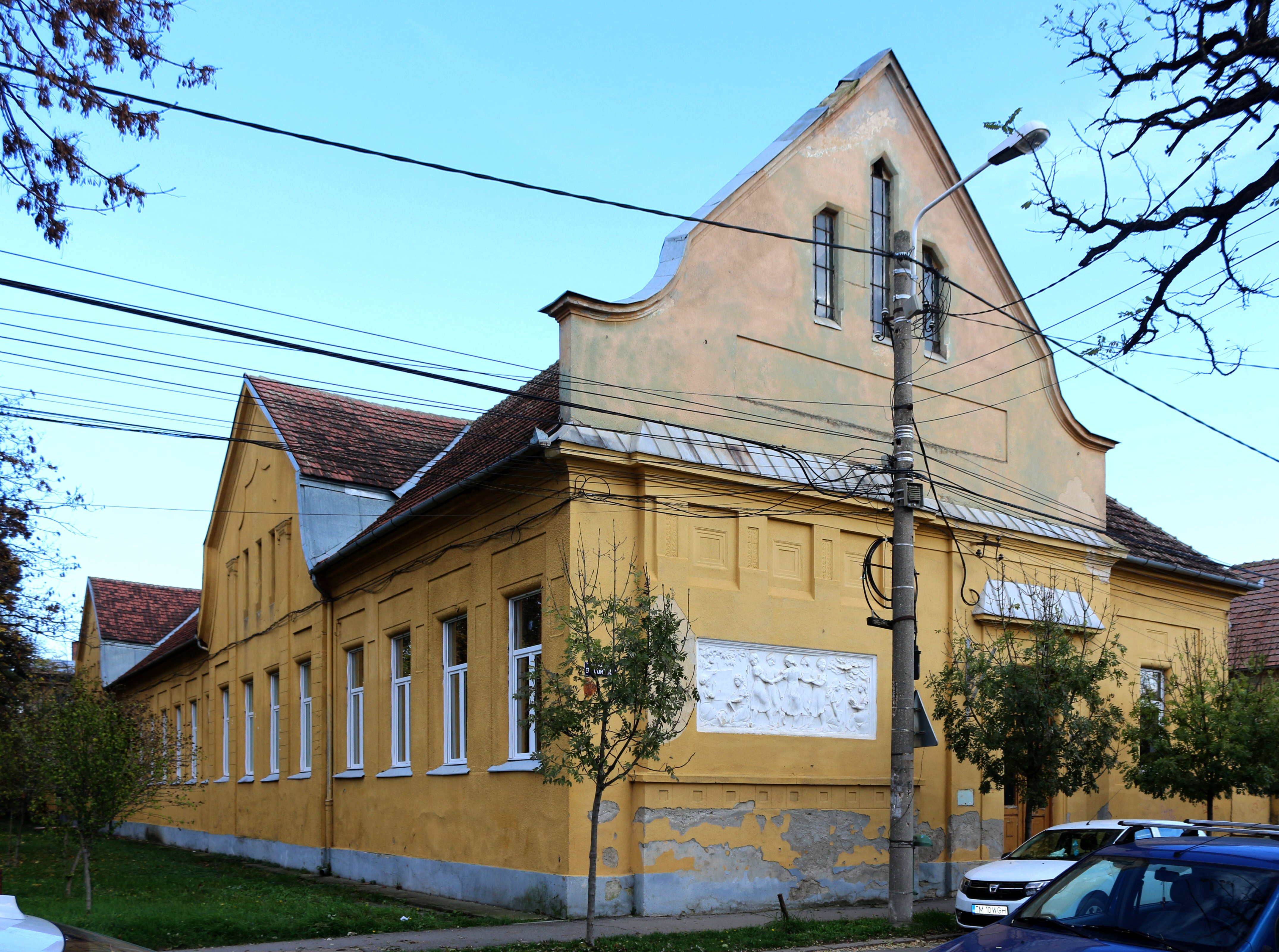
Școala elementară comunală din Elisabetin
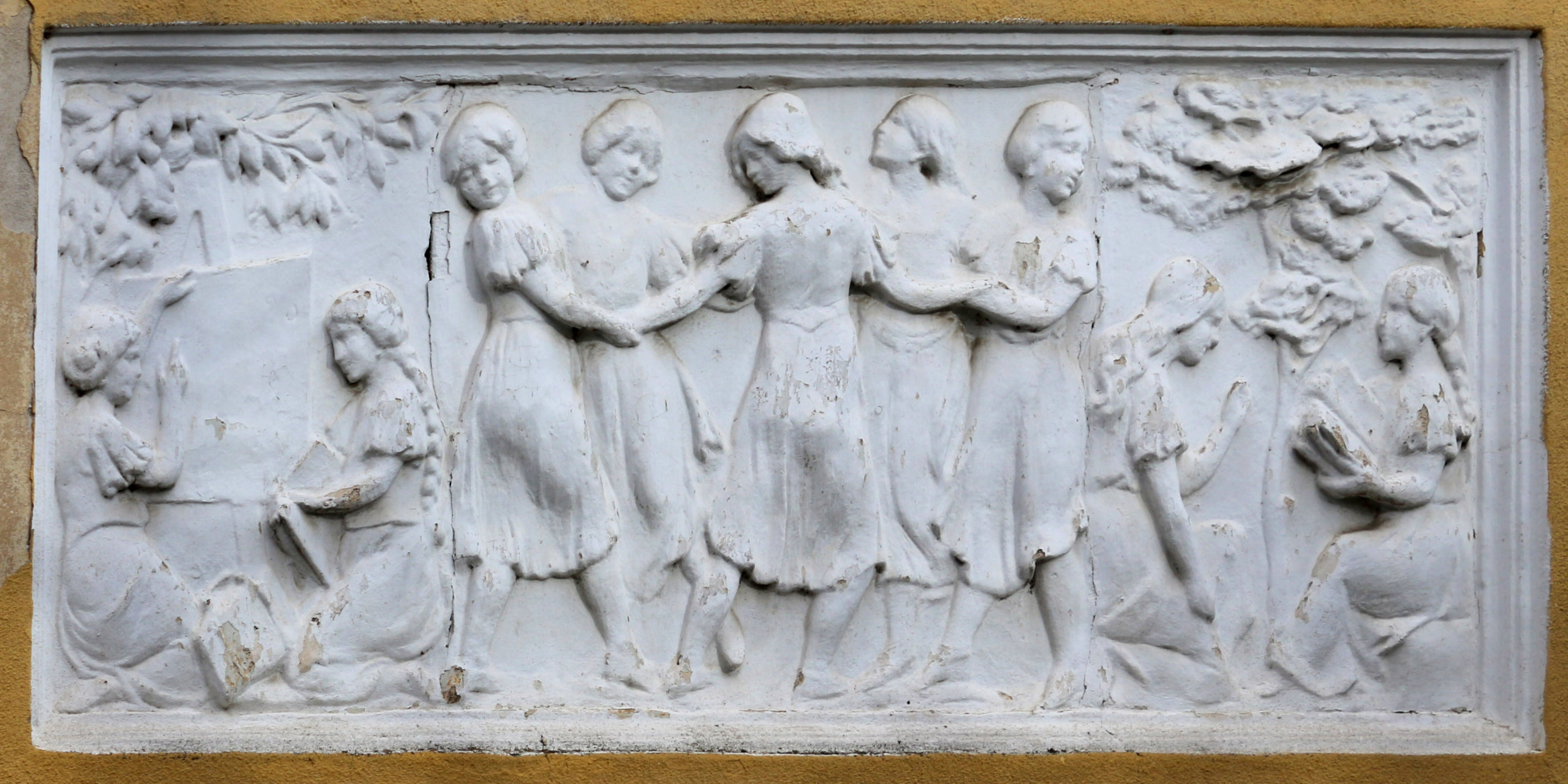
Școala elementară comunală din Elisabetin, detaliu

Alte clădiri utilitare proiectate de el în stil Secession sunt Cazarma pompierilor din Iosefin (poziția 1) și Baia Publică Neptun (poziția 68).
Alte clădiri utilitare în stil Secession sunt cele ale Băncii Naționale a României, sucursala Timiș, fosta Bancă Austro-Ungară, construită în 1904 după proiectul lui József Hubert (poziția 62) și a Palatului Poștelor, construit în 1914 după proiectul lui Ignác Alpár (poziția 63), clădiri care fac parte din Ansamblul urban IX, precum și Clinica de balneofizioterapie, construită în 1912, monument istoric cu codul LMI TM-II-m-B-06147 (poziția 66).

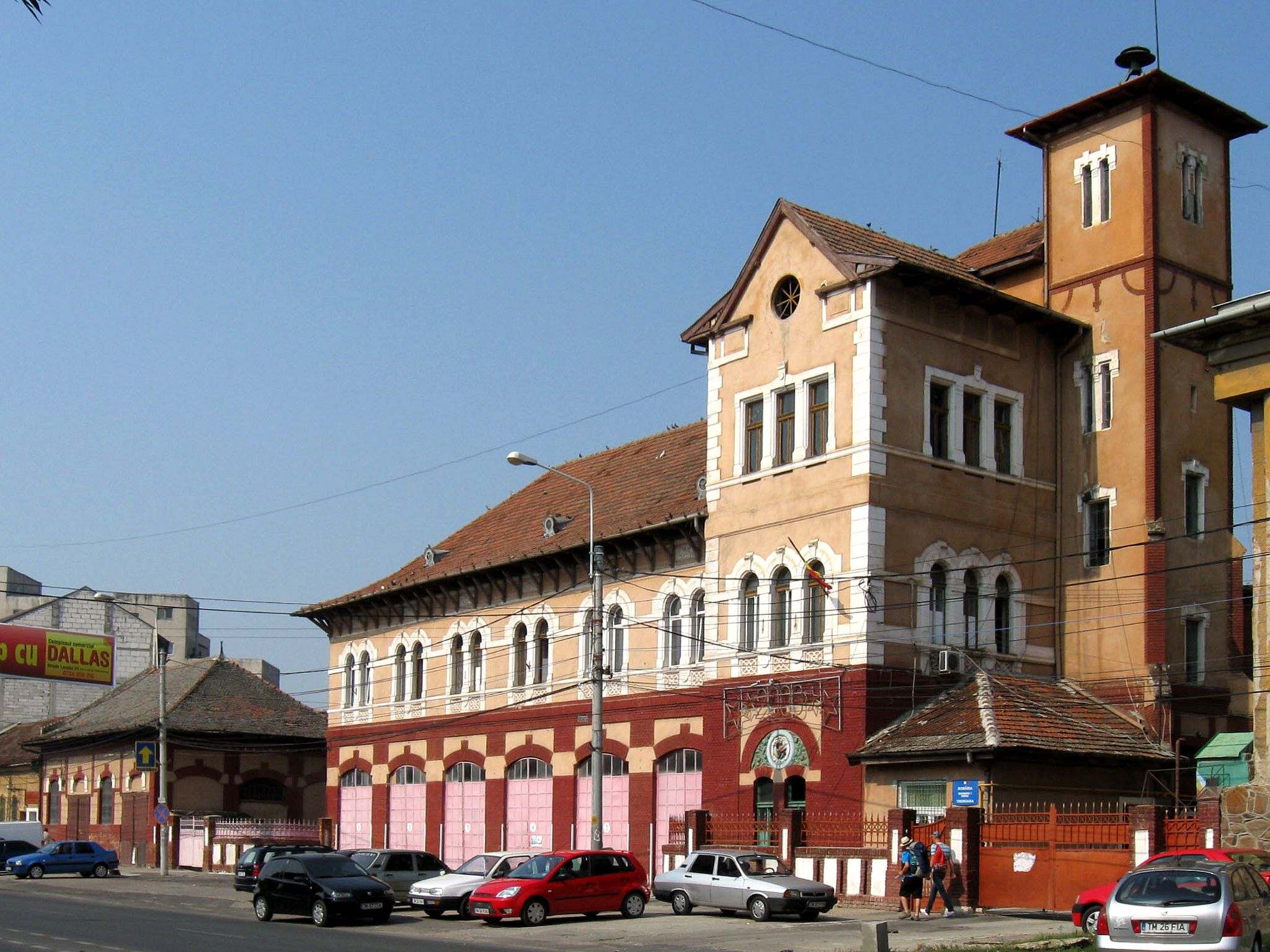
Cazarma pompierilor
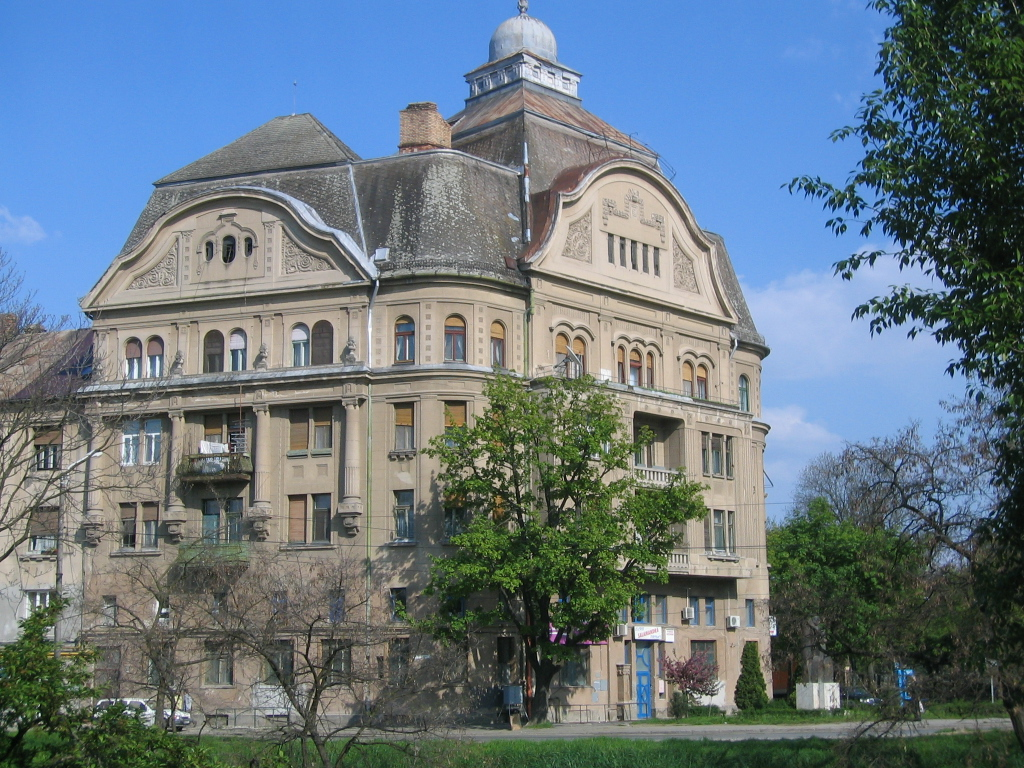
Baia Publică Neptun
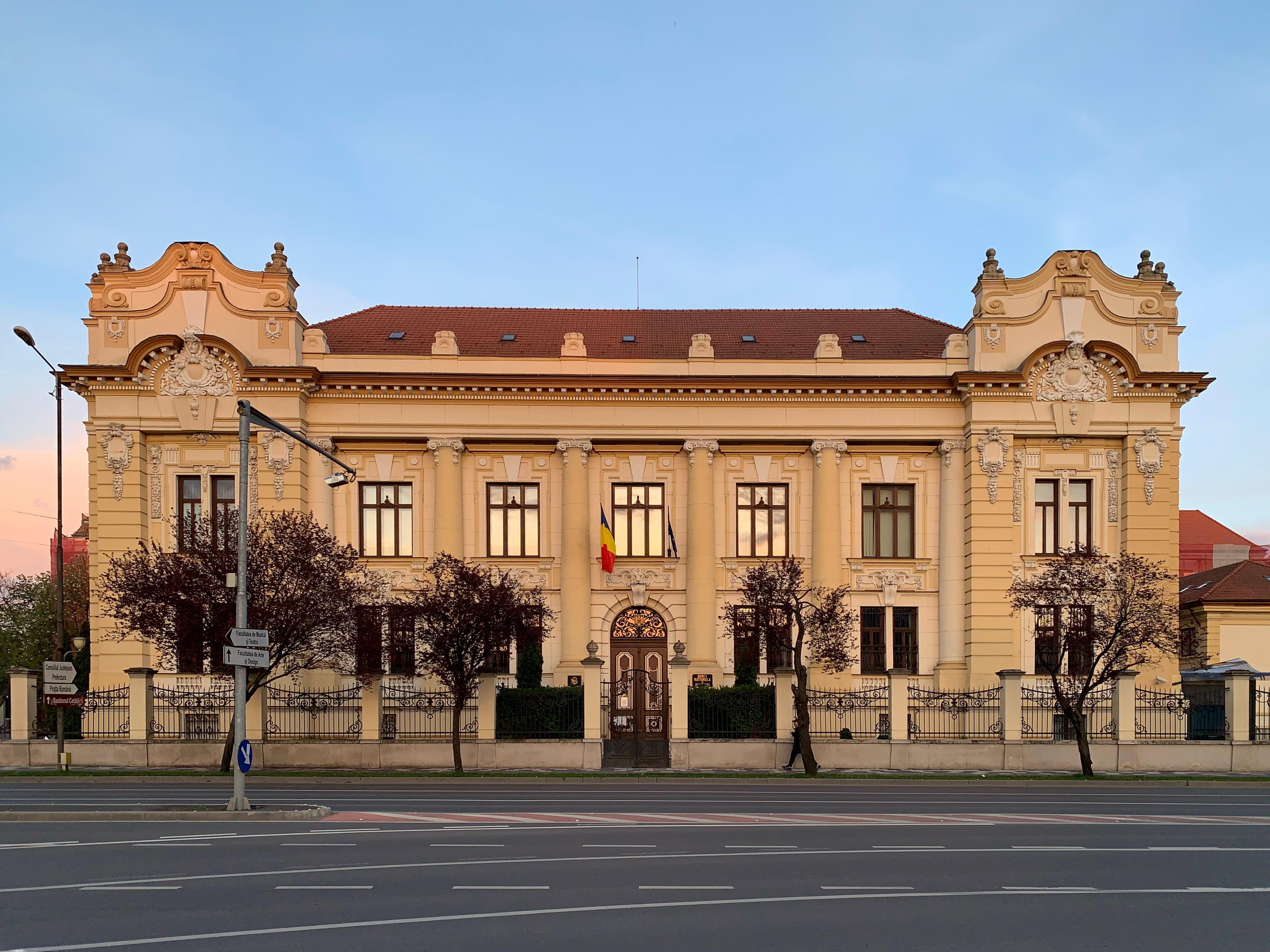
Banca Națională
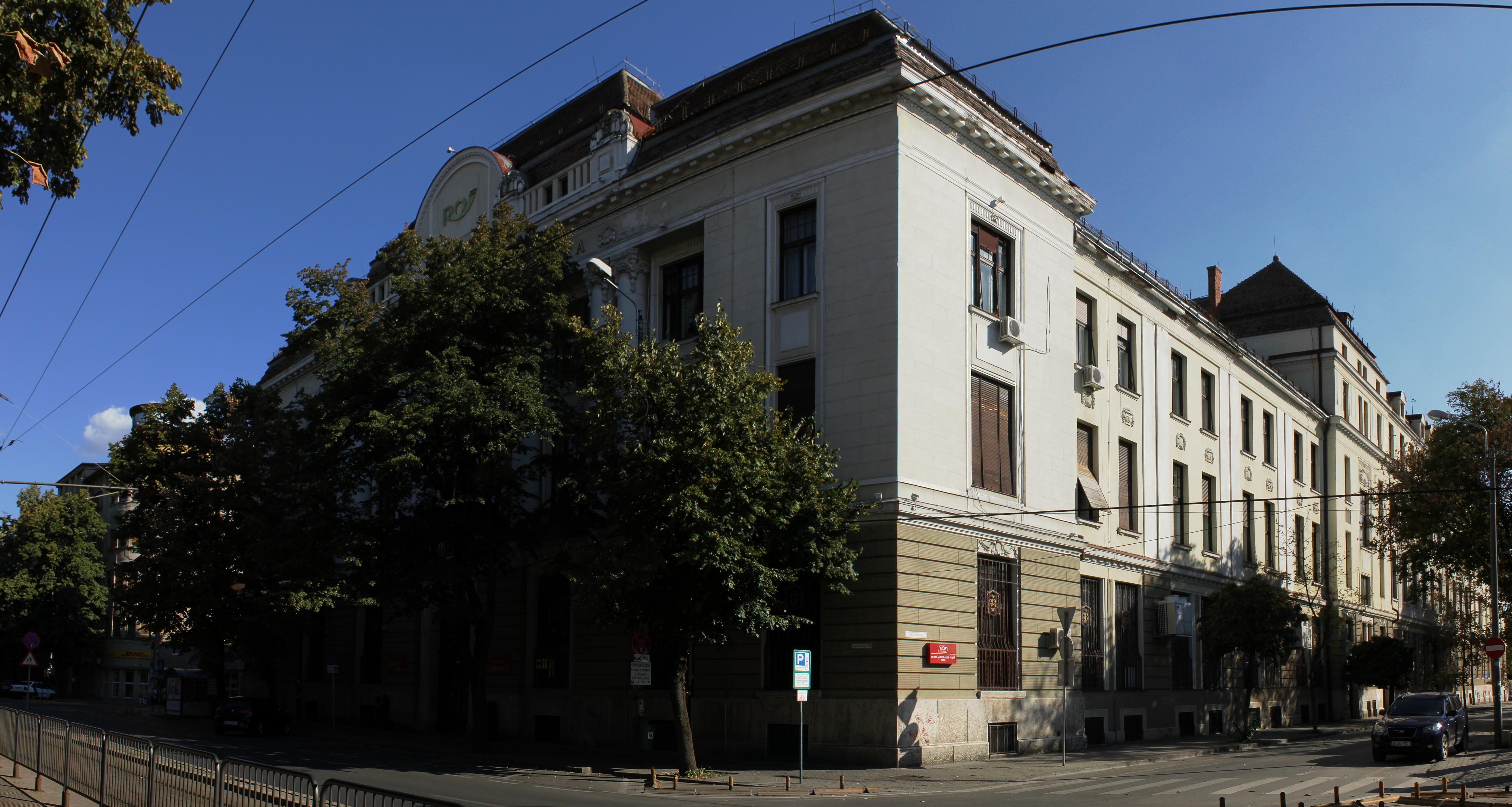
Palatul Poștelor
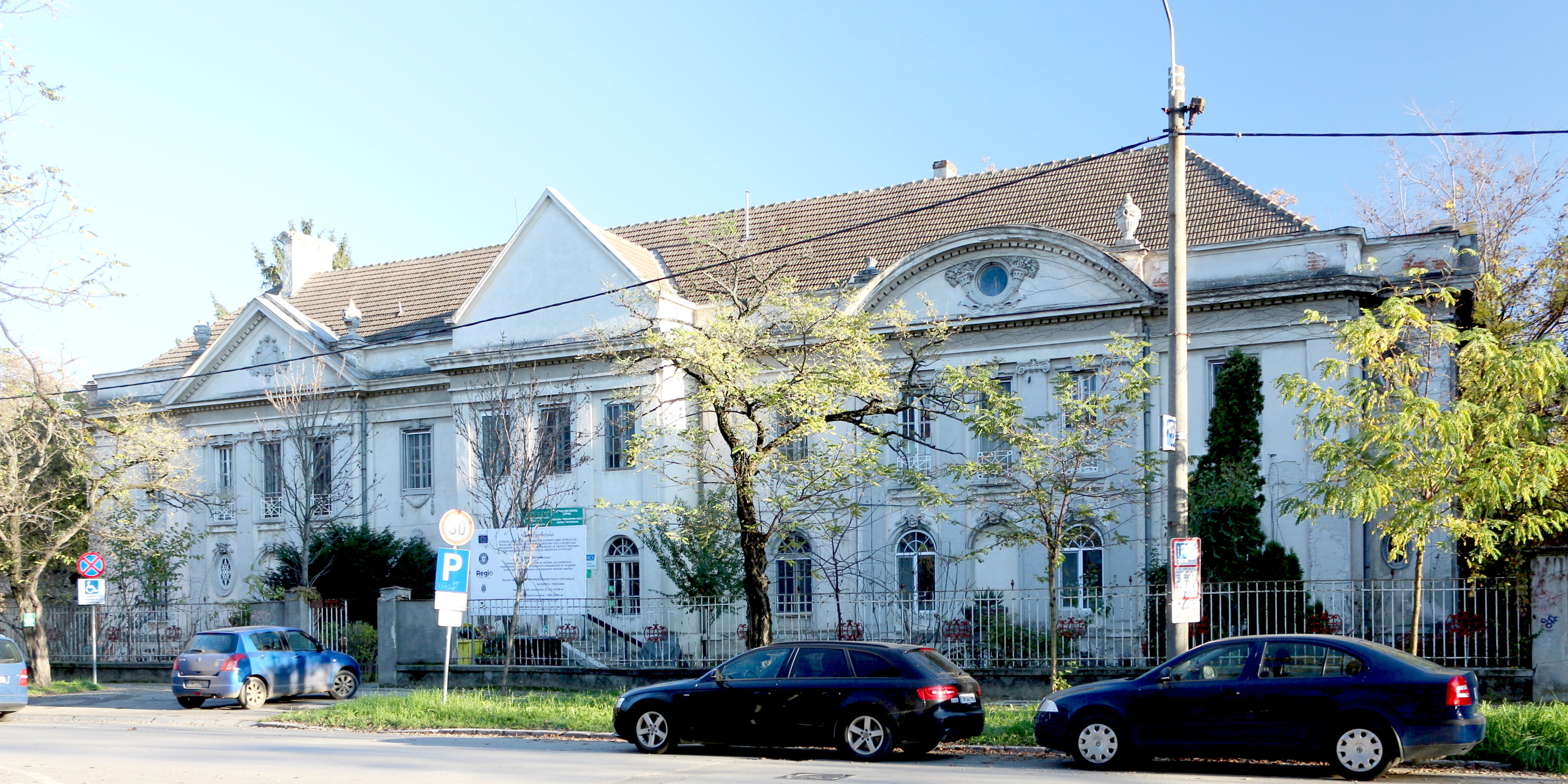
Clinica de balneofizioterapie

### Clădiri industriale
Stilul Secession se poate observa și pe clădirile industriale proiectate în aceeași perioadă, cum sunt Abatorul comunal (poziția 67) și clădirea centralei hidroelectrice („Turbinele”), monument istoric cu codul LMI TM-II-m-A-06094, proiectate de László Székely și a celor două turnuri de apă, cel din Fabric, monument istoric cu codul LMI TM-II-m-A-06152 și cel din Iosefin, monument istoric cu codul LMI TM-II-m-A-06122, proiectate de János Lenarduzzi și Richárd Sabathiel.

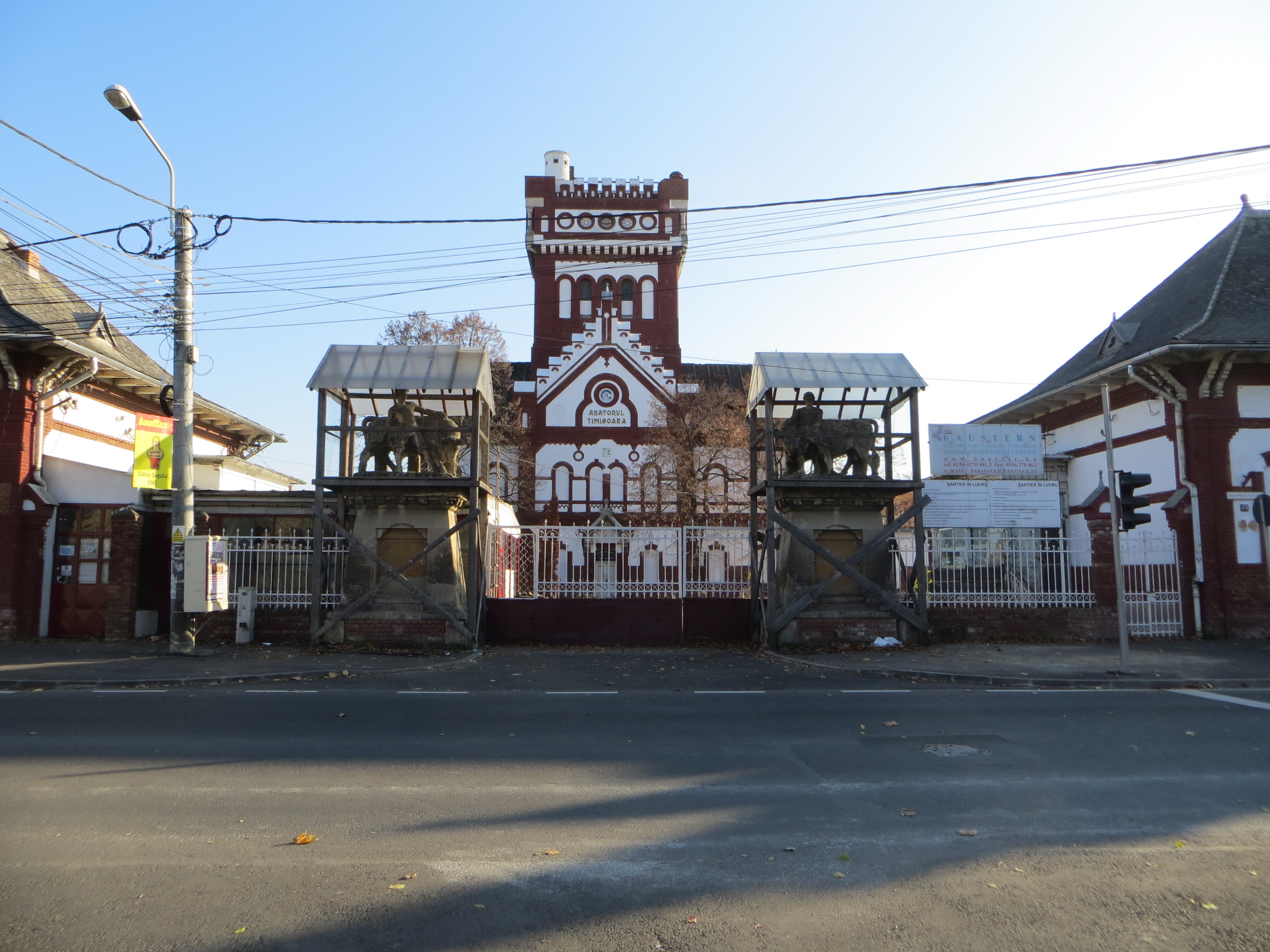
Abatorul
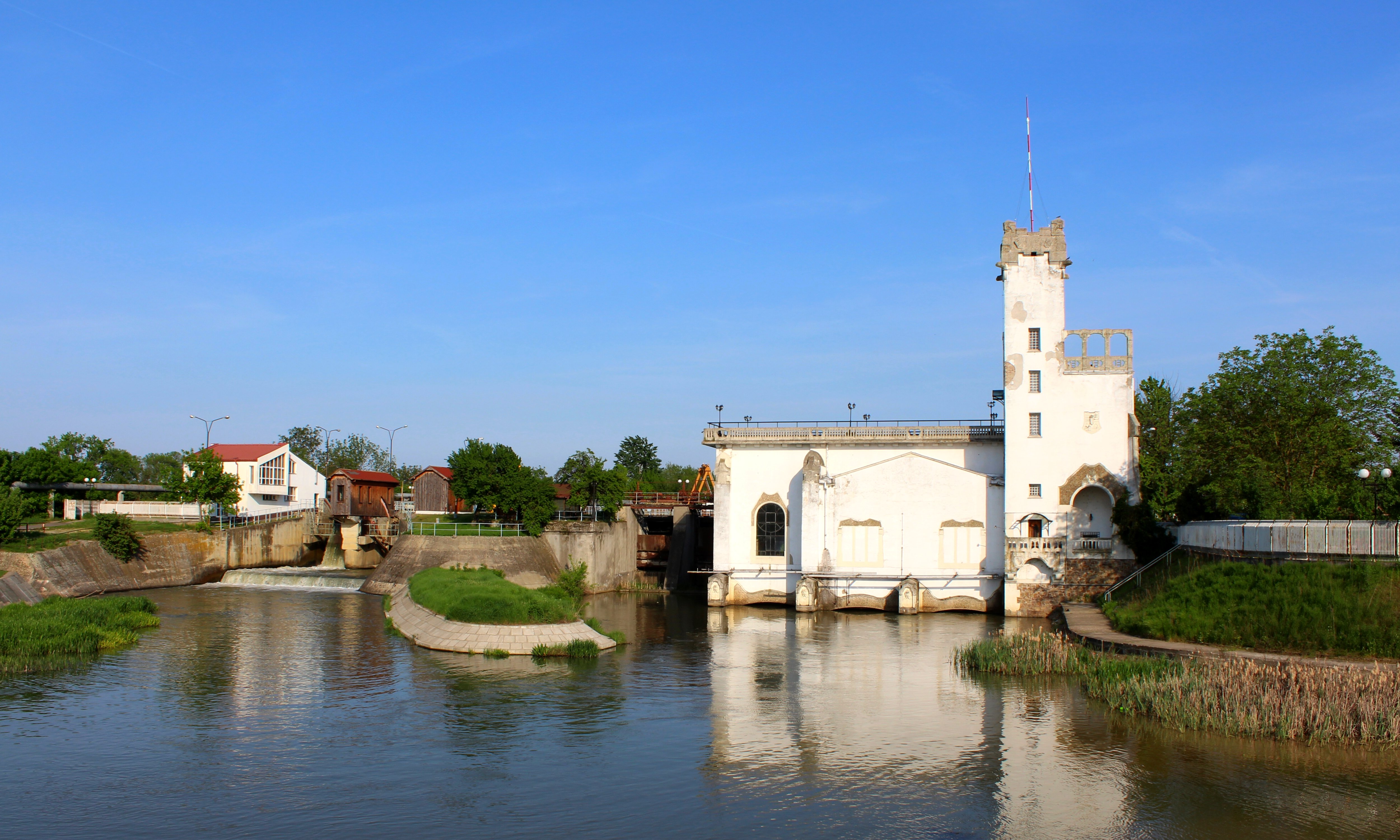
Centrala hidroelectrică
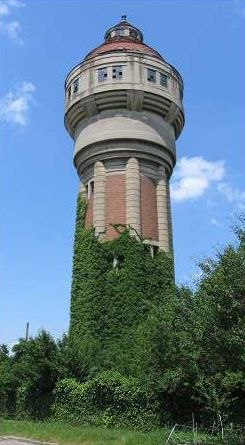
Turnul de apă din Fabric
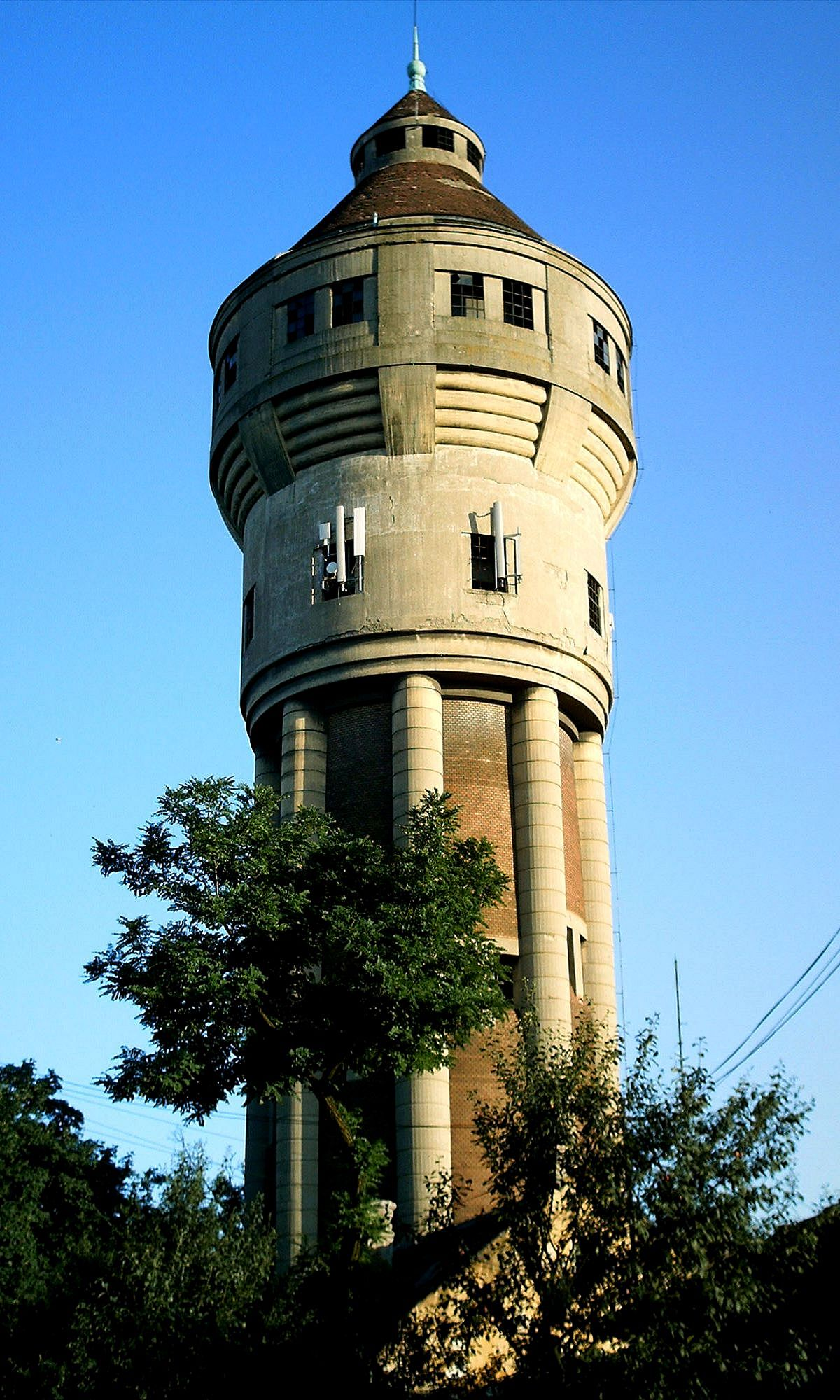
Turnul de apă din Iosefin

### Case și vile
În terminologia epocii prin „casă” se înțelegea o clădire de locuințe cu nu mai mult de un etaj, însă unele clădiri cu 2–3 etaje erau cunoscute și ele drept „Casa …”, de exemplu „Casa Brück”, „Casa Emmer” sau „Casa văduvei Székely”. Multe case și vile s-au construit pe direcțiile de dezvoltare spre cartierele Iosefin, Elisabetin și Fabric.
În afară de casele din Piața Plevnei (v. mai sus), în Elisabetin s-au mai construit case în stil Secession pe străzile dimprejur, anume, pe străzile Mitropolit Ioan Mețianu (fostă Kőszeghy u., fostă Brașov), Timotei Cipariu (fostă Batthyányi u.), bd. 16 Decembrie 1989 (fost Hunyadi út) și spl. Tudor Vladimirescu (fost Bega bal sor) lângă podul Maria, toate aparținând de Situl urban „Vechiul Cartier Iosefin”).
Tot în Elisabetin s-au construit asemenea case pe bd. Mihai Viteazul (fost Püspök út). Unele dintre ele, cum ar fi Casa Mühle și Casa László Székely fac parte din Ansamblul urban „Bd. Mihai Viteazul”, dar altele nu, fiind lipsite de protecție.
În zona Pieței Bălcescu (fostă Telekház tér), pe str. Feldioara (fostă Kazinczy u.) există câteva case în stil Secession, care fac parte din Ansamblul urban VI, iar în Ansamblul urban I de pe str. Memorandului (fostă Kiraly u.) încă câteva.

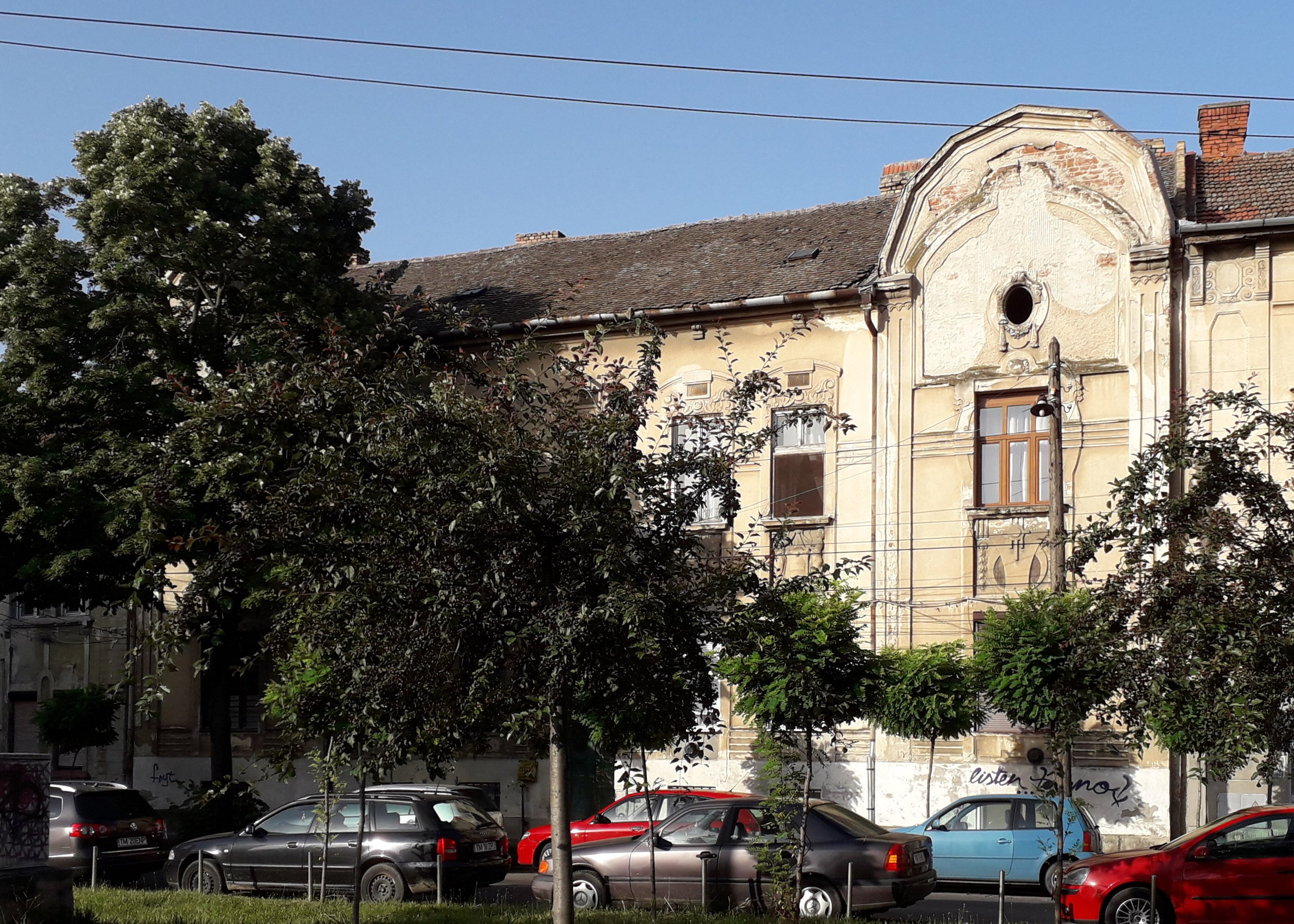
Casă pe str. 1 Decembrie 8 nr. 8 (poziția 130)
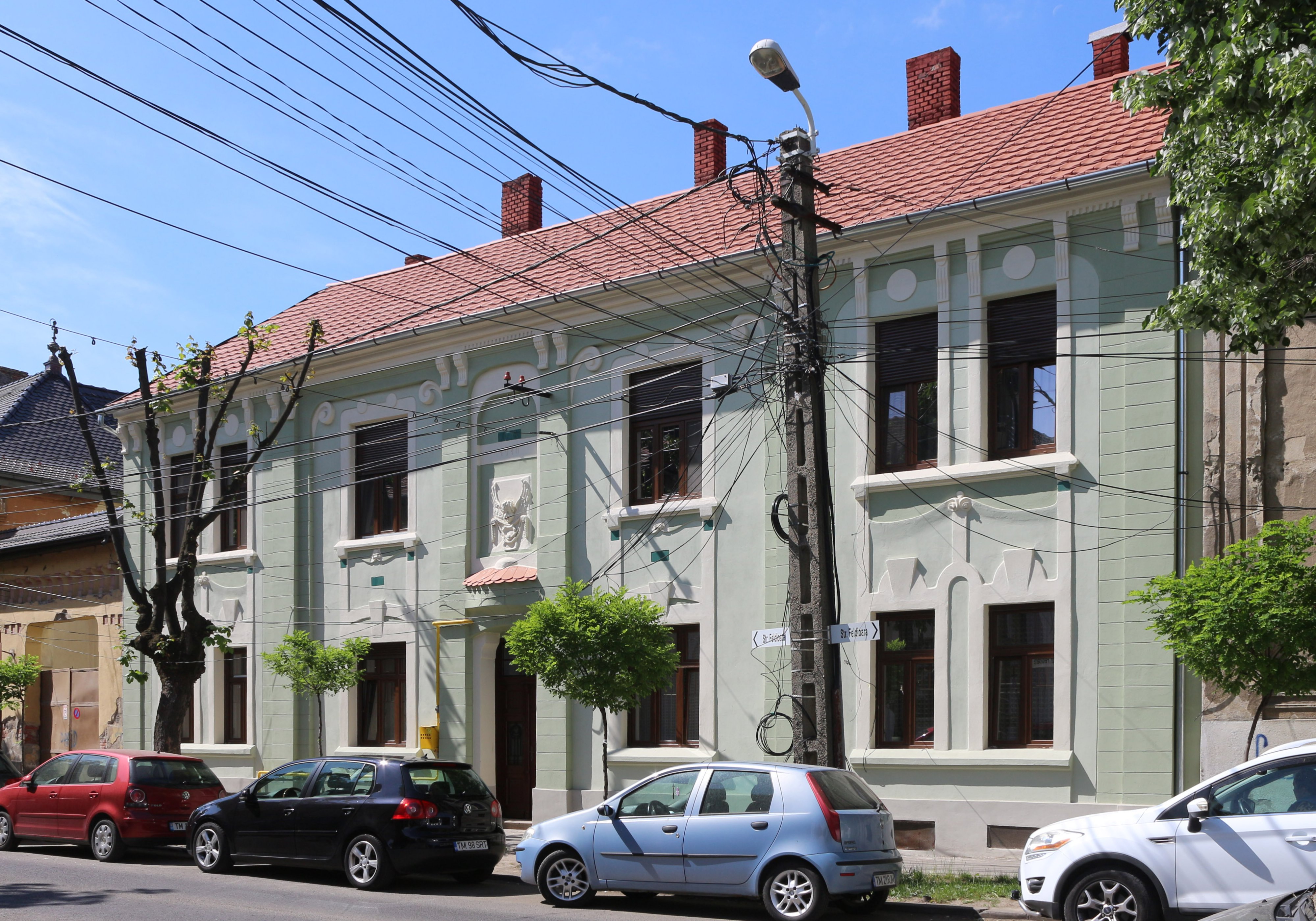
Casă pe str. Feldioara nr. 2 (poziția 131)
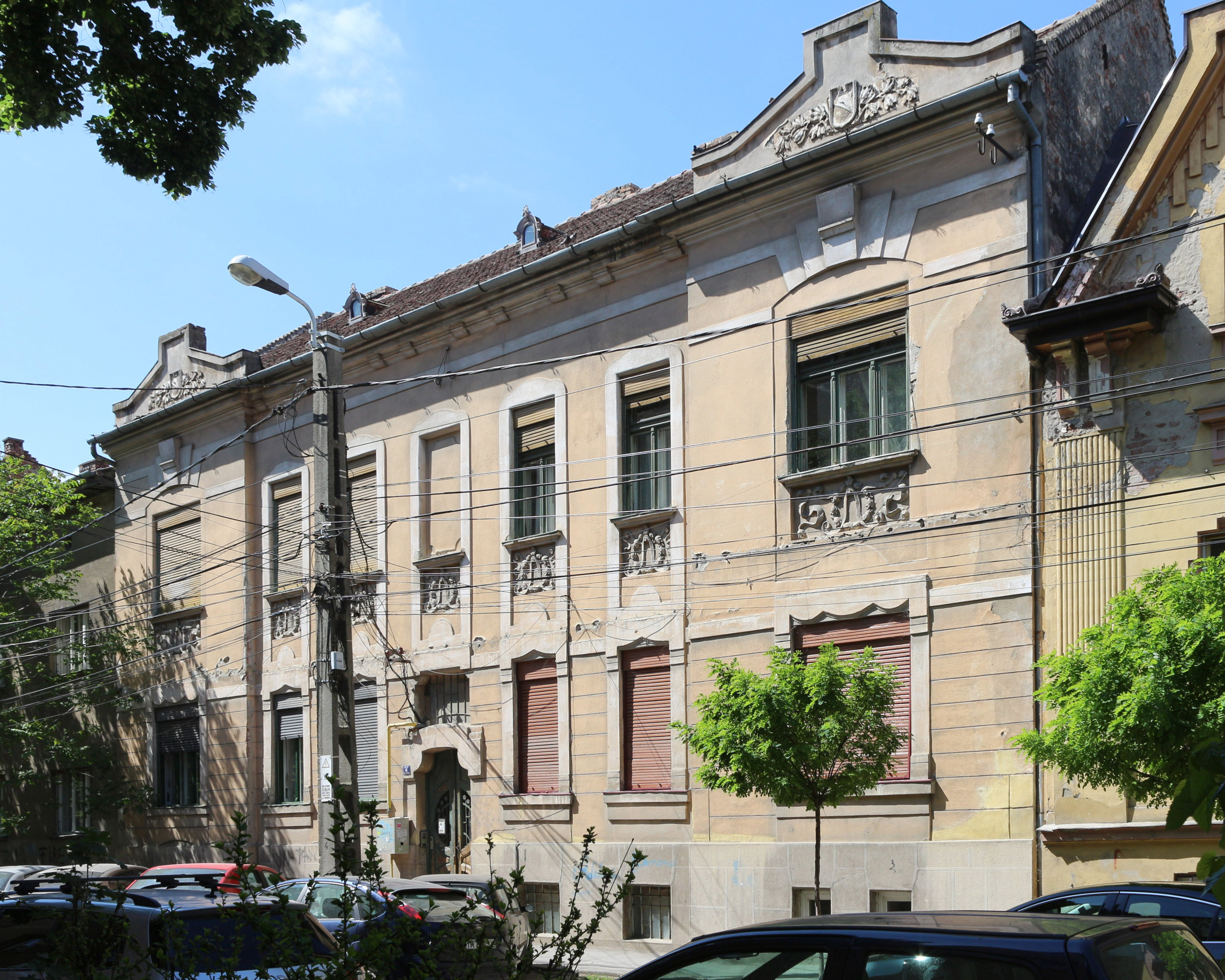
Casă pe str. Feldioara nr. 6 (poziția 132)
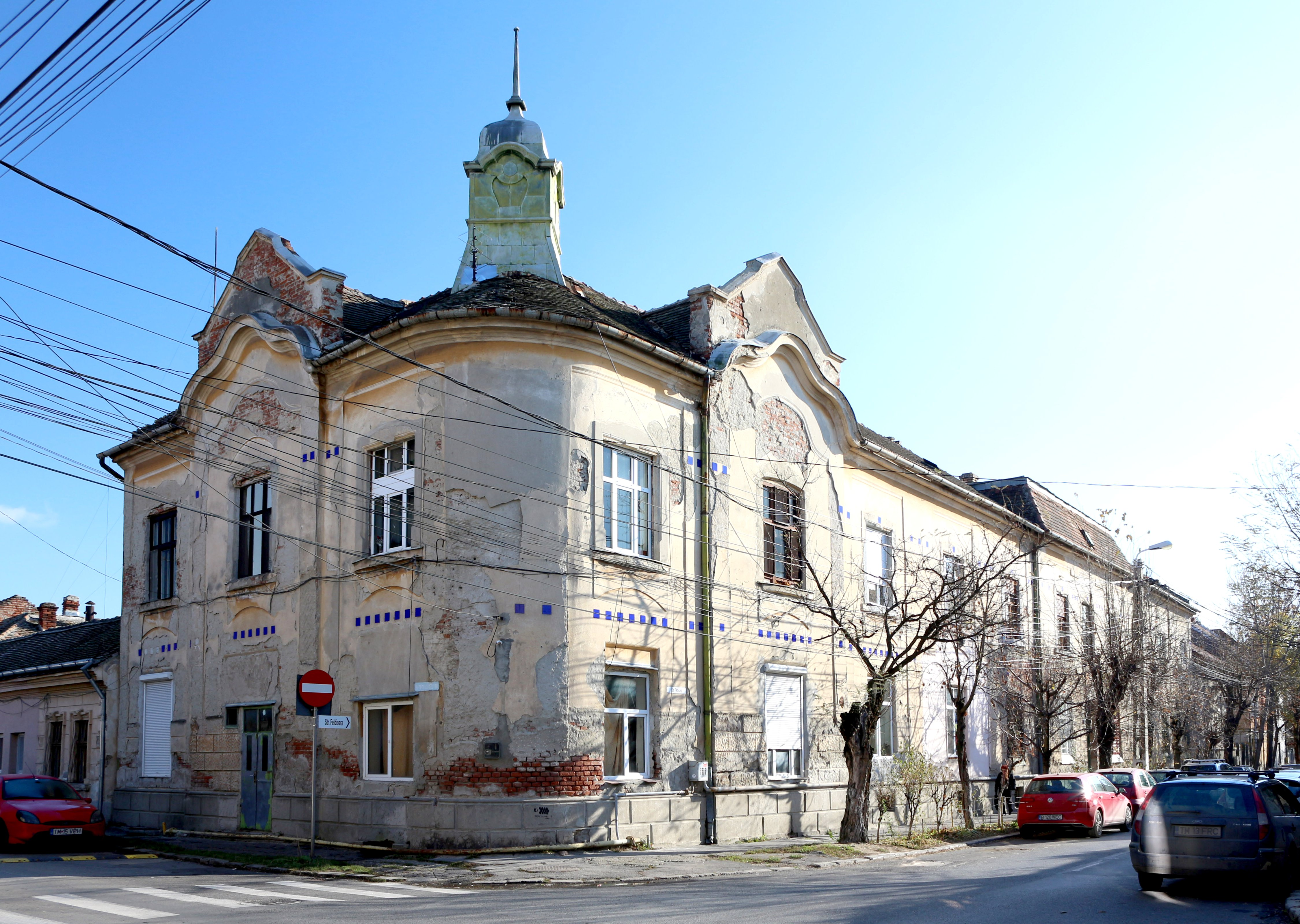
Casă pe str. Feldioara nr. 11 (poziția 133)
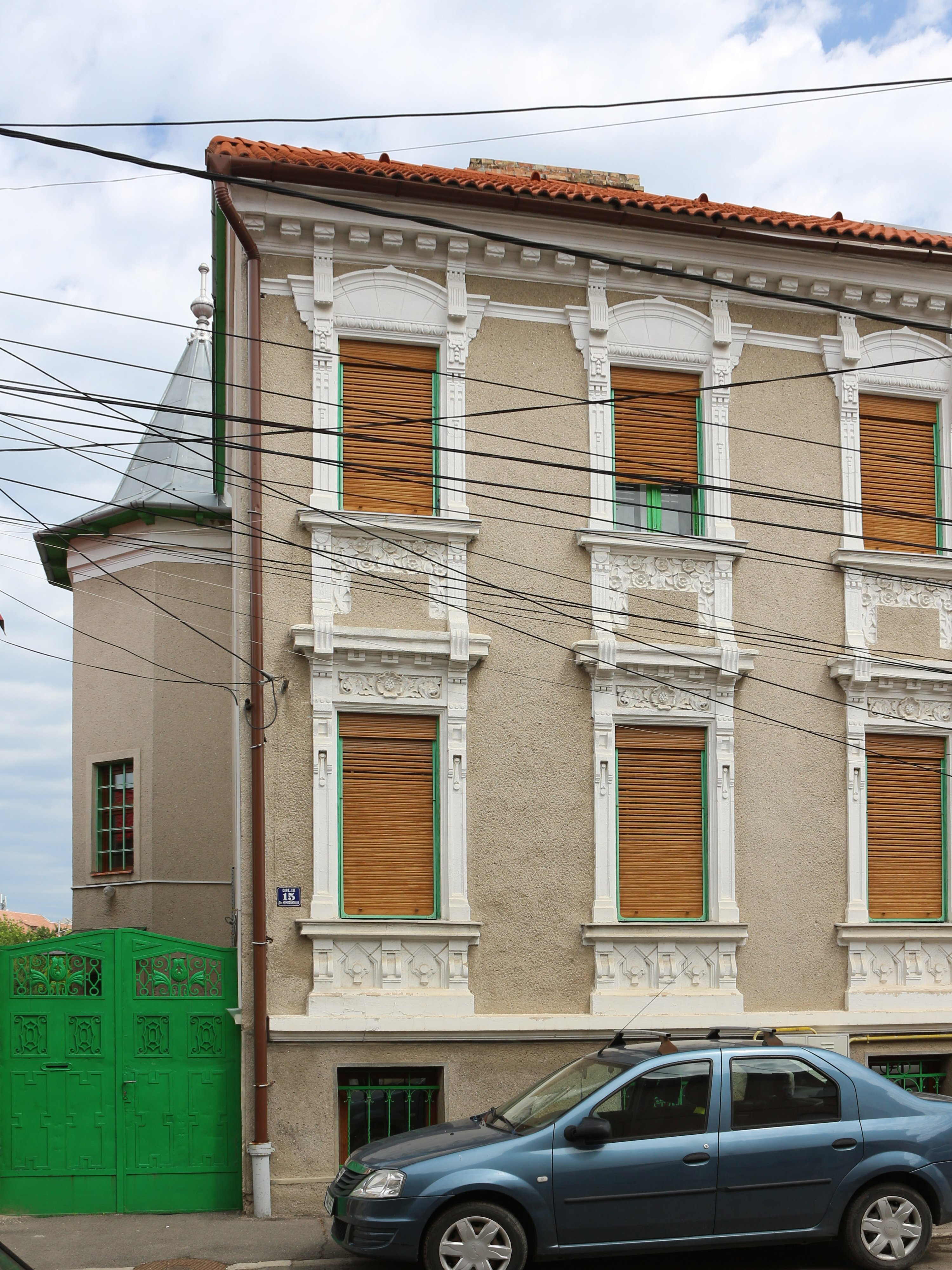
Casă pe str. Memorandului nr. 15 (poziția 134)

În zona de acces dinspre Cetate spre Fabric, între Palatul Poștelor și Parcul Copiilor, pe str. Ludwig van Beethoven și în apropiere, s-au construit în stil Secession un șir de vile, toate proiectate de László Székely.

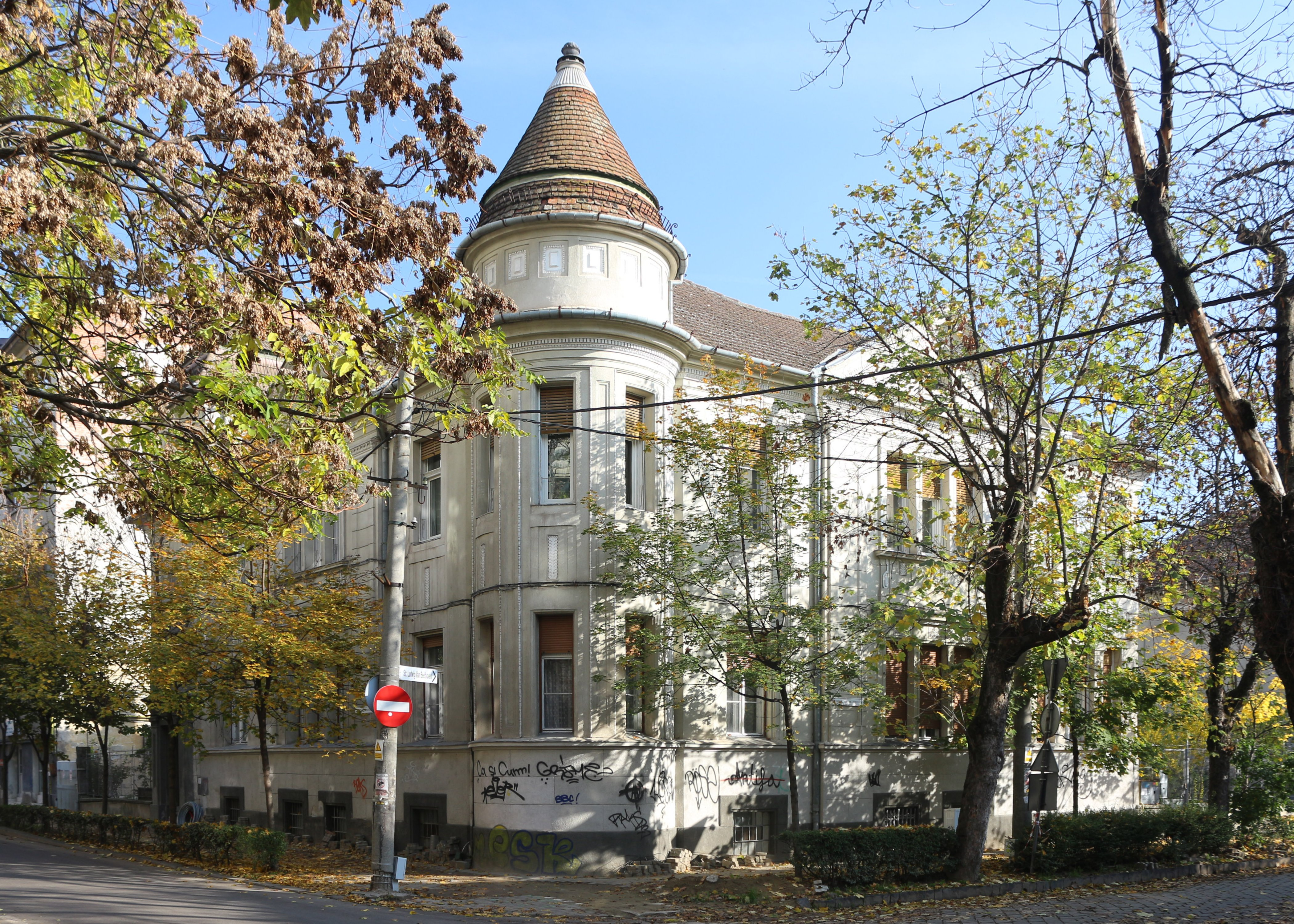
Vila Kovács (poziția 135)
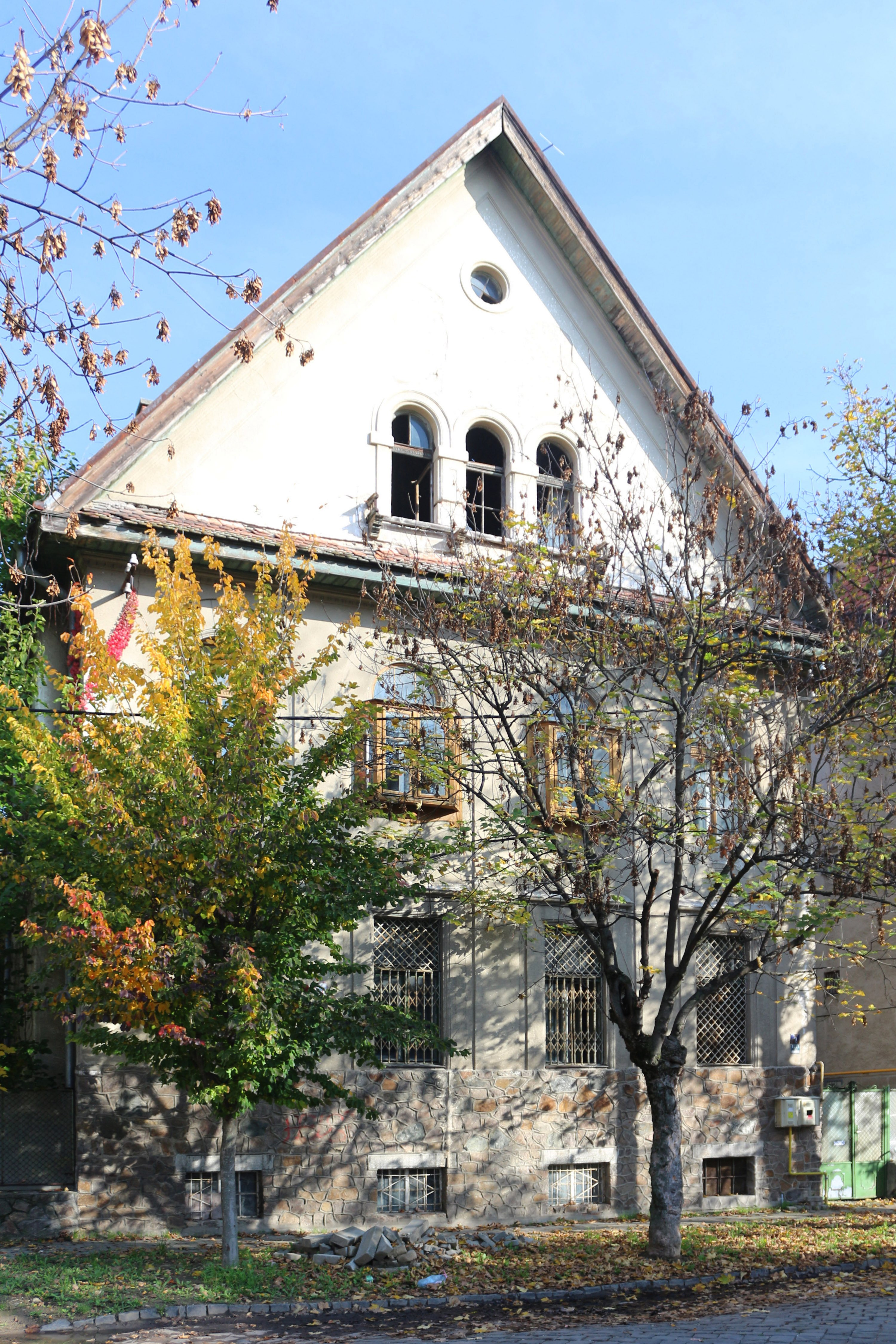
Vila Csasznek (poziția 136)
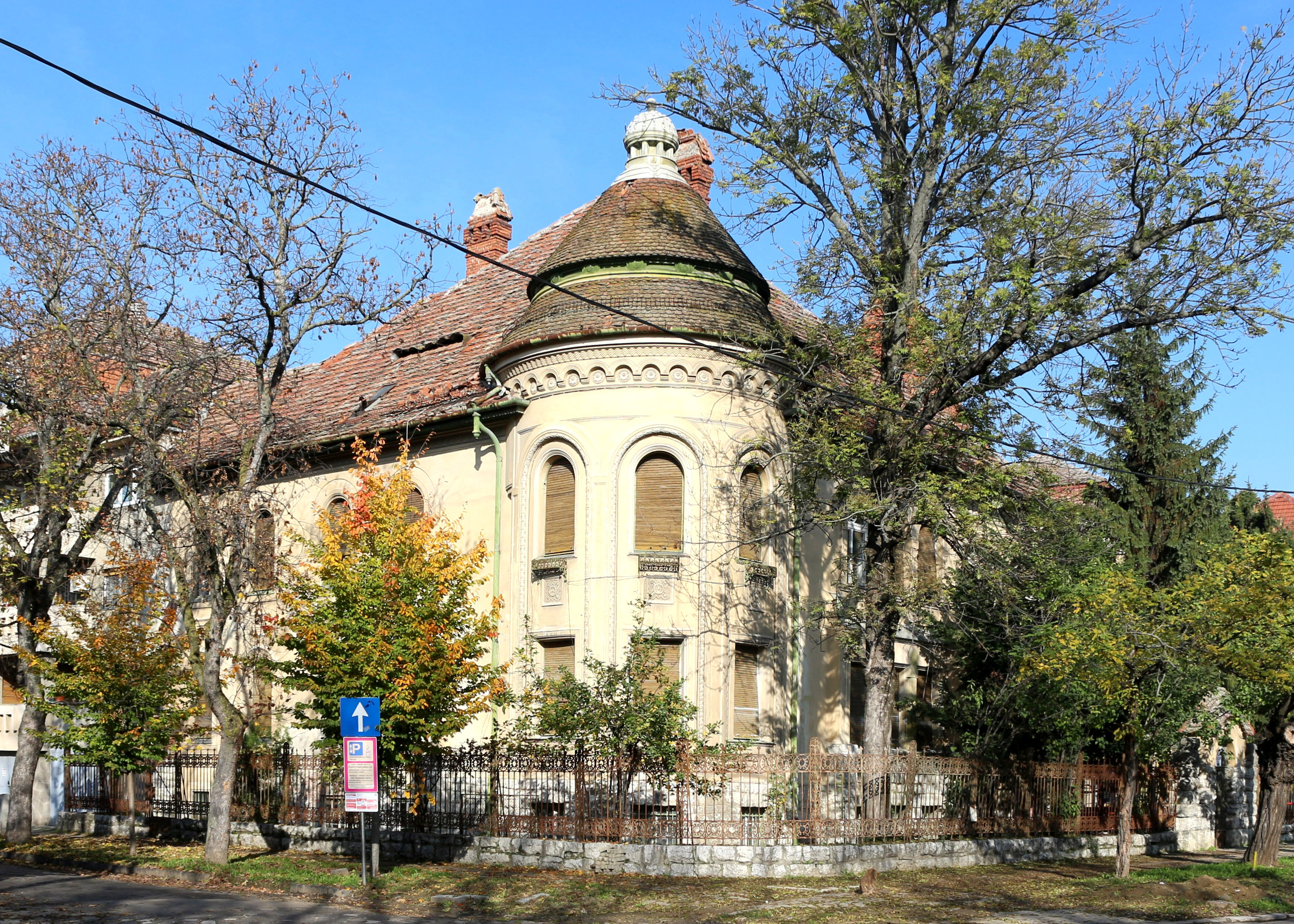
Vila Victor Blășian[172] (poziția 137)
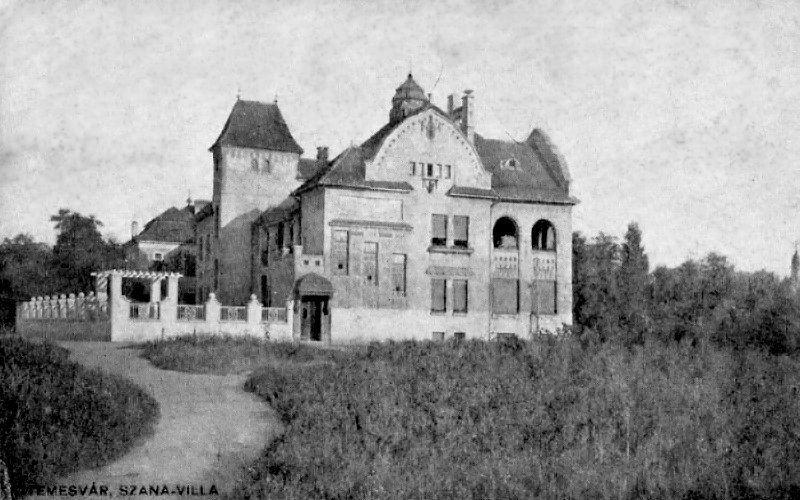
Vila Gábor Darvas (Vila Sigismund Szana)[155][173] (poziția 138)
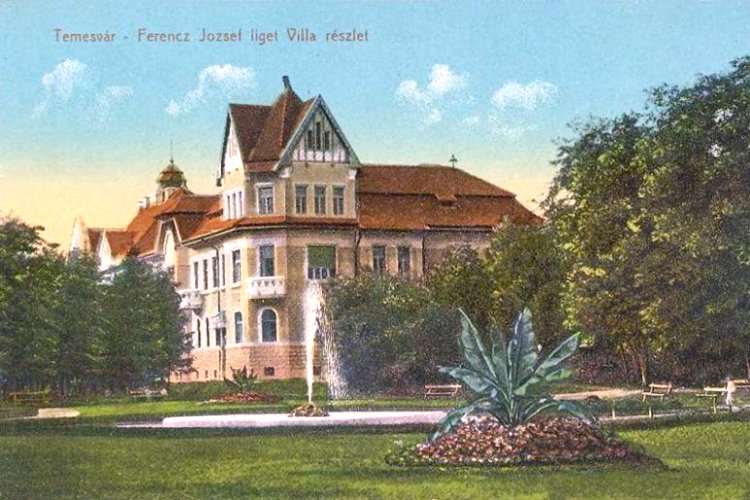
Vila Margit (Vila Frank)[174][175][176] (poziția 139)
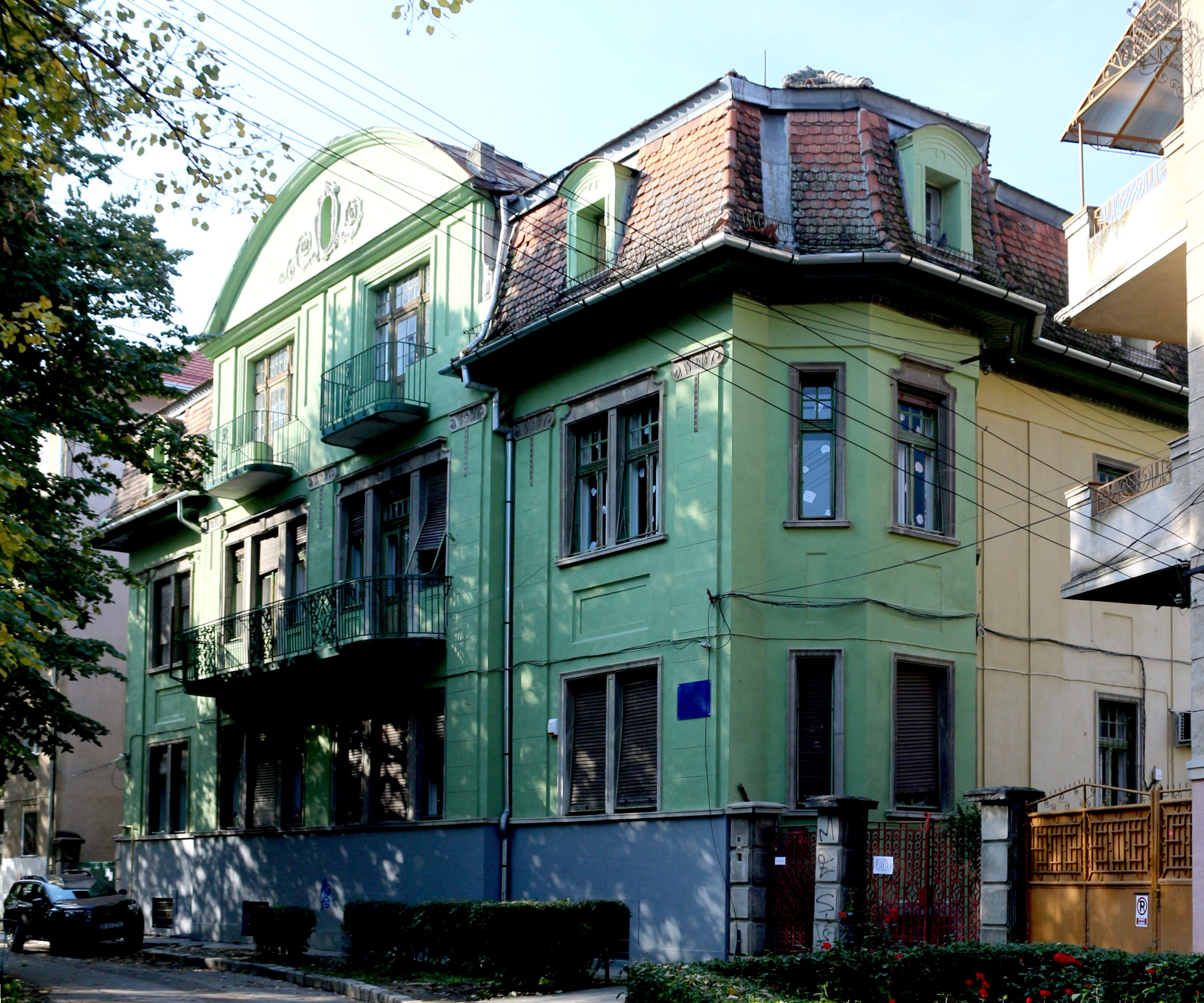
Vila Lindner[177] (poziția 140)
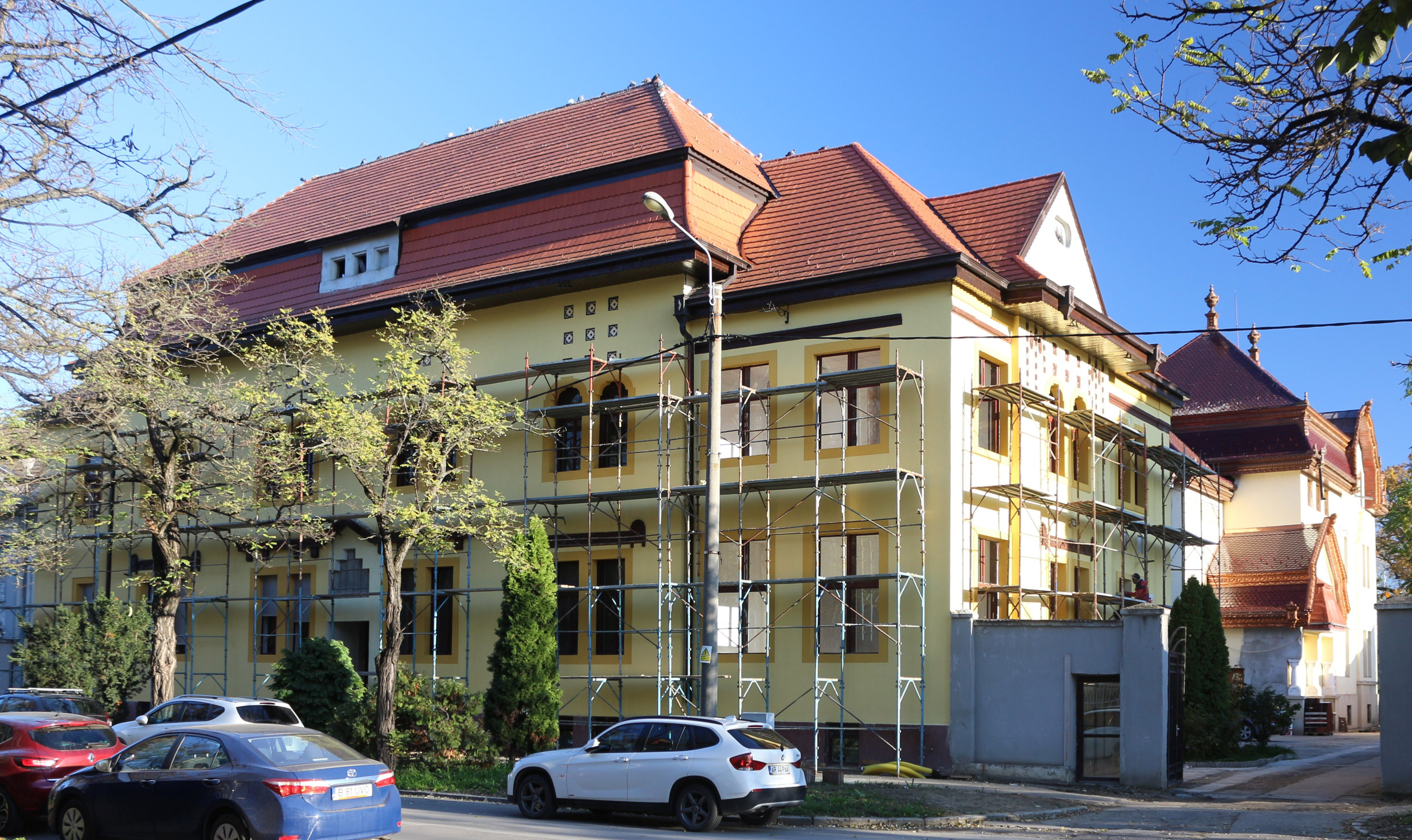
Vilele Sándor Pokomándy[178] (poziția 141) și Ferenc Riegler (în spate)
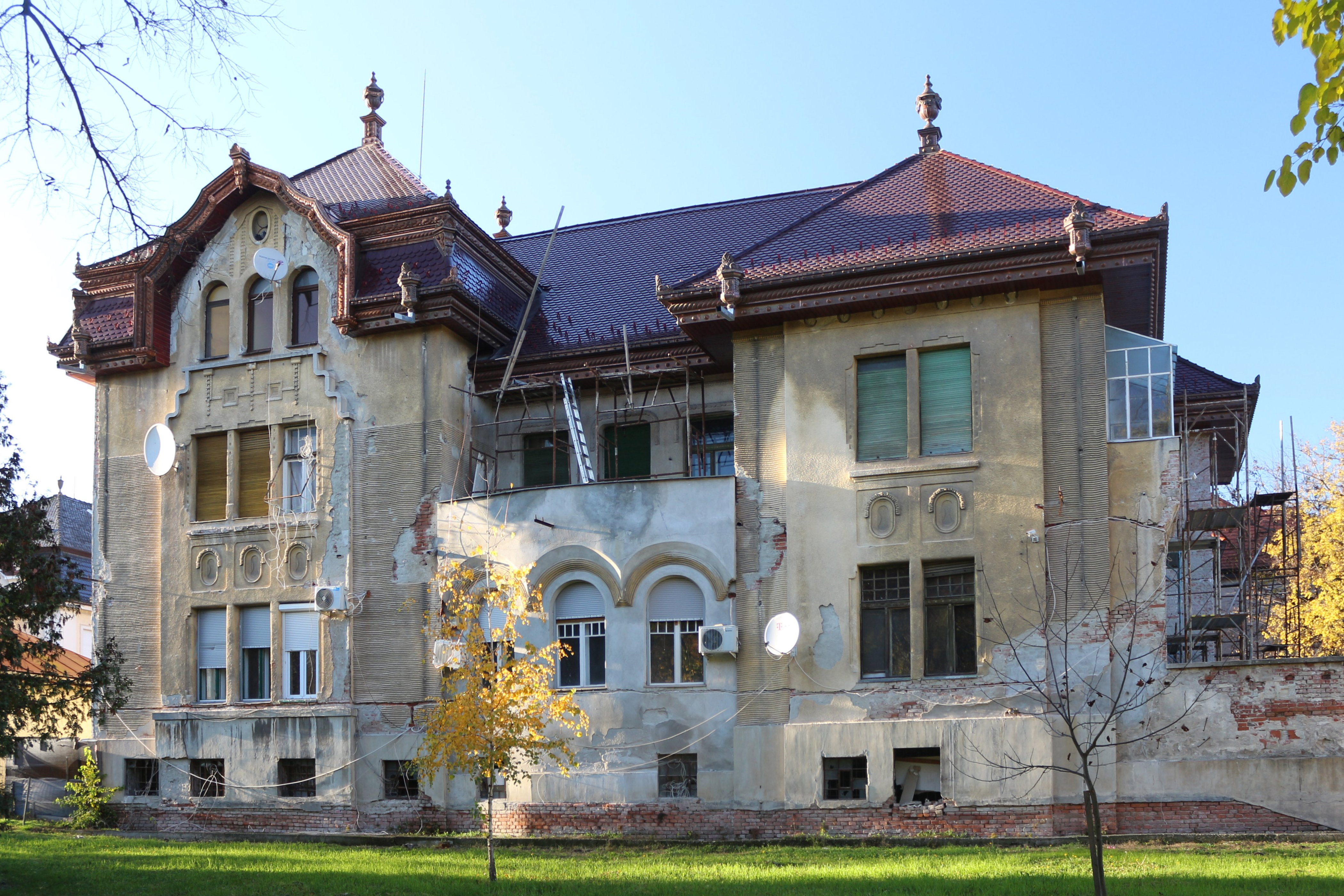
Vila Ferenc Riegler (poziția 142)

Pe frontul de est al Pieței Romanilor, la sud de Palatul Miksa Róna se află casele în stil Secession de la nr. 4, 6 (Casa Frank Mór), 8 (Casa Zala) și 12 (pozițiile 146, 145, 144, respectiv 143), care fac parte din Ansamblul urban „Fabric” (II).

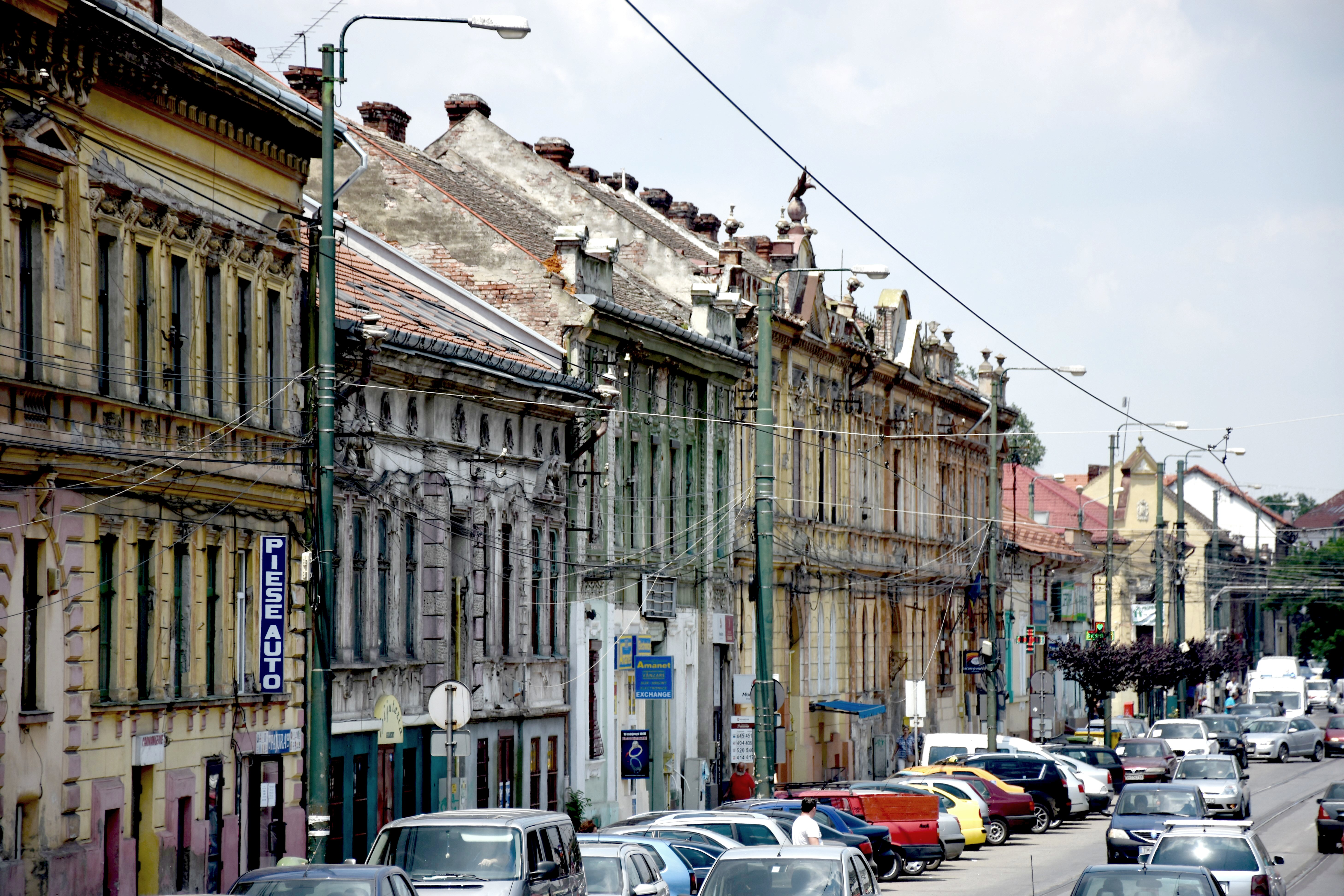
Clădiri pe frontul de vest al pieței Badea Cârțan

Pe frontul de vest al Pieței Badea Cârțan se întinde un șir continuu de case cu un etaj în stil Secession (pozițiile 148–152), care fac parte din Ansamblul urban „Badea Cârțan”.

### Redecorări
Unor clădiri mai terne le-a fost reîmprospătat aspectul prin redecorarea fațadei în stil Secession. Cel mai cunoscut exemplu este Palatul Weisz (poziția A) din Piața Victoriei. Alte exemple sunt supraetajarea și refacerea fațadei Palatului Episcopiei Ortodoxe Sârbe (poziția E) și a Băncii Economice a Ungariei de Sud (poziția F) din Piața Unirii, a fațadei băncii La Leu (poziția C) din Piața Sfântul Gheorghe, adăugarea de edicule la Casa de Economii (poziția D), redecorarea Casei cu Atlanți (poziția B) și a Casei Mária Till (poziția G).

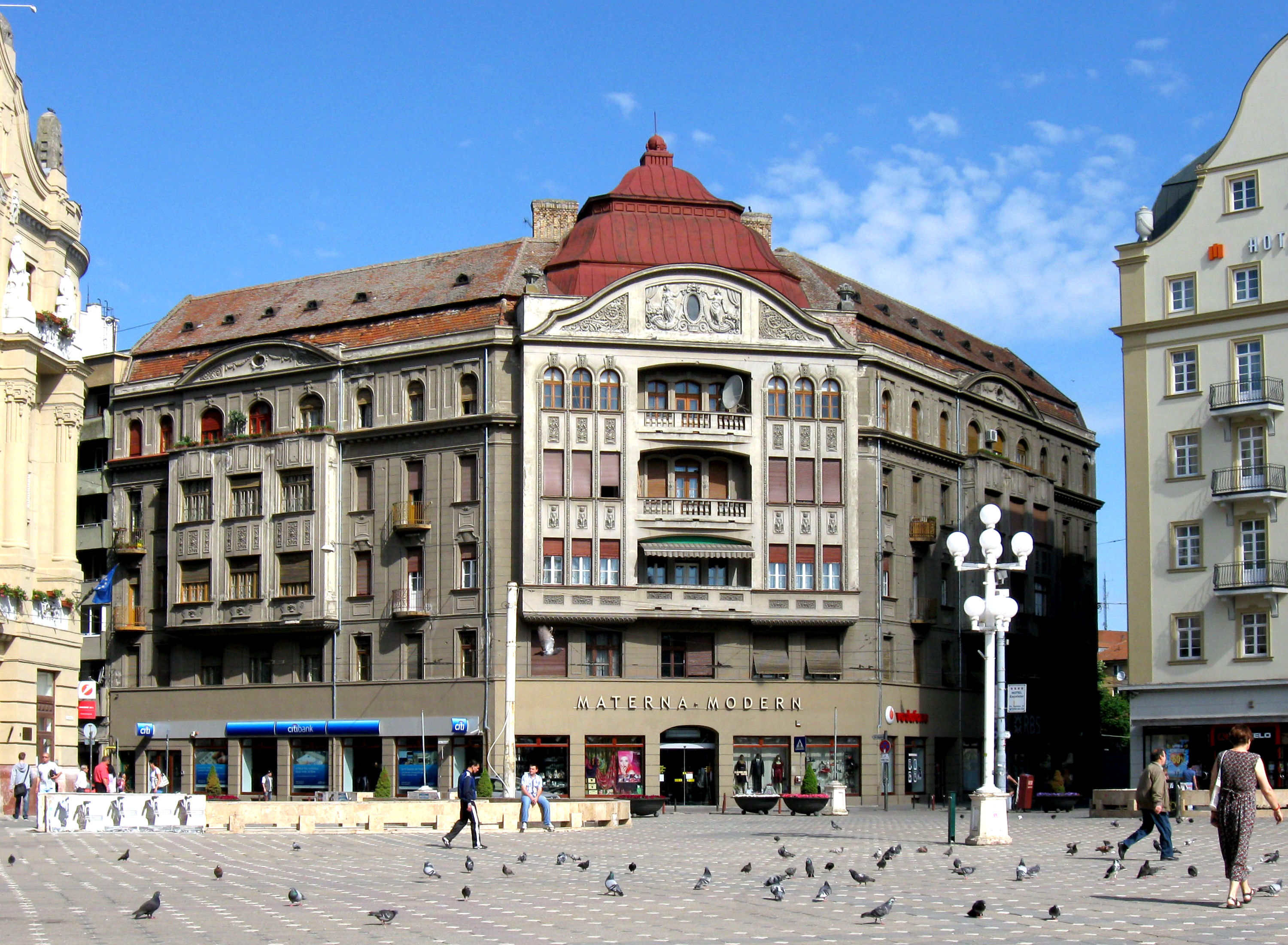
Palatul Weiss, cu fațada redecorată
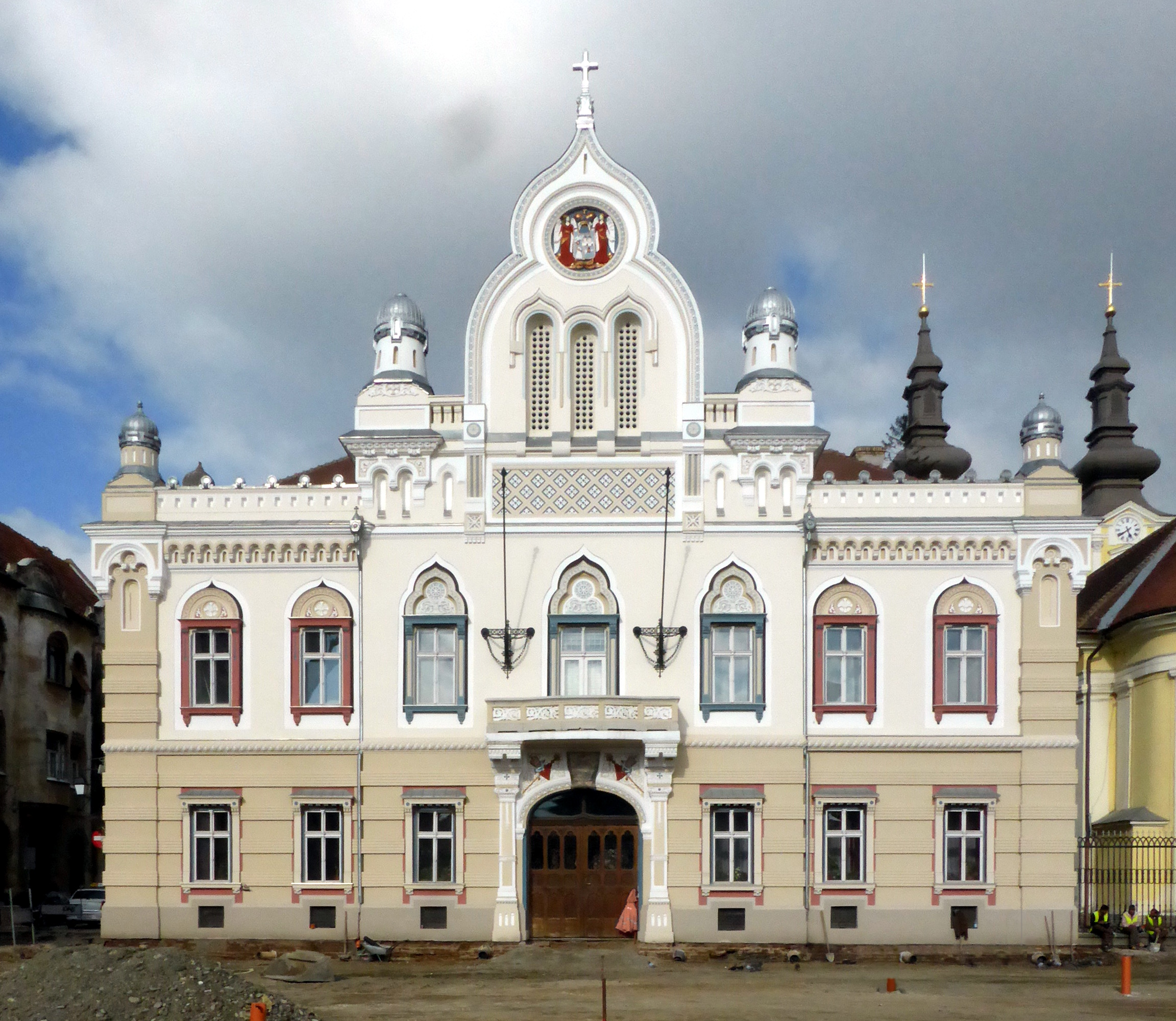
Palatul Episcopiei Ortodoxe Sârbe
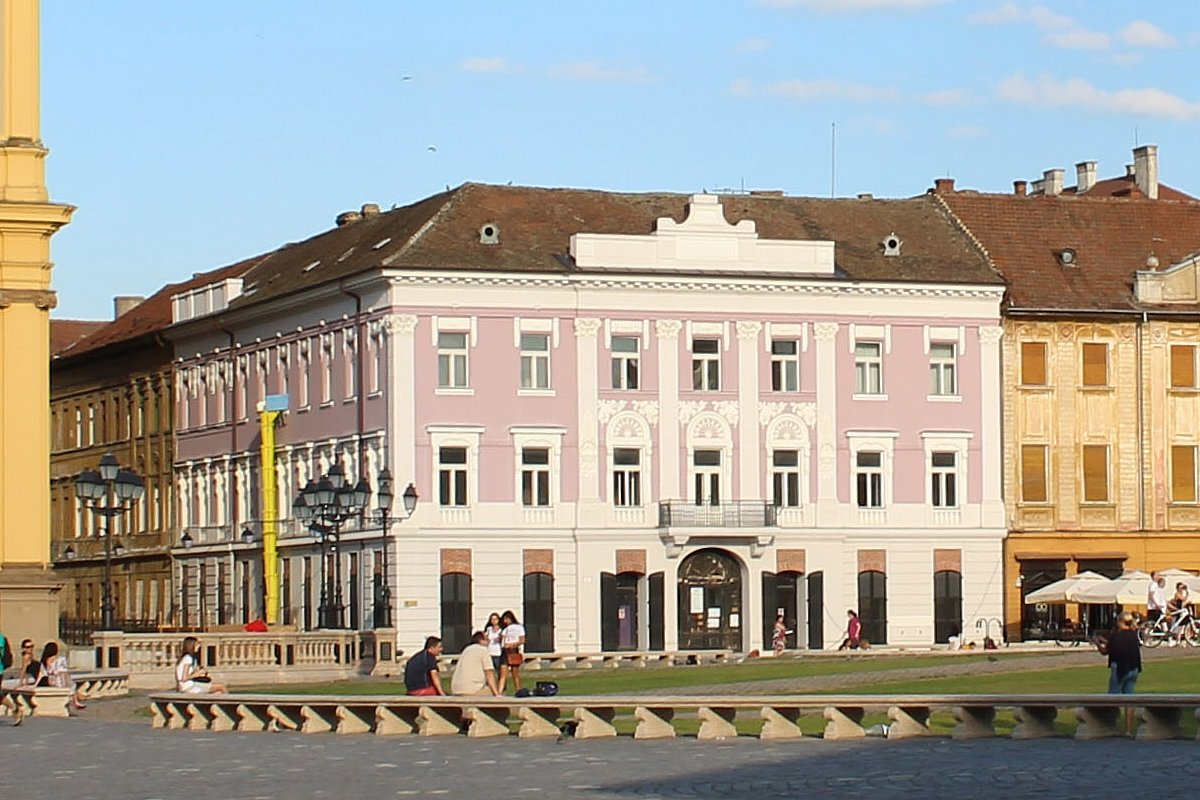
Banca Economică a Ungariei de Sud, ulterior Banca Șvăbească
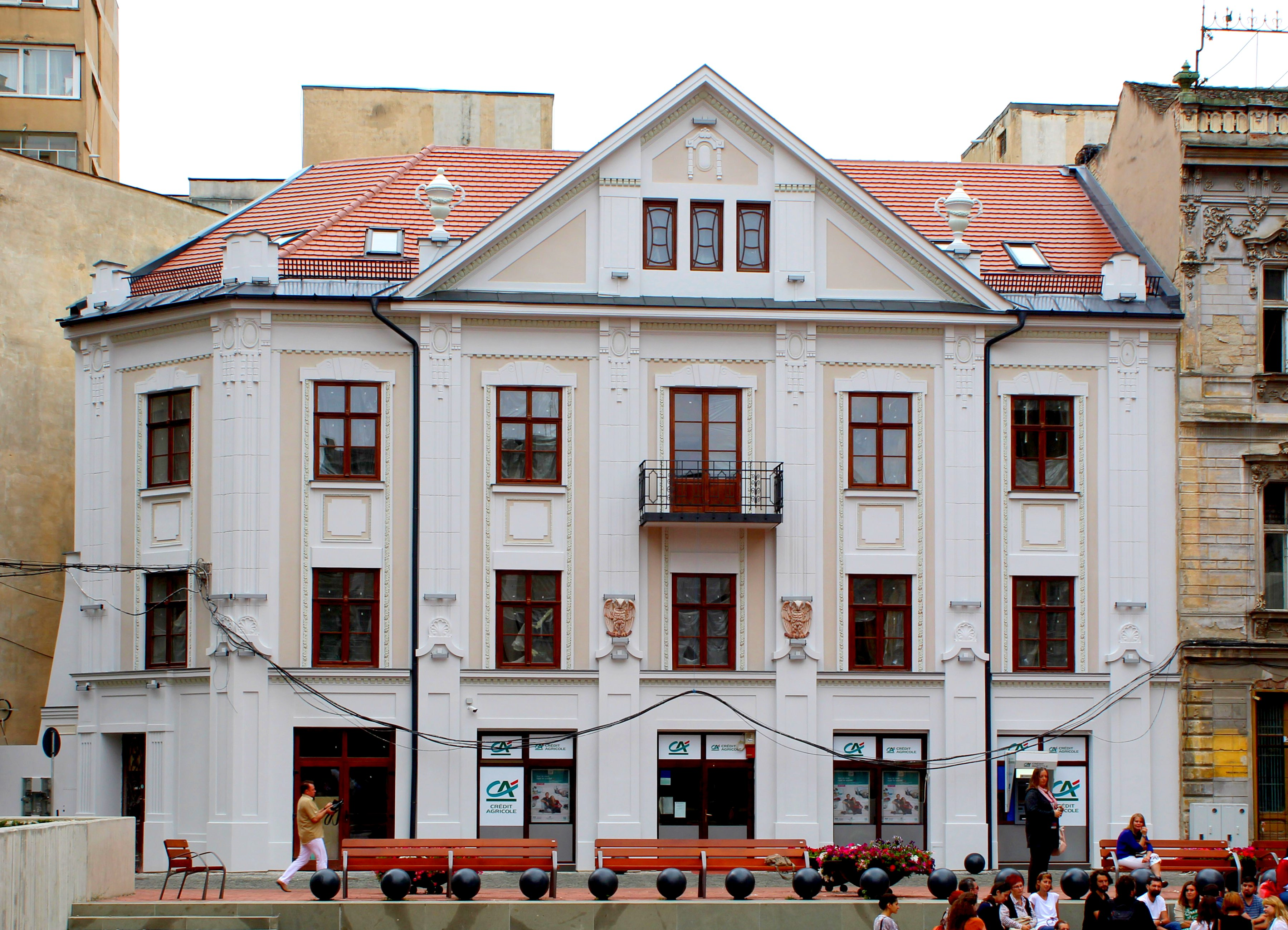
Banca La Leu, ulterior cabaretul Alhambra
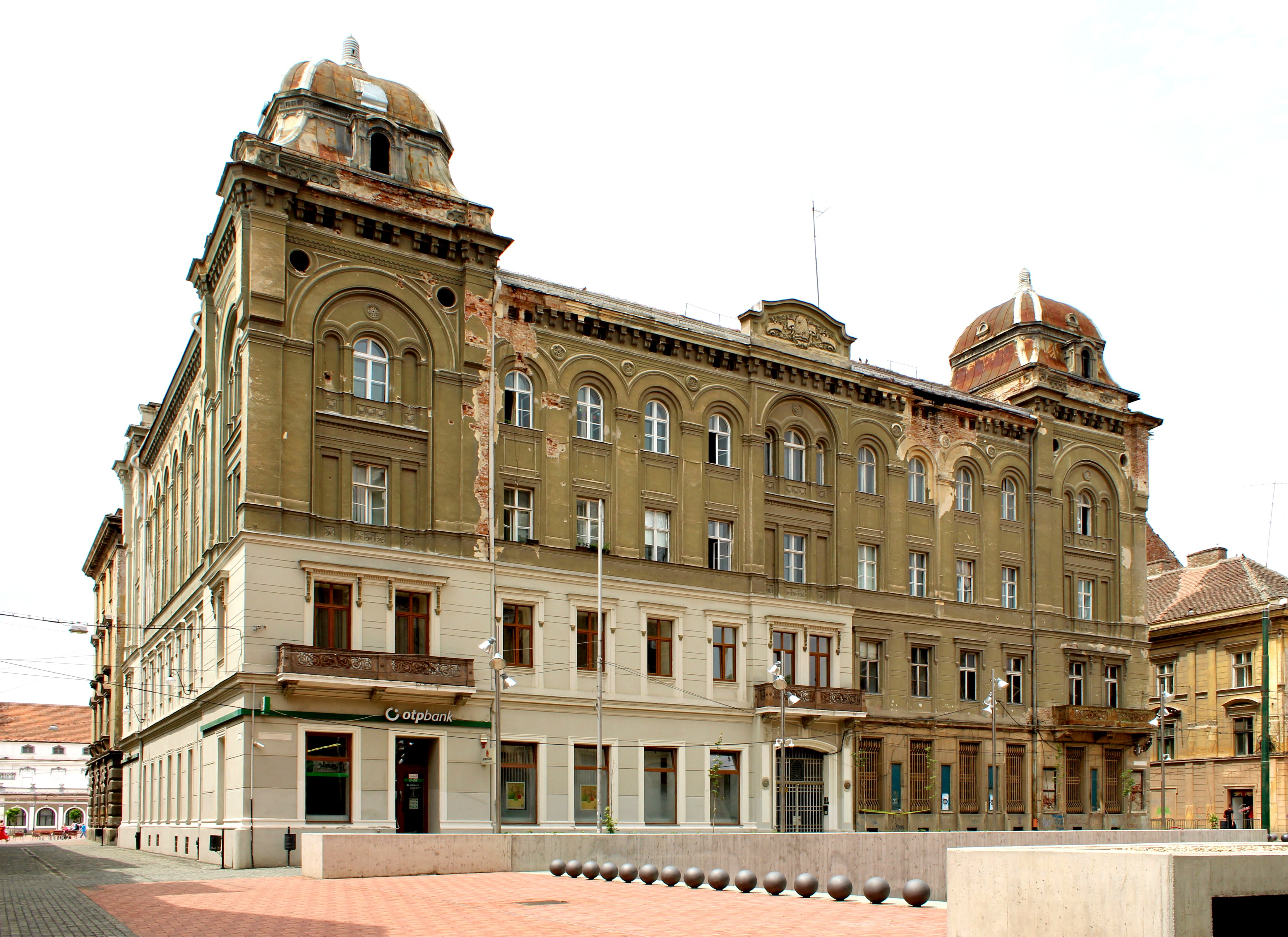
Casa de Economii

## Motive decorative
Caracteristic stilului Secession este decorarea bogată a clădirilor. Se folosesc motive decorative vegetale, zoomorfe și antropomorfe. Pe unele clădiri apar plăci de ceramică glazurată, de exemplu pe Palatul Alexandru Pisică, Palatul Albert Schott, Palatul Miksa Steiner din Cetate, Casa Brück.

### Motive vegetale și florale
Motivele vegetale și florale se întâlnesc pe aproape toate clădirile în stil Secession. Pe palatele Béla Fiatska din Iosefin se întâlnesc laleaua, floarea-soarelui, macul, floarea de iris, păpădia. Motivele vegetale apar nu numai pe clădiri ci și la decorarea porților, de exemplu la Casa Emil Szilárd.
Tot din categoria motivelor vegetale face parte pomul vieții. El apare pe casa din str. Preyer nr. 5 (poziția 101), deasupra porții Palatului Karl Ringeisen (poziția 7), dar cea mai reușită realizare este cea de pe Casa Romulus Nicolin (v. mai sus. la Piața Plevnei).

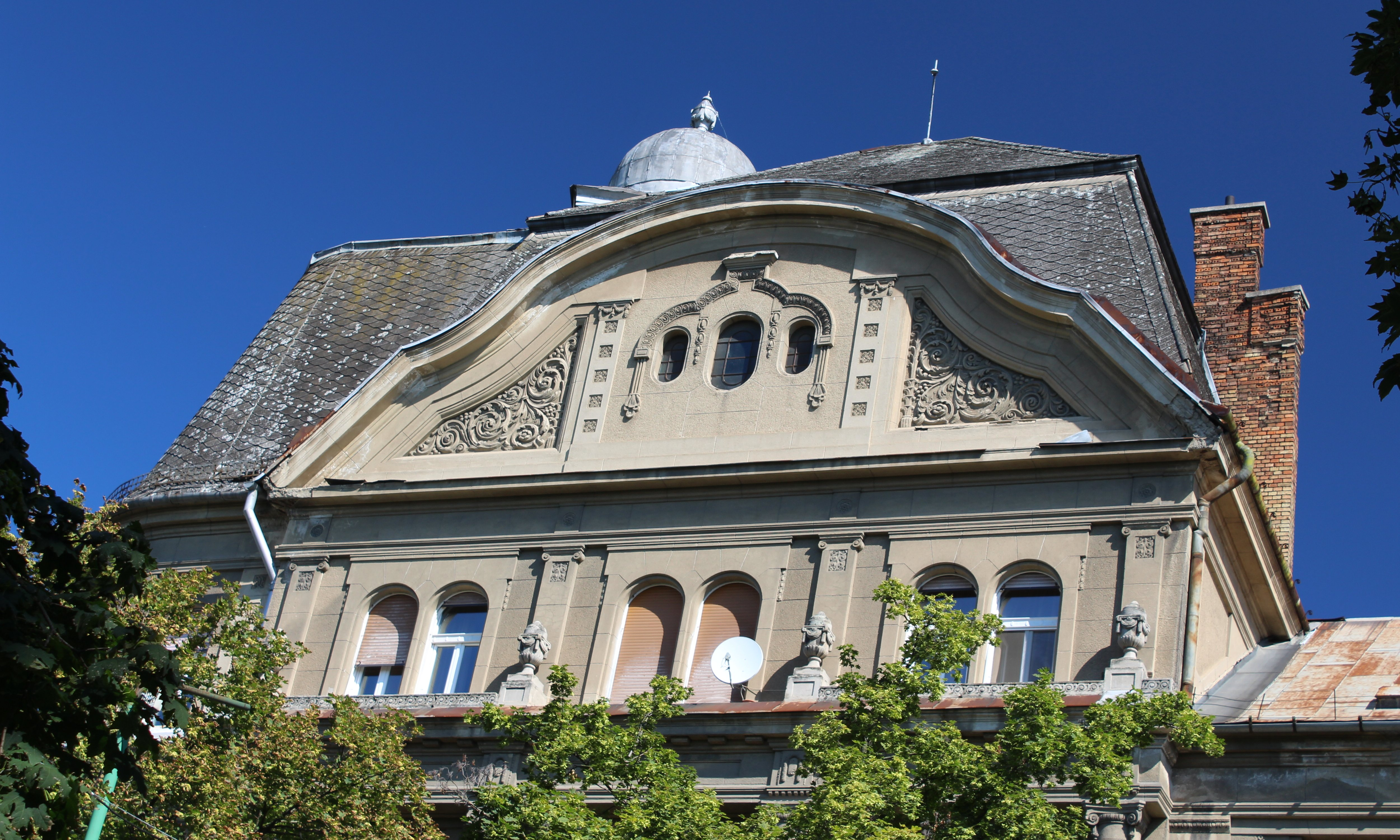
Decorații florale pe Baia Publică Neptun
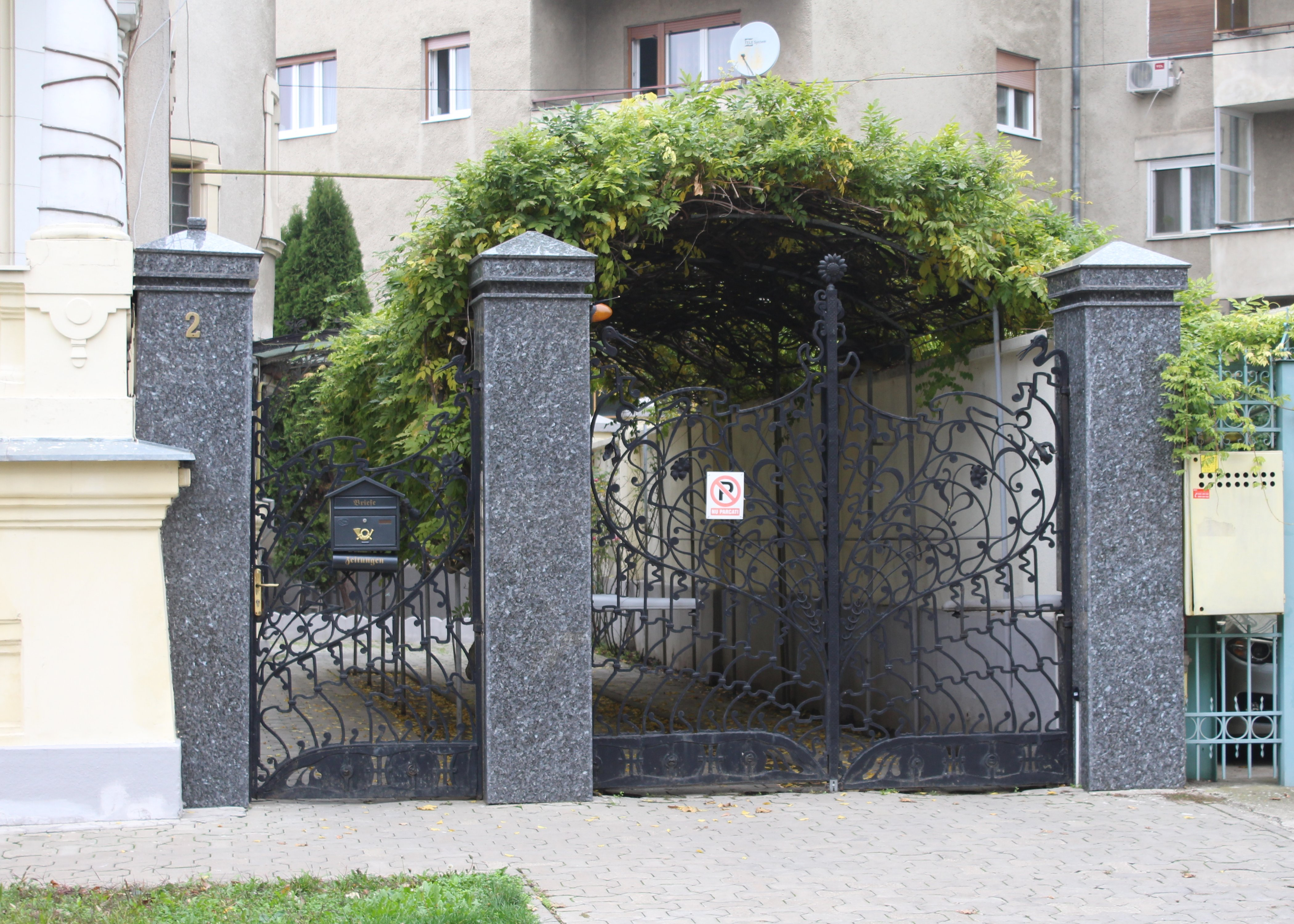
Poarta casei Emil Szilárd („poarta frumoasă”)
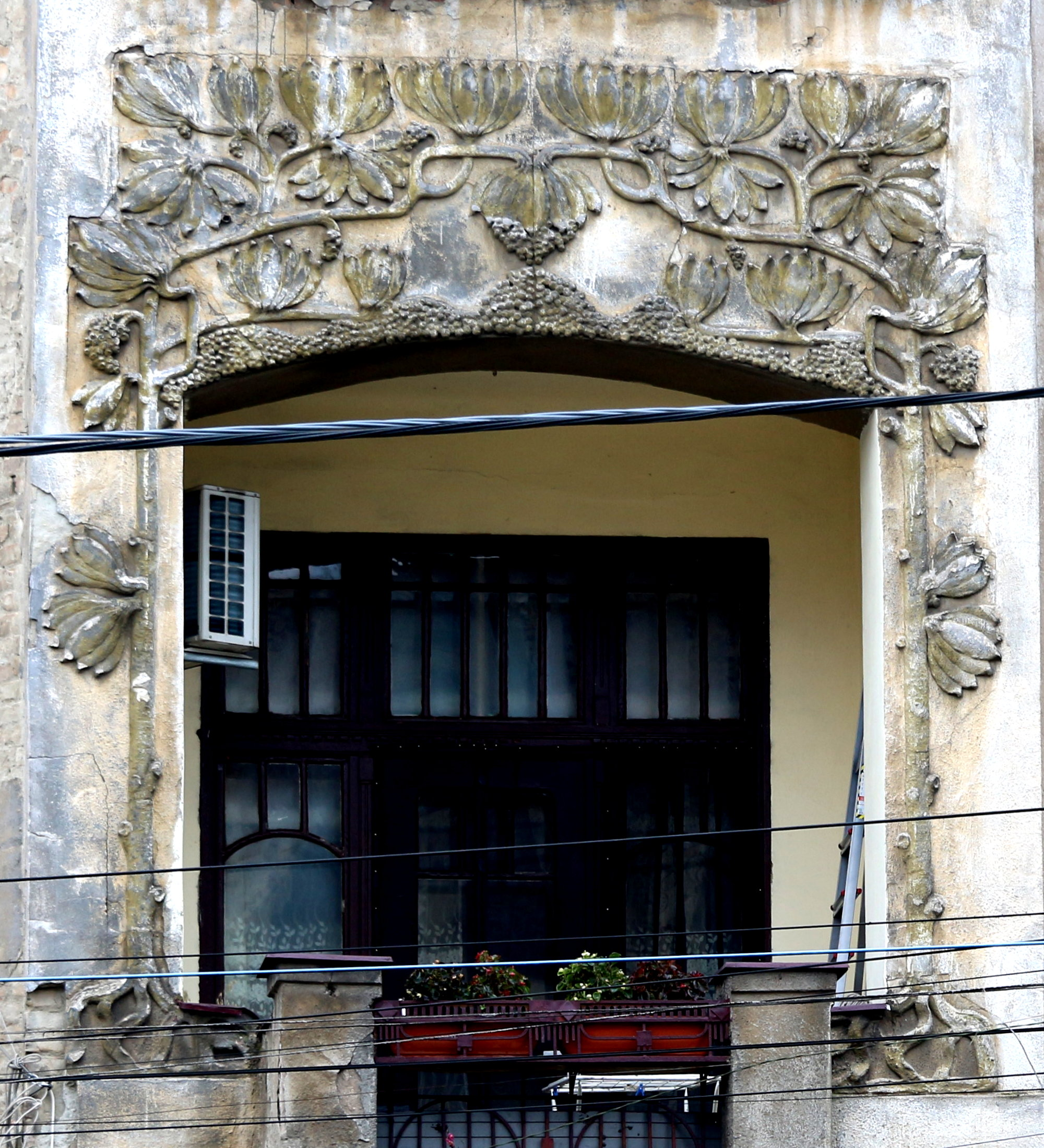
Pomul vieții pe Palatul Karl Ringeisen
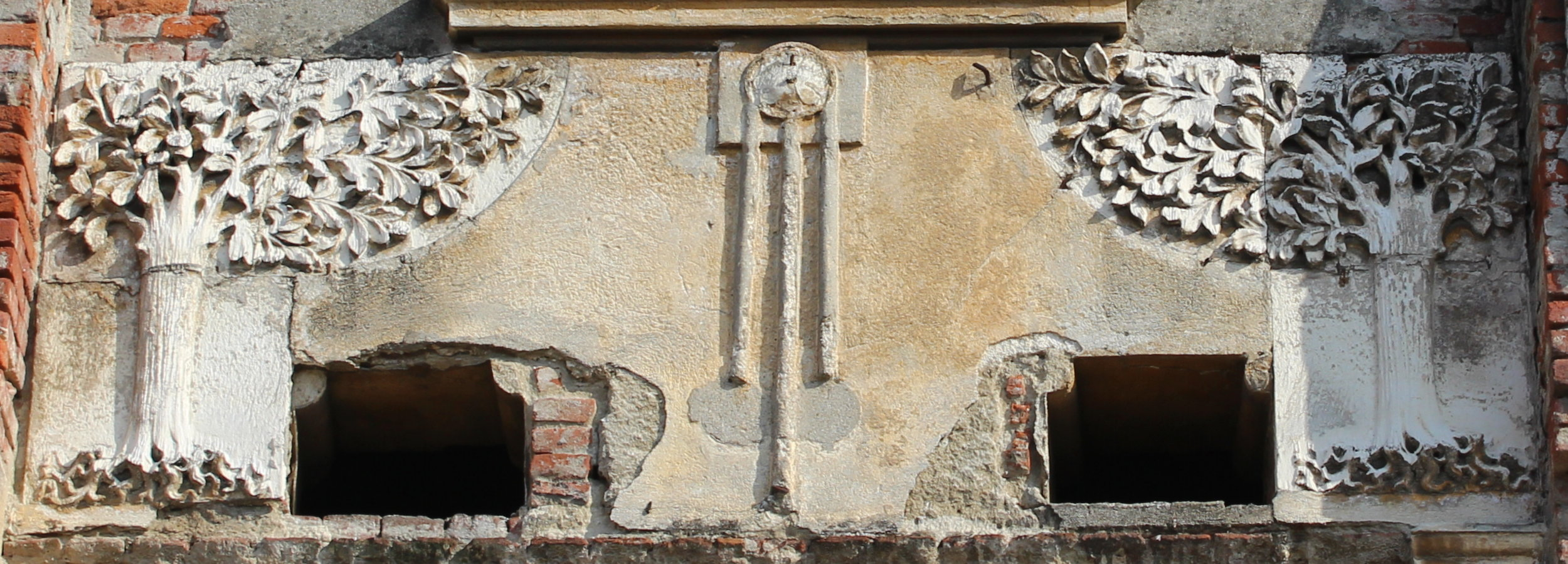
Pomul vieții pe casa din str. Preyer, nr. 5

### Motive zoomorfe
Aceste motive reprezintă animale, păsări, pești și insecte. Leul este întâlnit atât ca sculptură pe Casa cu Lei, cât și ca relief, pe Casa Capitlului de Cenad, sau Casa Zala. Tot la Casa cu Lei, frontonul este decorat cu grifoni. În frontonul de pe Casa Lichtfusz din bd. General Ioan Dragalina nr. 19 (poziția 102) scutul este susținut de doi vulturi. Păunul, bufnița și veverița se găsesc pe casele din Piața Plevnei (vezi mai sus). Bufnițe stilizate se întâlnesc și pe Palatul Dauerbach. Palatul Dezső Bécsi din splaiul Tudor Vladimirescu, nr. 9 este decorat cu capete de mistreț, aluzie la pasiunea de vânător a proprietarului. Motivul șarpelui apare pe Palatul Karl Kunz, iar cel al ființelor acvatice pe Palatul Apelor.

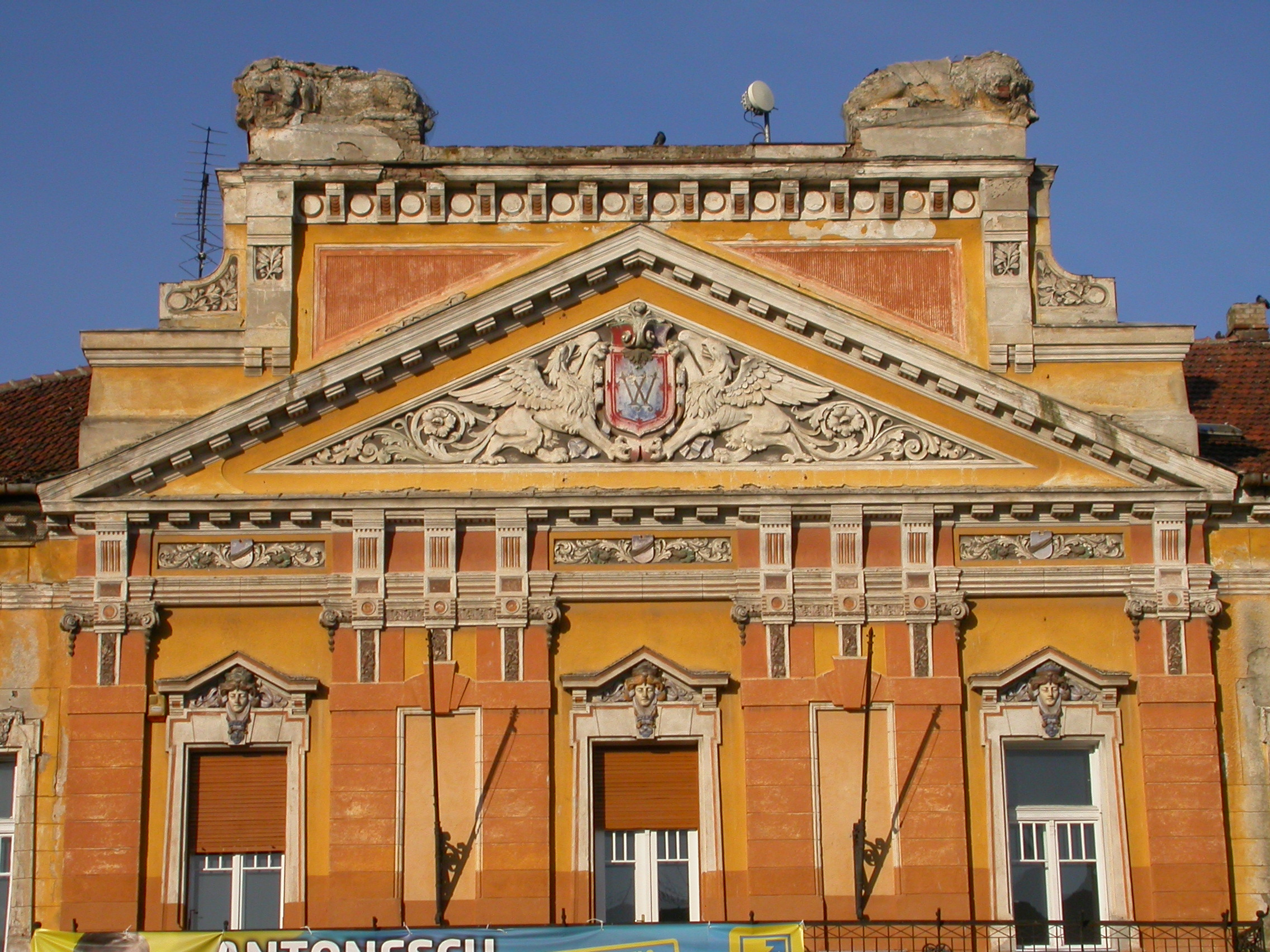
Lei și grifoni pe Casa cu Lei
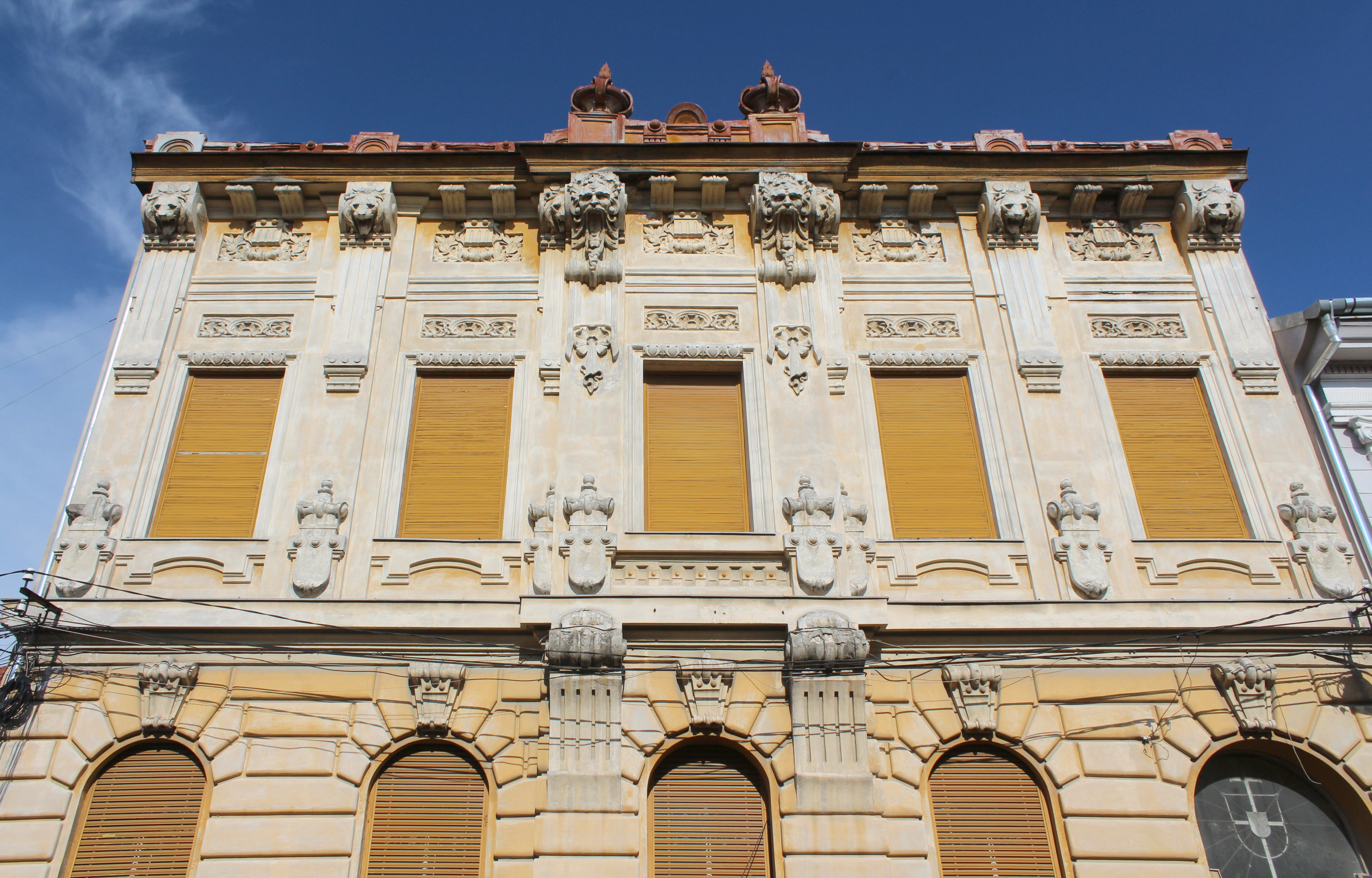
Sub cornișă omul verde, lei și motive vegetale pe Casa Capitlului de Cenad
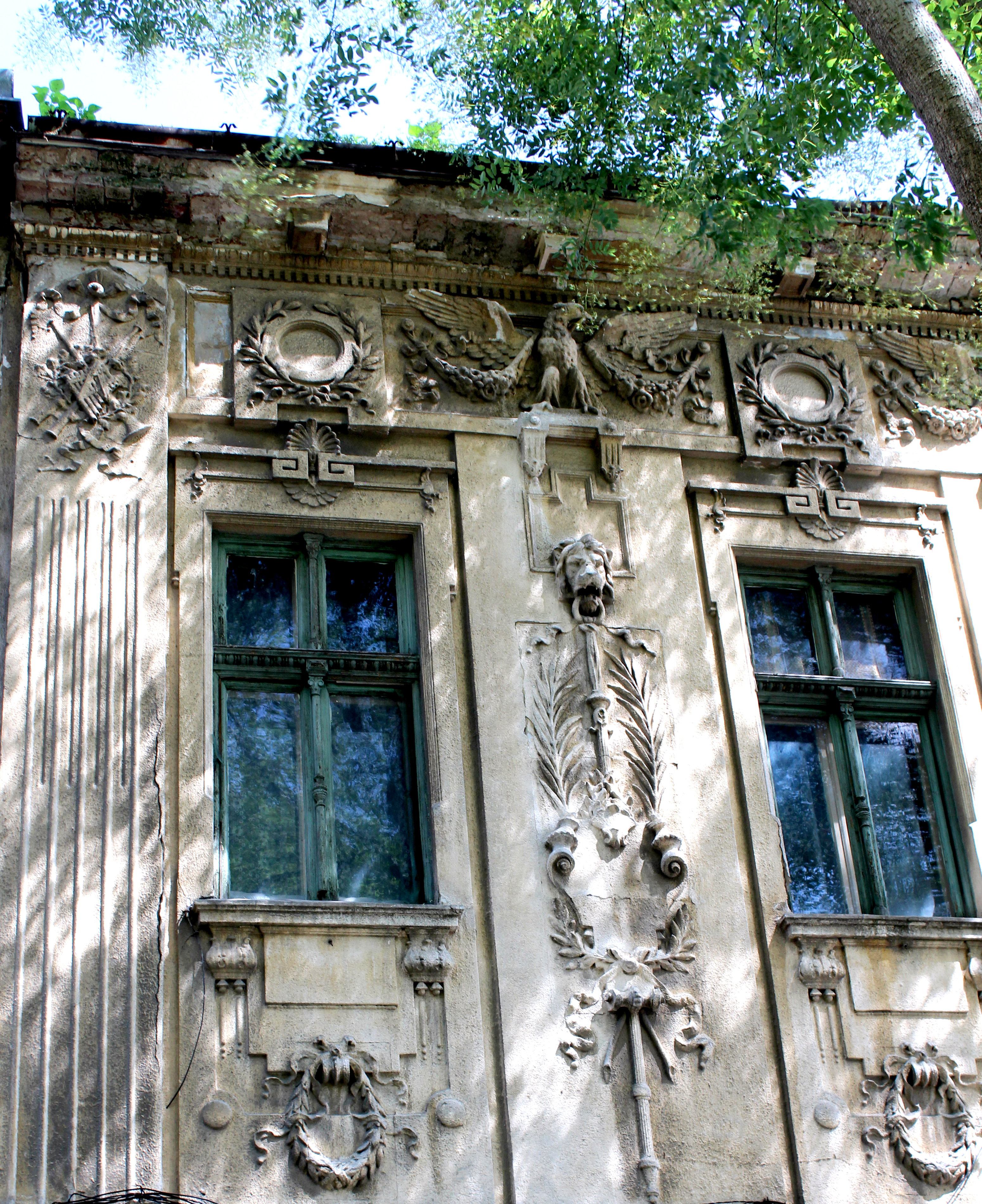
Lei și motive vegetale pe Casa Zala
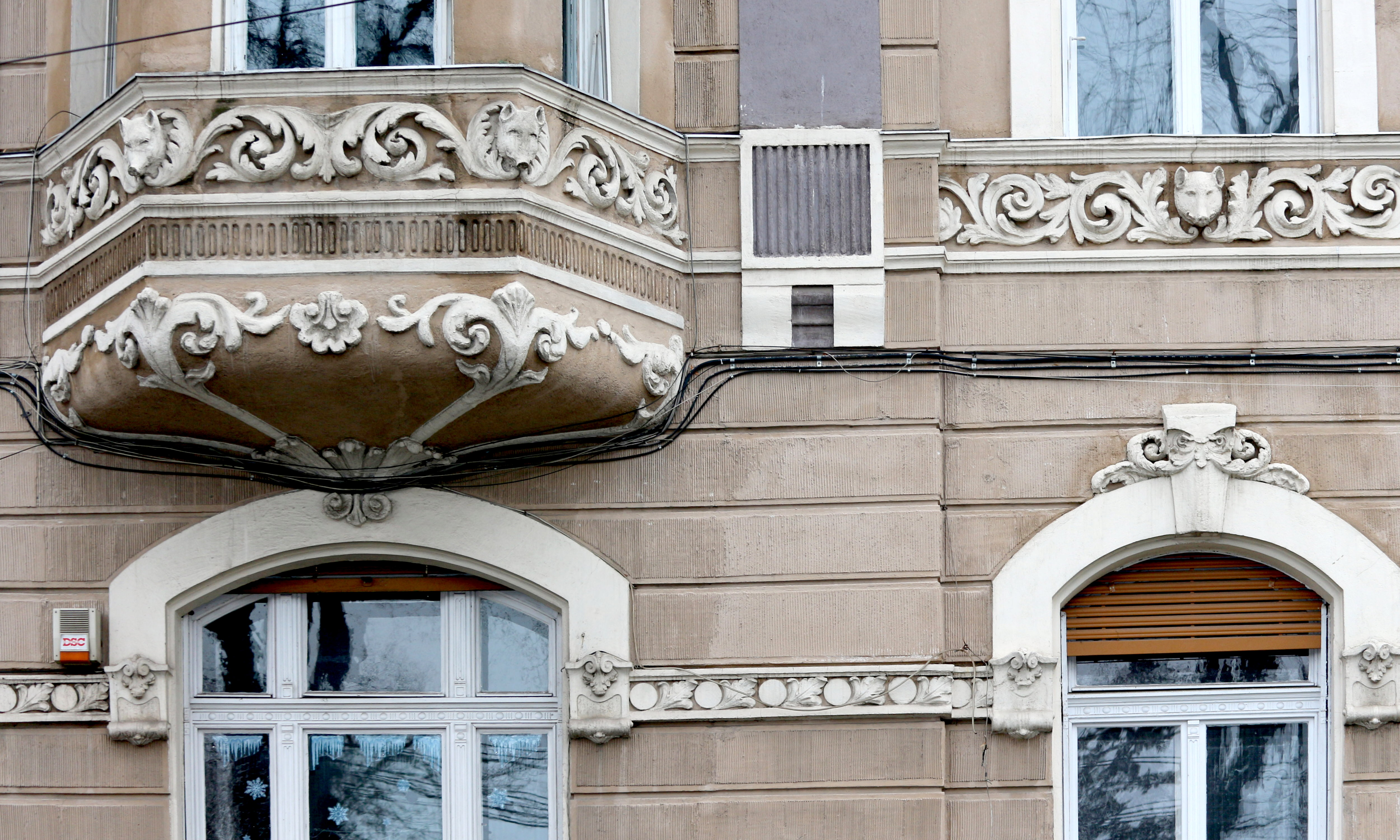
Mistreți și motive vegetale pe Palatul Dezső Bécsi
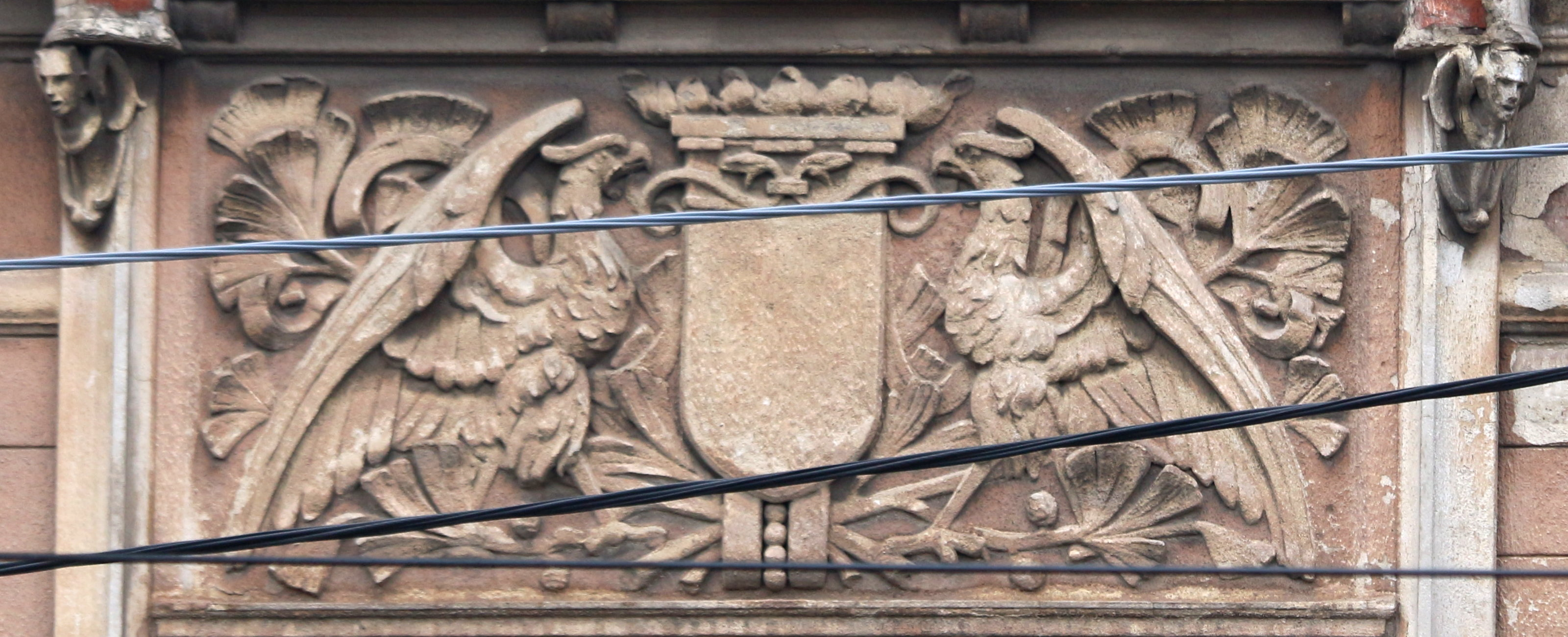
Vulturi pe Casa Lichtfusz

Dintre insecte, albinele sunt reprezentate în motivul stupului, care era simbolul băncilor. Motivul apare pe clădirile Palatului Casei de Economii Timișorene (poziția 13), a Palatului Băncii de Credit și pe Palatul Miksa Steiner (unde funcționa Banca de Scont, poziția 50). Motivul apare și pe clădiri care nu aparțin stilului Secession, ca Palatul Casei de Economii, filiala Iosefin.

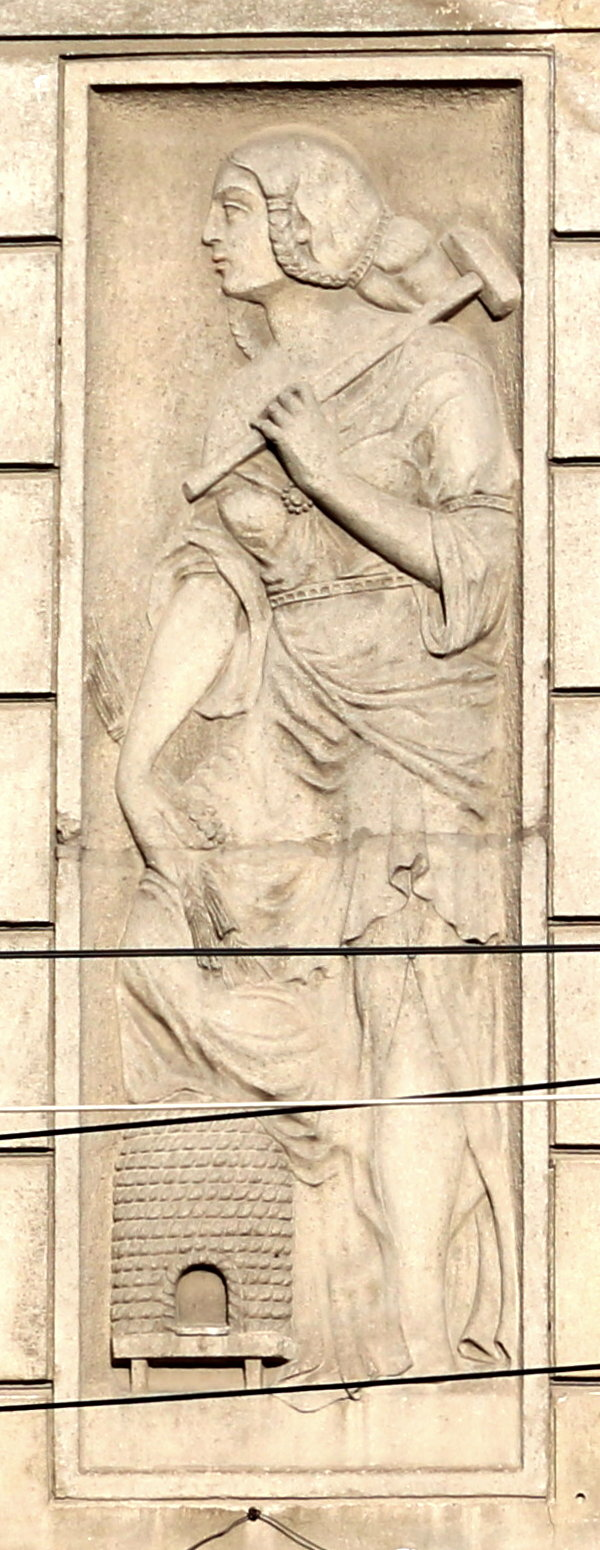
Lucrătoare și stup pe Palatul Băncii de Credit
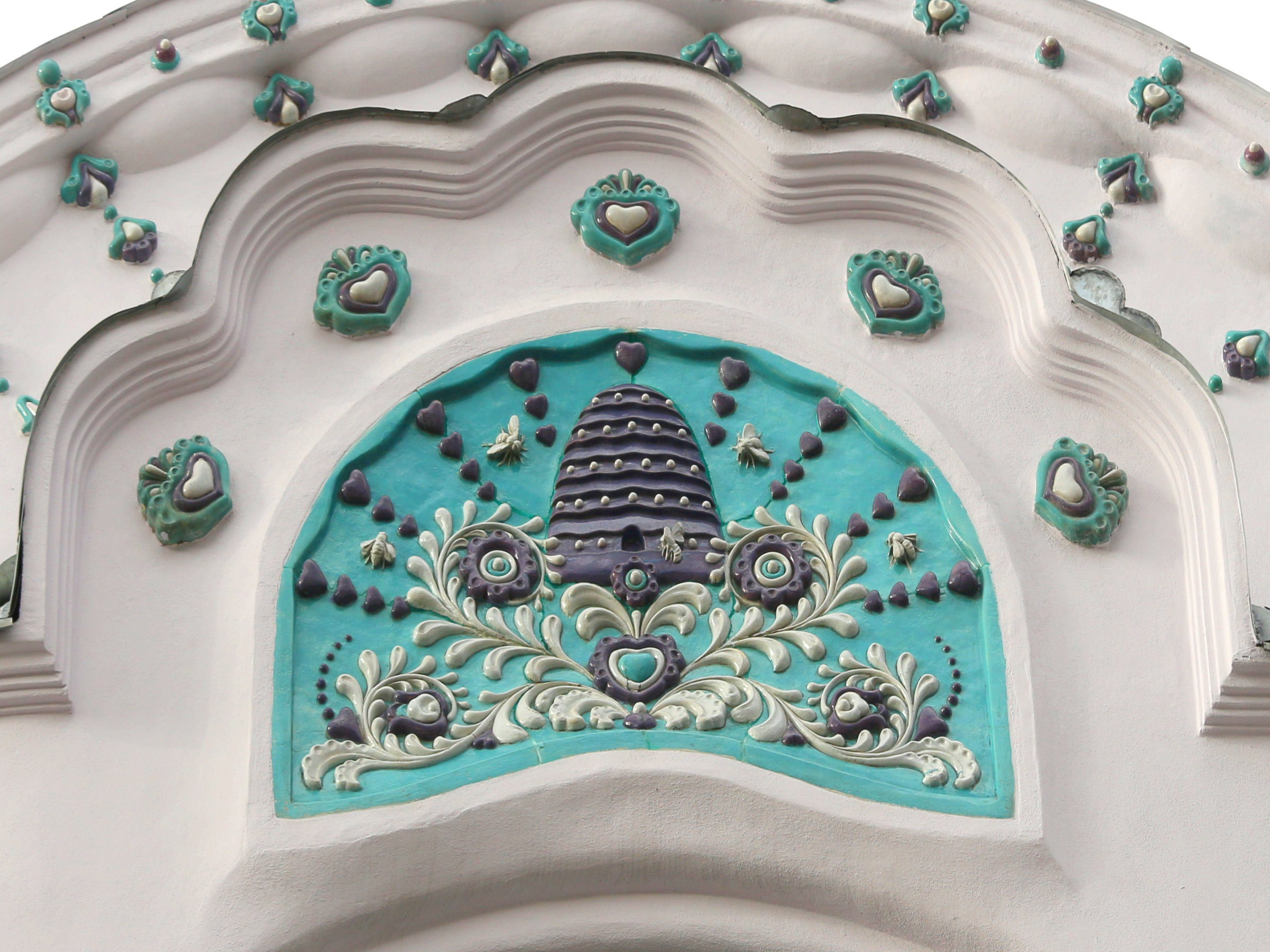
Stupul pe Palatul Max Steiner (Banca de Scont)
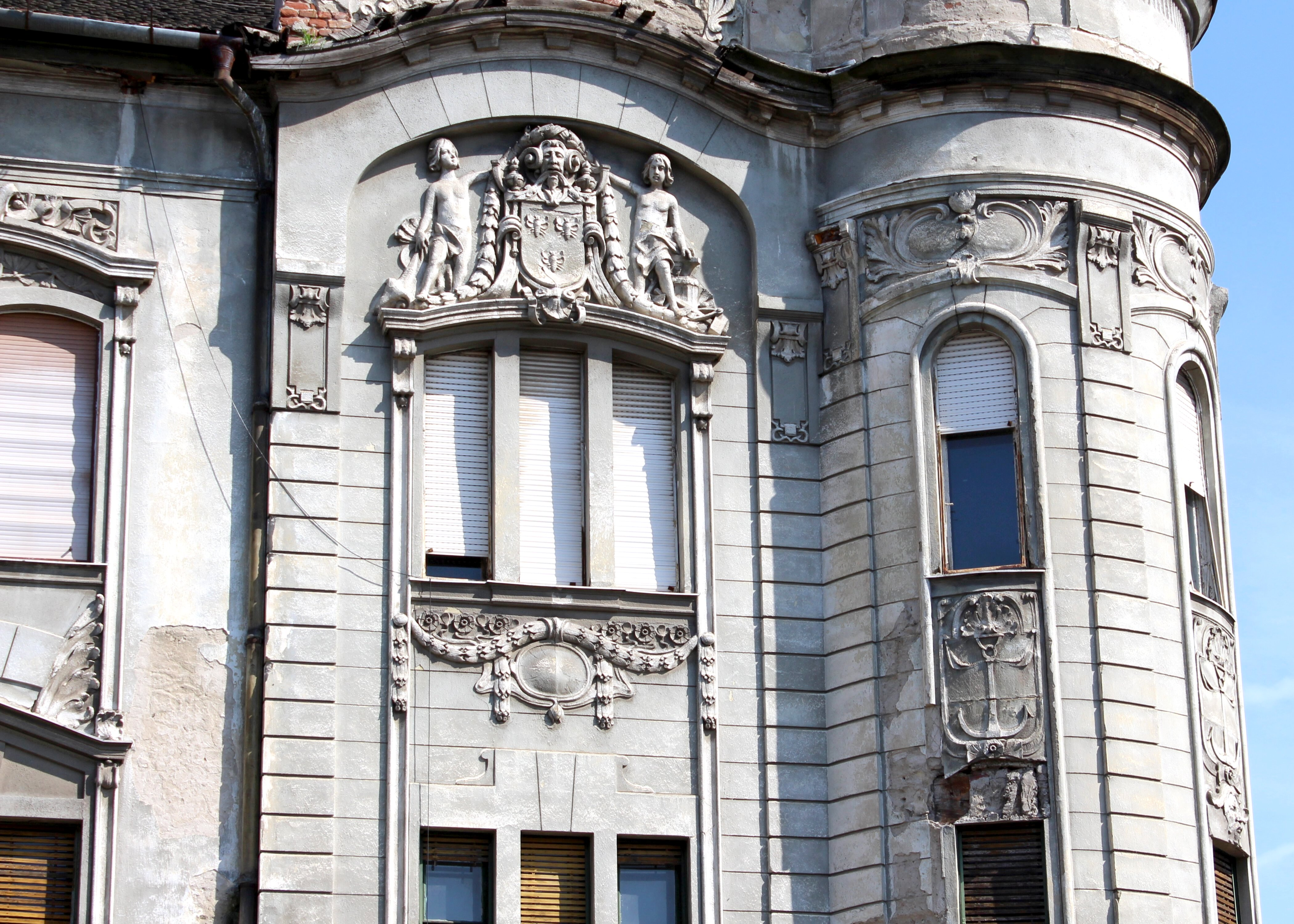
Albine, ancoră, omul verde, figuri antropomorfe și motive vegetale pe Palatul Casei de Economii Timișorene din Iosefin
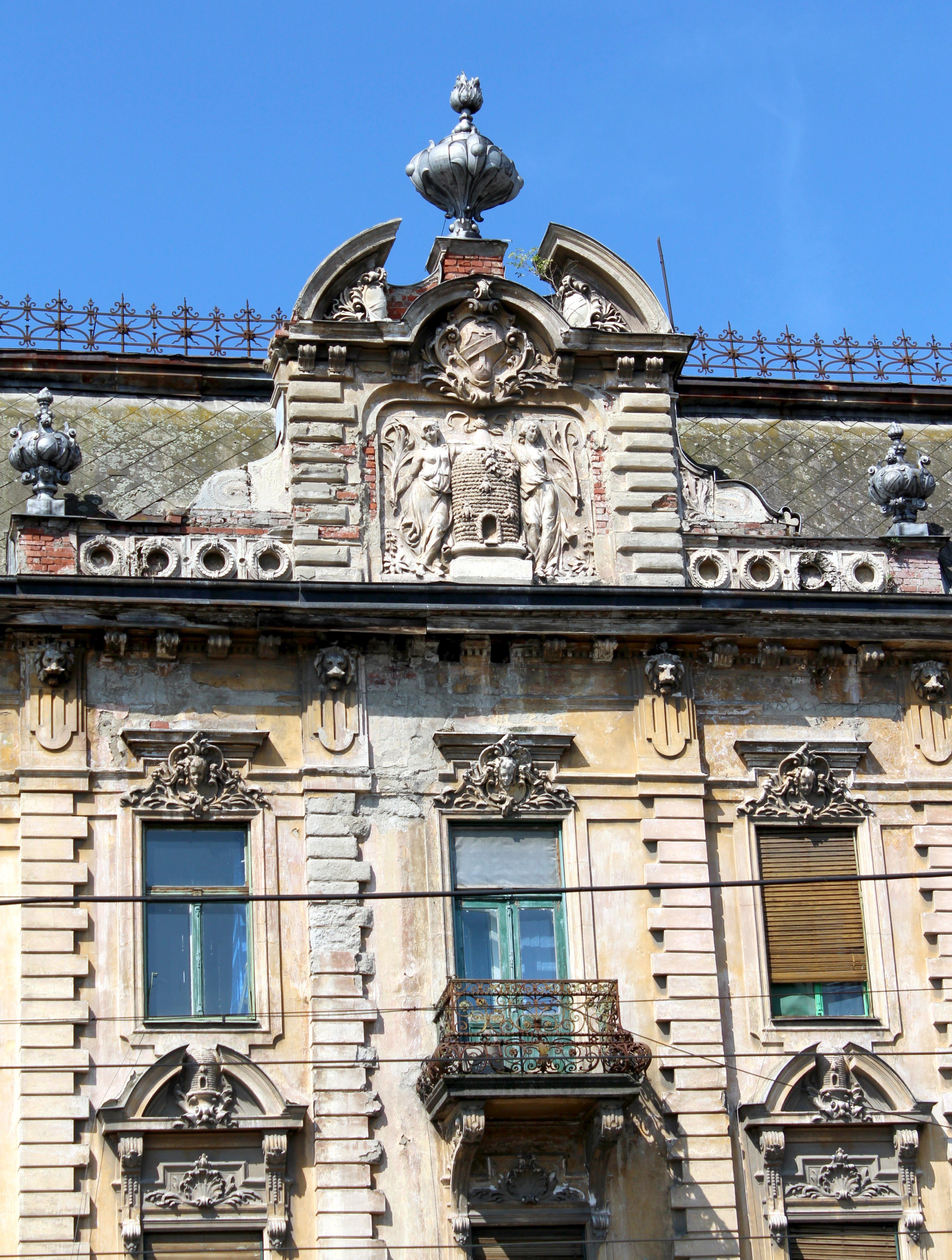
Stupul pe Palatul Casei de Economii, filiala Iosefin

### Motive antropomorfe

#### Omul verde
Este un mascaron care reprezintă o față umană combinată cu motive vegetale. Este un simbol al regenerării în fiecare primăvară. Se plasează de obicei deasupra golurilor (uși și ferestre) pentru a îndepărta spiritele rele.
Este întâlnit pe clădirea Palatului Apelor, a Palatului Cazinoului Ținutului de Sud
 (poziția 20), a casei de raport János Hartlauer din Piața Plevnei (poziția 30) a Palatului Löffler sau a Palatului Poștelor. Motivul se întâlnește și pe clădiri mai vechi, ca Palatul Baroc sau Casa P. Iordan (azilul de noapte din Iosefin, poziția 103).

#### Îngerul
Figuri de îngeri sub forma capetelor de copii se întâlnesc pe multe clădiri (v. mai sus la Palatul Apelor). Caracteristice sunt aripioarele. Însă cea mai reușită reprezentare a îngerului pe clădirile Secession din Timișoara este cea de pe Palatul Franz Anheuer (poziția 73), unde motivul este realizat sub forma unei femei care dansează în sunetele lirei (v. mai jos), motivul repetându-se de 6 ori între ferestrele de la etajul al doilea.

#### Femeia
Chipul femeii se întâlnește în multe variante, dintre care sub formă de „femeie fatală” pe casa văduvei Blau (poziția 23), „meduză” pe Palatul Dezső Bécsi, la care șerpii stilizați se împletesc în cosițe, „regină” pe Palatul Mercur sau diferite reprezentări de fecioare.

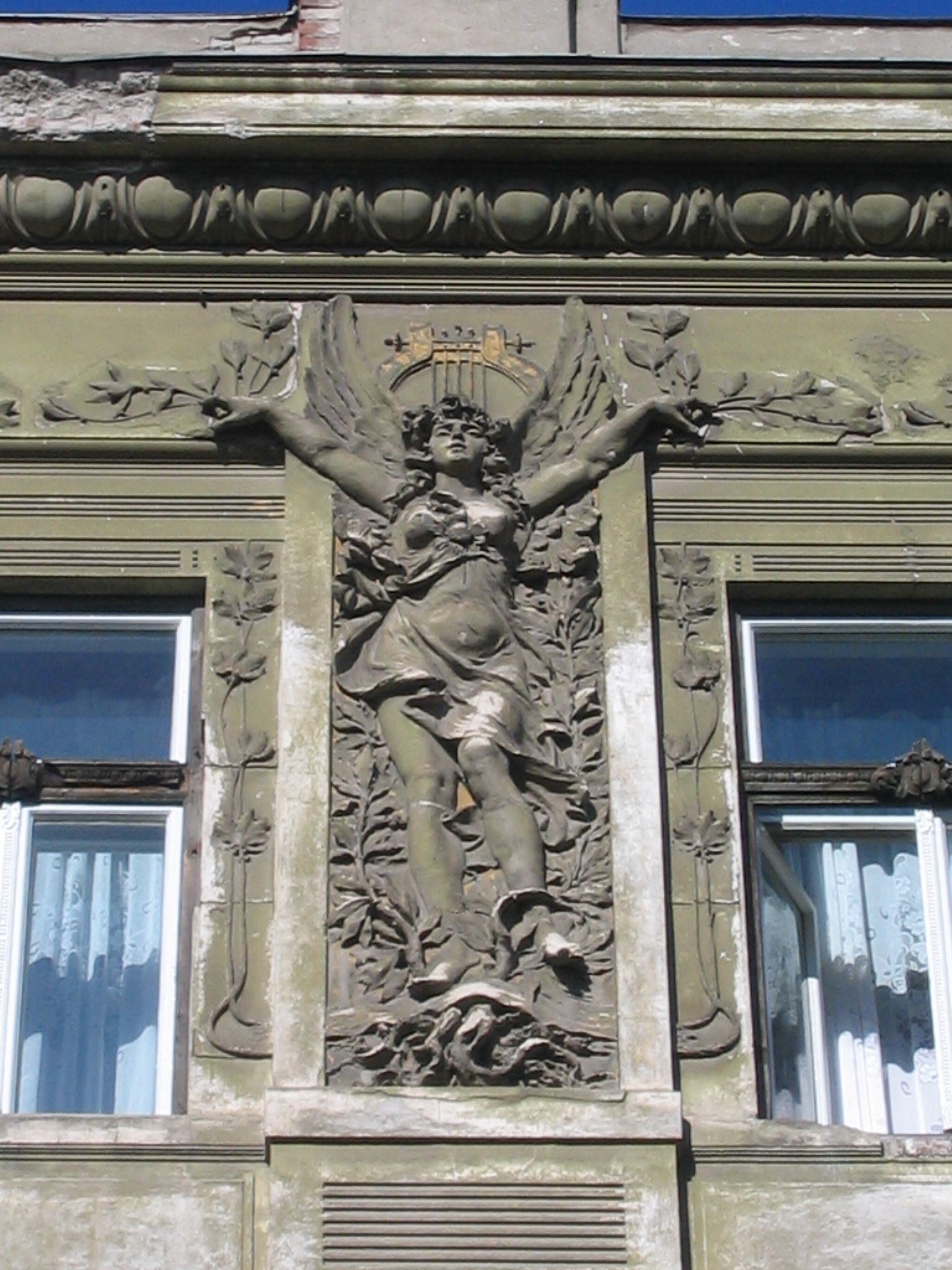
Înger pe Palatul Franz Anheuer
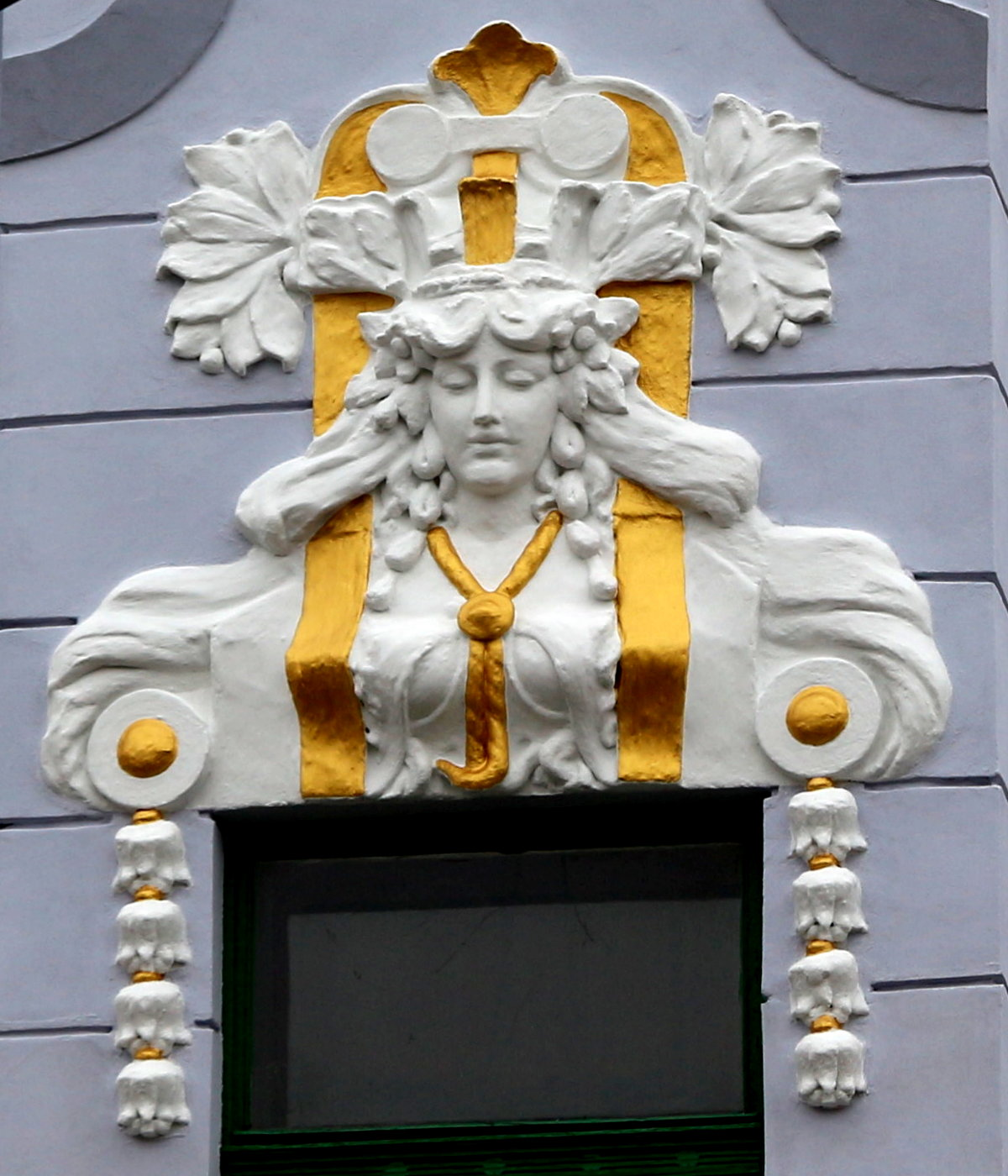
„Femeia fatală”
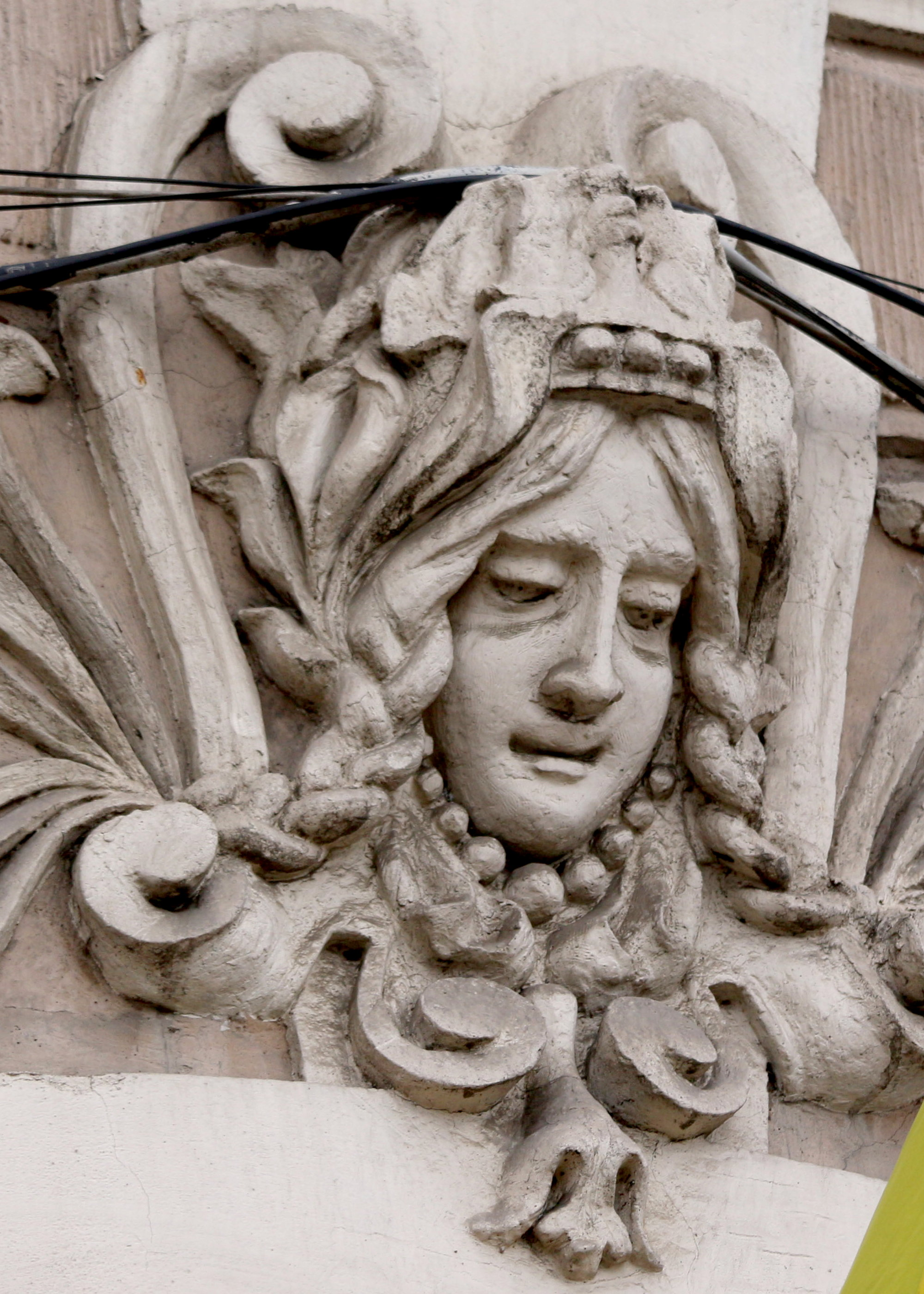
„Meduza”
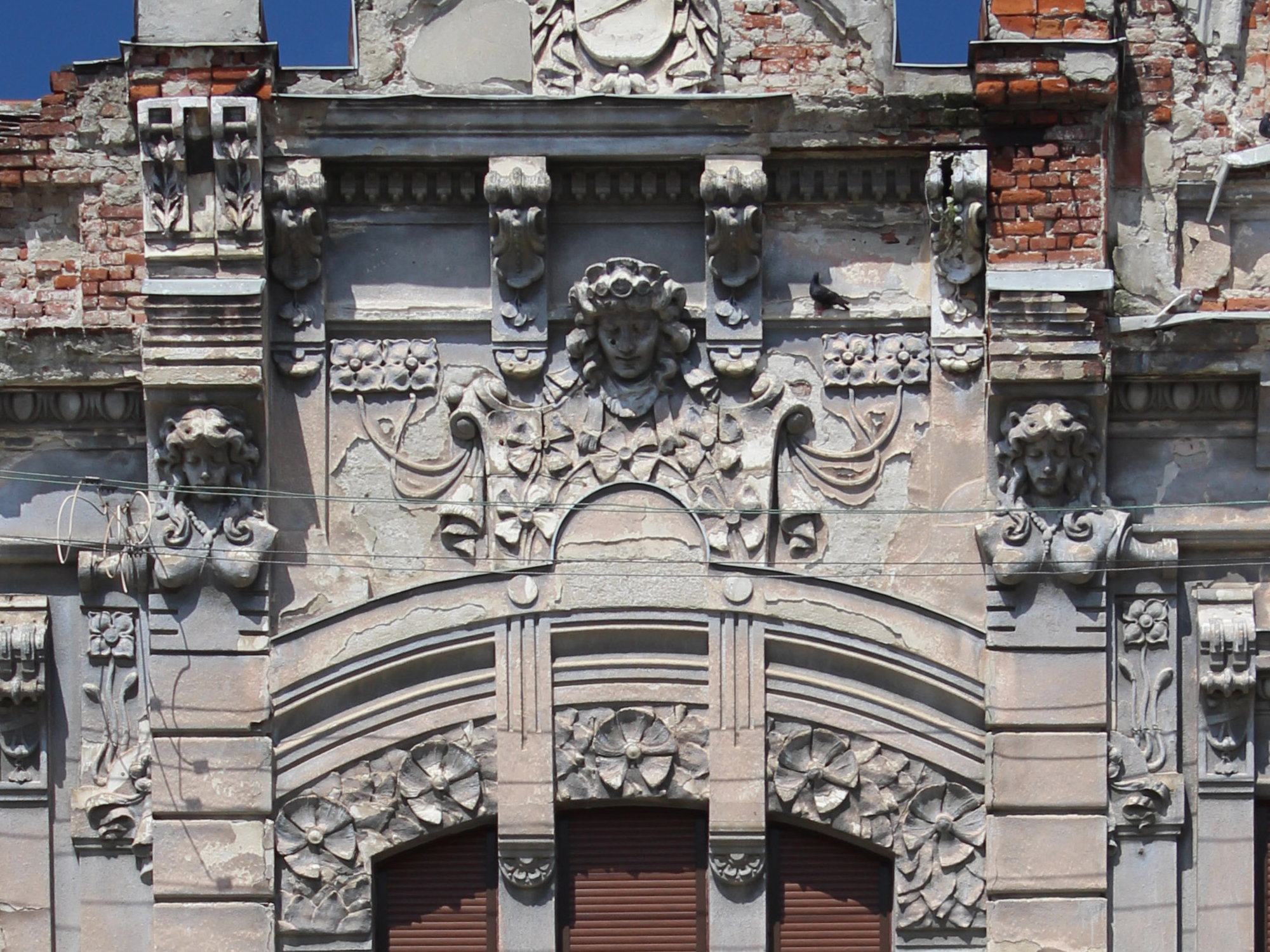
„Regina”
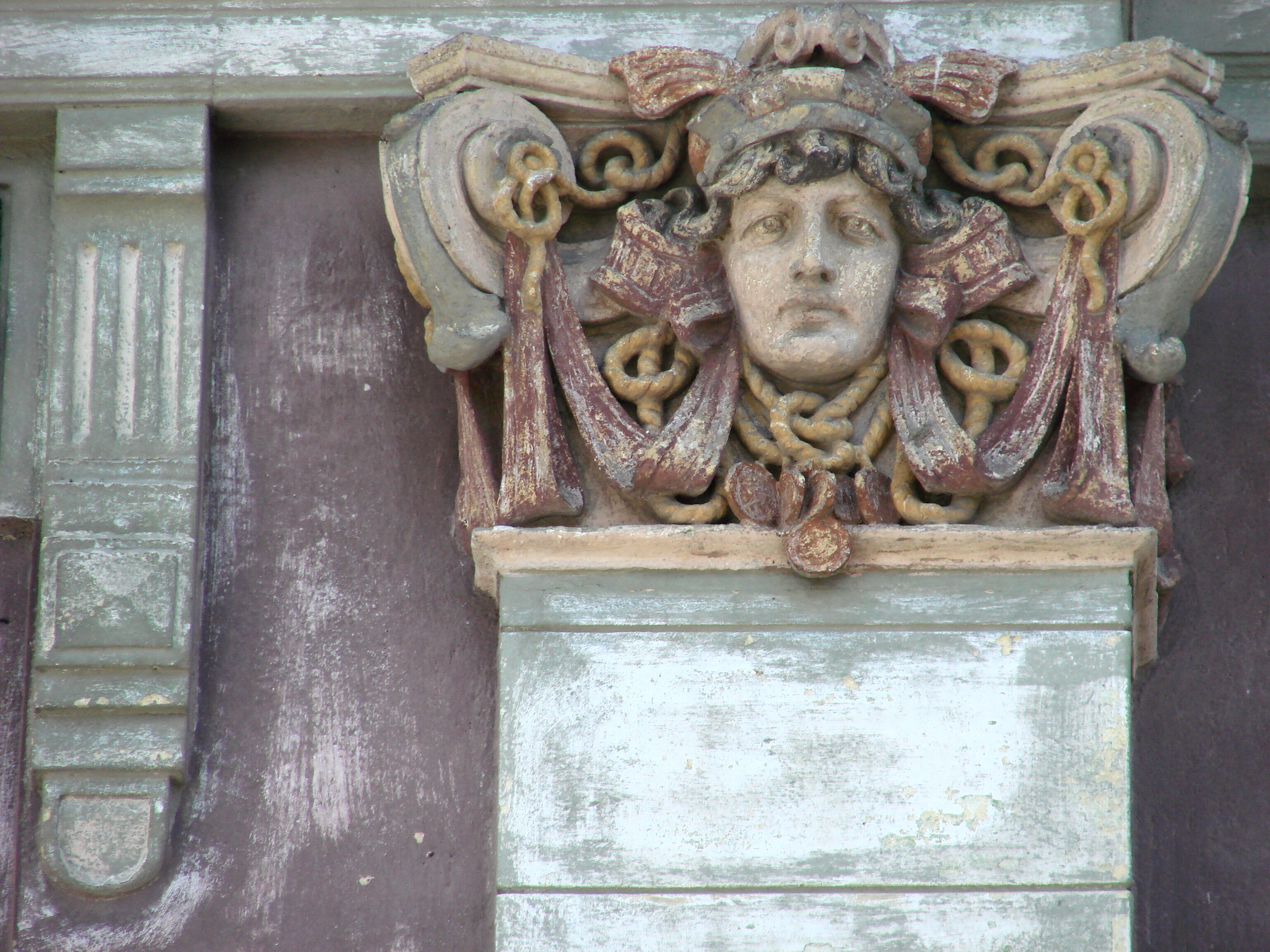
Pe Casa cu Lei
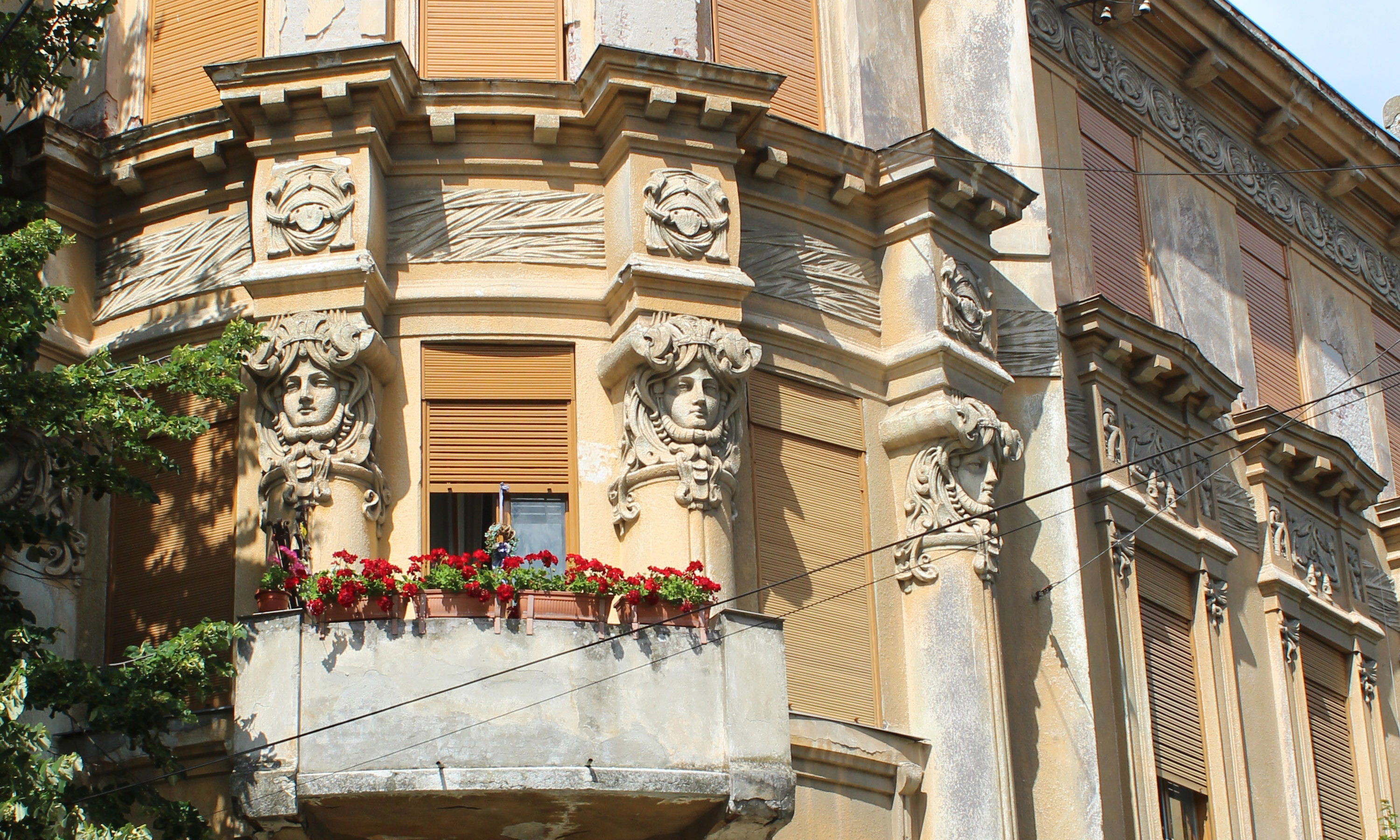
Fecioare pe Palatul Karl Kunz
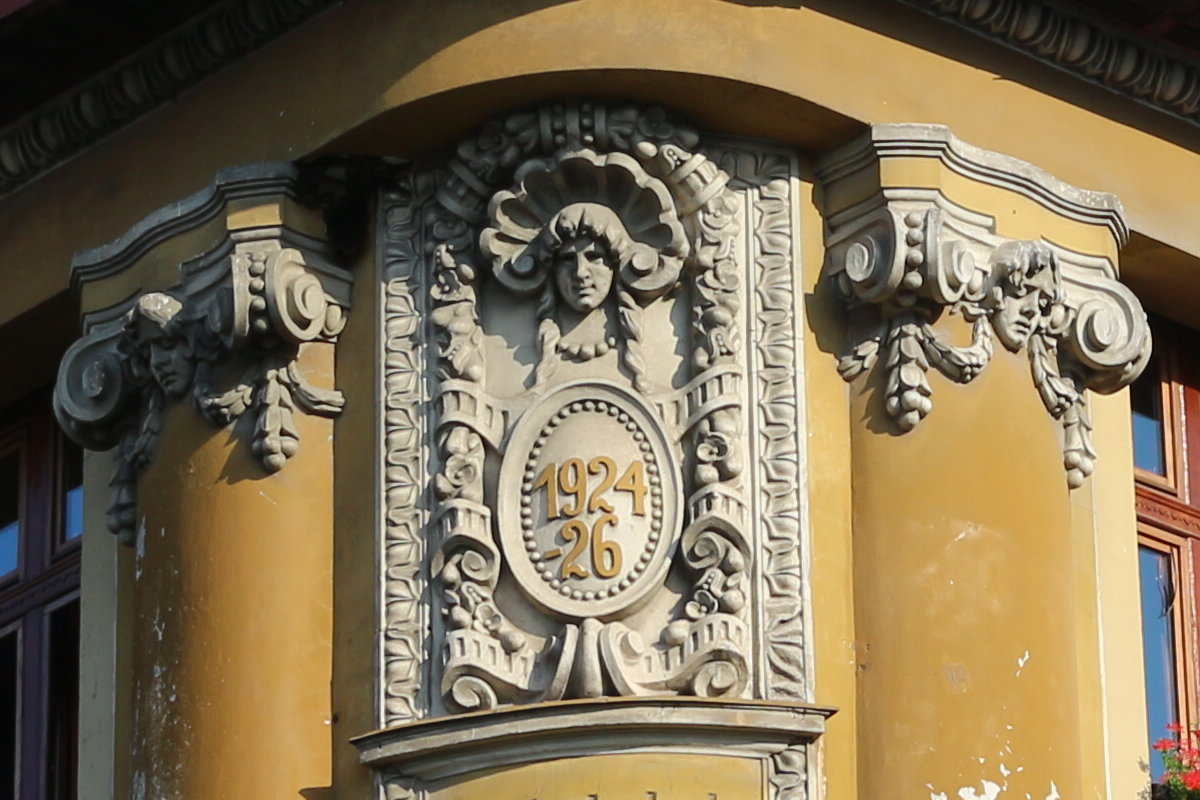
Pe Palatul Dr. Ciobanu
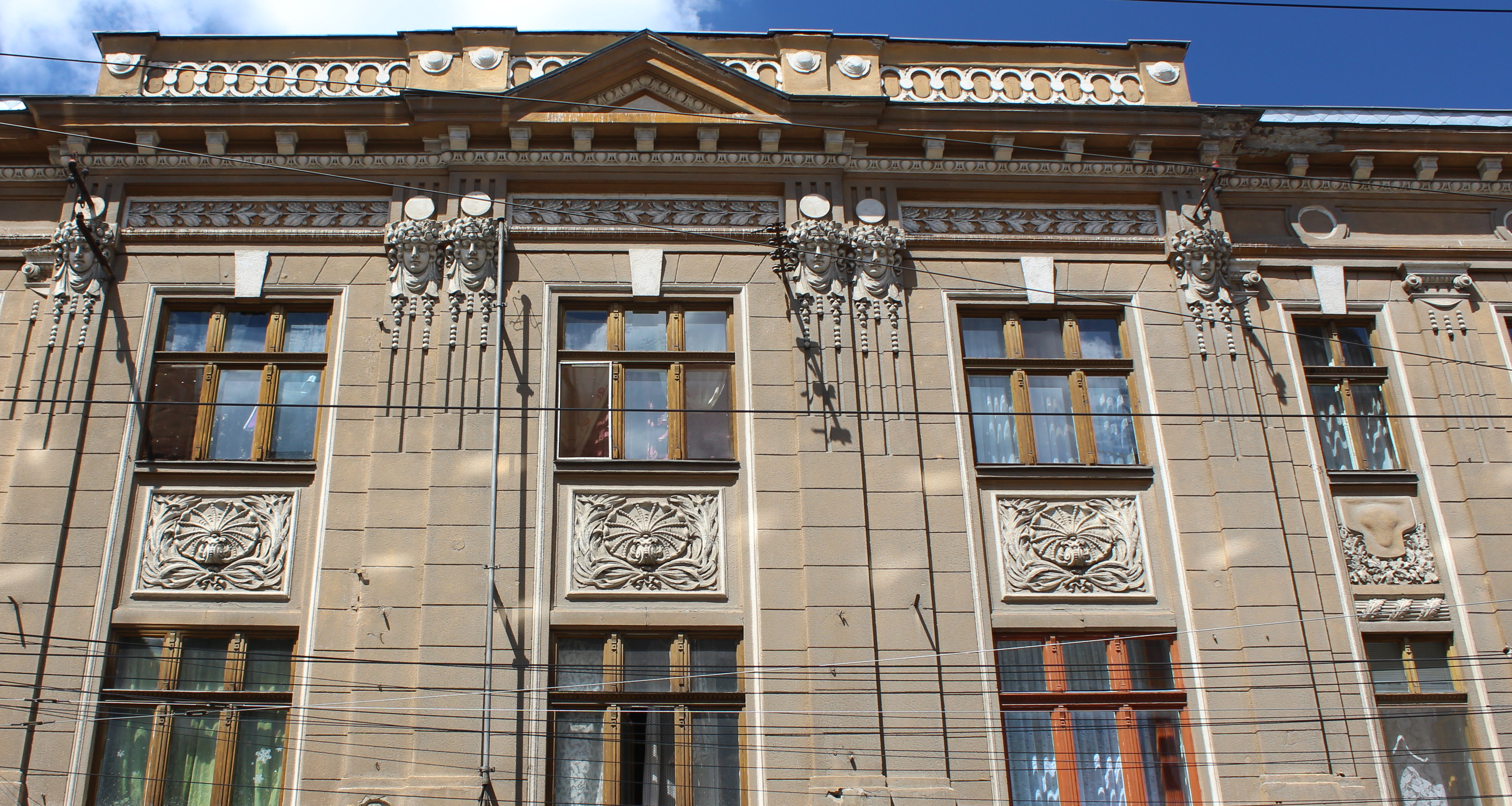
Pe Palatul Mirbach
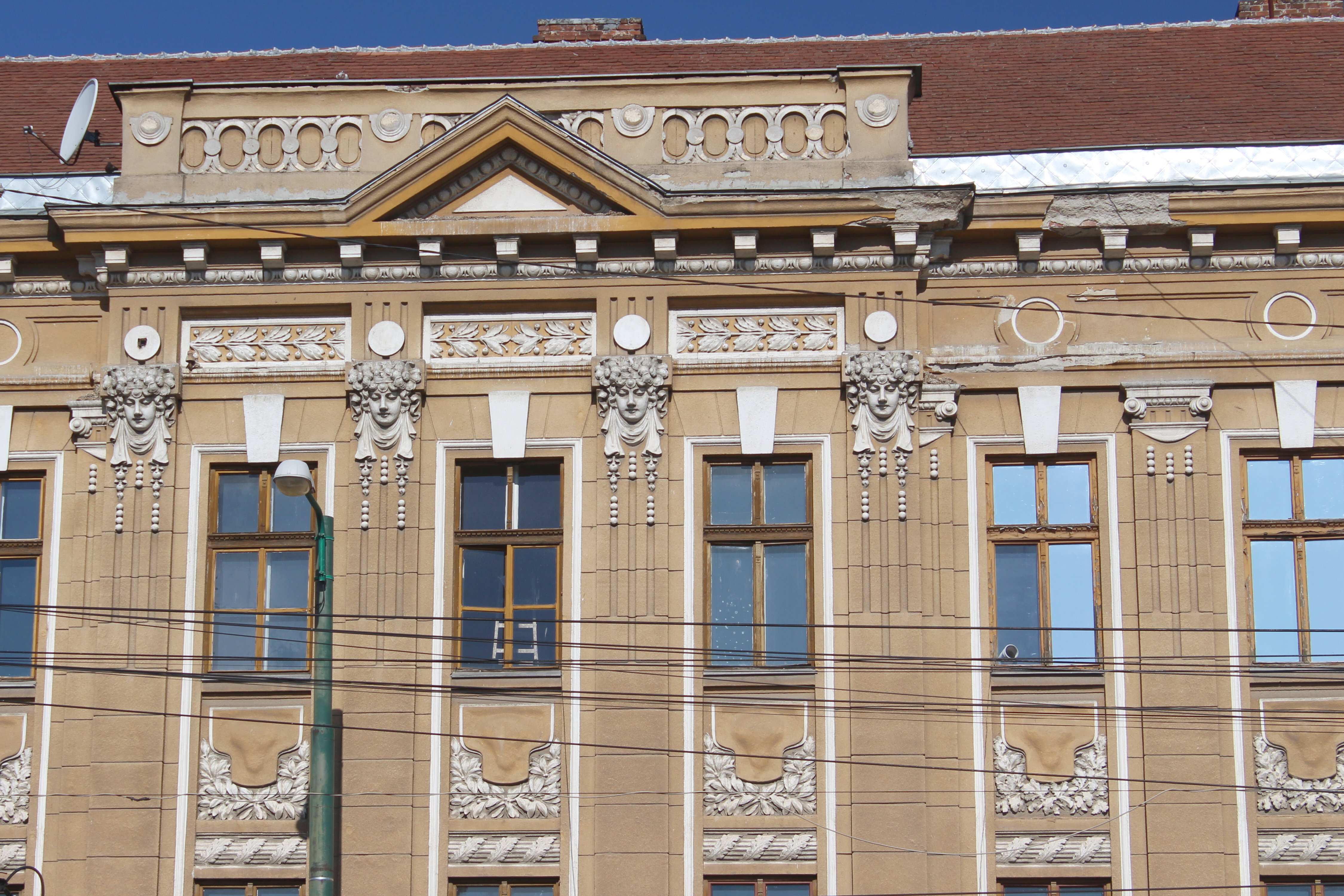
Pe Palatul Mirbach
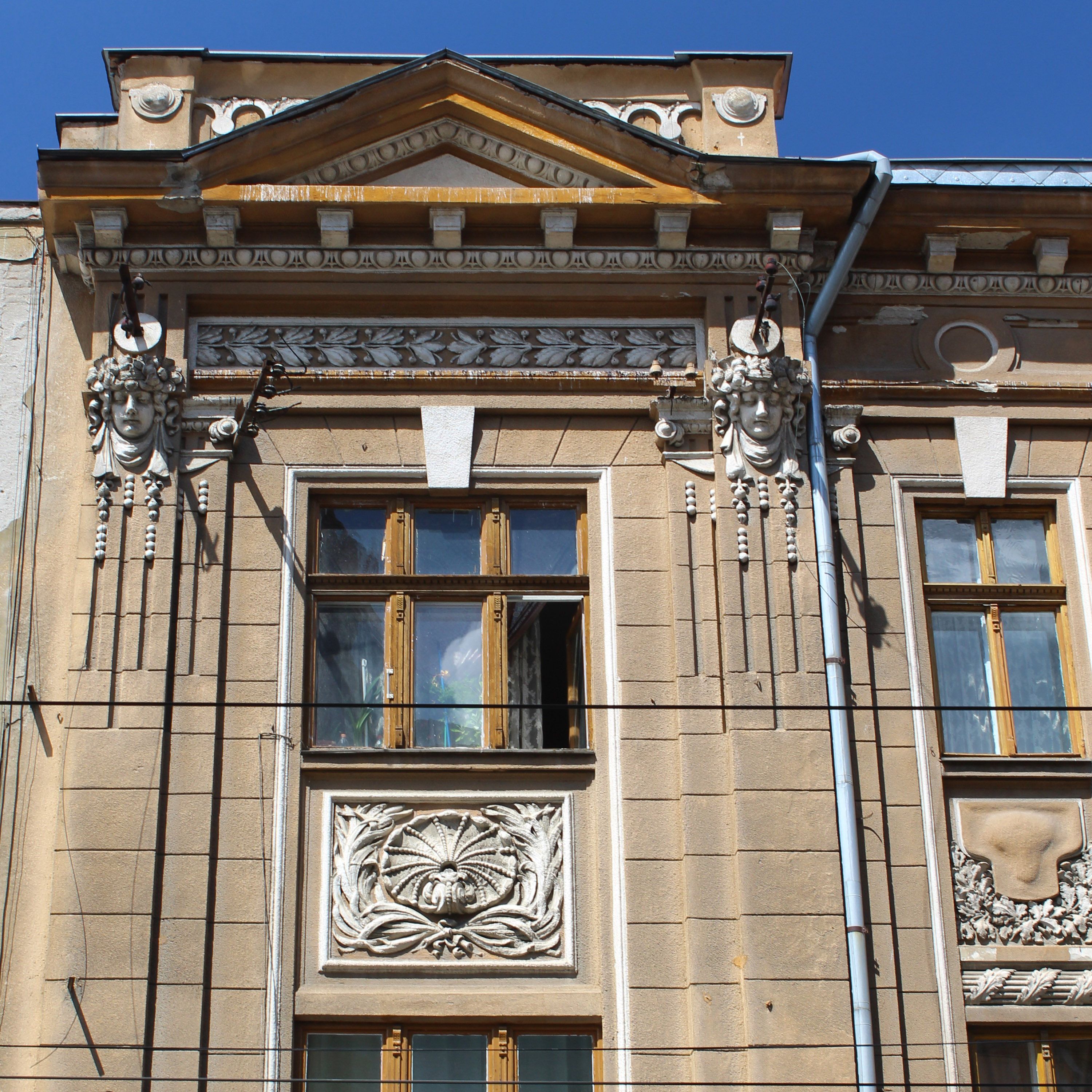
Pe Palatul Mirbach
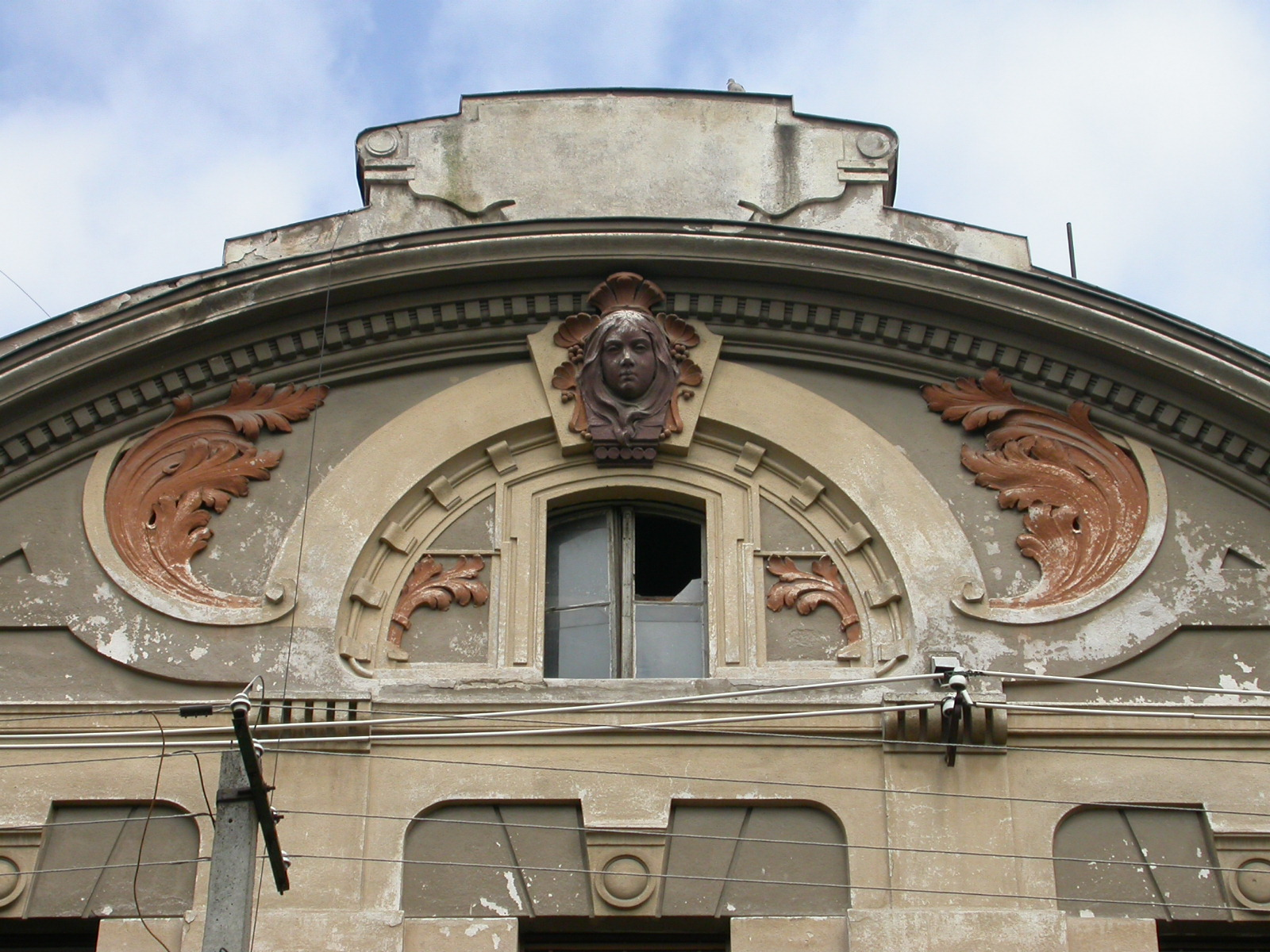
Pe Casa Adolf Neufeld

Reprezentări integrale sub formă de statui se găsesc pe Palatul Lloyd, Palatul Löffler și Casa Emmer (v. mai sus), iar sub formă de basoreliefuri pe Palatul Adolf Vértes (fata cu vioara și cea culegând flori, v. mai sus), pe frontoanele de la Palatele Széchenyi (înger) și Weiss (cu cornul abundenței), ca lucrătoare pe Palatul Băncii de Credit (v mai sus), pe Palatul Ágoston Gálgon (dansând, v. mai sus), ca torcătoare pe Palatul Dr. Ciobanu, oferind leacuri la Farmacia Kovács sau ca heralzi care susțin scuturi, de exemplu pe Palatul Jakab Csendes.